# 小諸藩牧野氏の家臣団
小諸藩牧野氏の家臣団（こもろはんまきのしのかしんだん）は、元禄15年（1702年）に、越後国与板（新潟県長岡市西部）の陣屋から、小諸城（のちの懐古園）の城主に栄転して、明治4年（1872年）廃藩置県まで存続した小諸藩牧野氏の家臣団である。小諸藩主牧野氏は、三河国宝飯郡牛久保城主を発祥とする徳川譜代・越後長岡藩主牧野氏の完全な支藩であるため、その家風は、本藩を見習うことが定められていた。その家風とは、「参州牛久保之壁書」と呼ばれる"常在戦場・鼻を欠いても義理を欠くな"などを家訓として掲げたものである。
以下は門閥諸士（小諸四天王家＝加藤・稲垣・真木・牧野）をはじめとする重臣家系の盛衰を中心に解説し、全家臣団の概要を掲載する。

## 門閥概要
小諸藩の門閥とは、小諸侯の譜代であり、小諸藩の首席家老・家臣筆頭を勤めた履歴がある以下の四氏五家が挙げられる。これらの家は、繰り返し、上席家老に就任するなど、藩内・家中（かちゅう）で、別格の取り扱いを受けていた。
#小諸四天王家と首席家老（詳細は別掲を参照）。
- 牧野氏
  - 牧野八郎左衛門家 - 牛久保以来の家。小諸藩主家とは同姓ではあるが、その分家・庶子の家ではない。藩主の一族家臣、及び一門家臣としての取り扱いを受けていなかった家[2]
  - 牧野勝兵衛家 - 八郎左衛門家の分家。
- 真木氏 - 牛久保以来の家。槇氏とも書いた時代がある。
- 稲垣氏 - 牛久保以来の家。6代藩主・康明によって粛清される。
- 加藤氏 - 牛久保以来の家。

をあげることができる。
ほかに、首席家老・家臣筆頭の就任履歴が無いが、家老の家柄として3代以上、遇された家として、次の2家がある。この2家は、実際に家老の役職に3代連続、就任してはいないが、家の格式が3代以上、家老の家柄であったという意味である。
- 木俣氏 - 大胡以来の家。1590年以降、1616年以前に家臣となった家であり、上級士分としては古くから藩主牧野氏の先祖に仕えていなかっただけでなく、牛久保城主牧野氏と敵対した先祖を持つ。名君・稀代の英主と謳われた9代藩主・康哉によって粛清される。
- 太田氏 - 1616年以降に家臣となった家。

稲垣氏と木俣氏は、罪があり、粛清されたため、幕末まで家老の家柄を連綿していなかったが、存続はしていた。
小諸入封から大政奉還までに、上席家老に就任した履歴を1回以上持つが、家臣筆頭となった履歴がまったくない家としては、前掲の太田氏、木俣氏のほか、鳥居氏、本間氏、牧野氏（牧野求馬家＝2代藩主の庶子、牧野康那を家祖とする藩主家の分家であるが、藩主家の相続権を喪失した家臣取扱いの家系で、家祖が上席家老を勤めながら家老連綿、用人連綿、及び番頭連綿の格式とすらならなかった家）を、あげることができる。
小諸侯の上席家老とは、藩主を本尊として両脇侍に相当する2名（左右陪席）が、上席家老である。1名が家臣筆頭（家老首席）であり、もう1名が家老次席である。江戸時代後期になると、家の格式が、用人格連綿以下に過ぎなくとも、用人格連綿以下の格式をもって、役職上は、家老次席まで上り詰める例が、みられるようになった。
河合氏は、太田氏と同じくその能力と、功績により、太田氏が家老連綿の家柄に昇格した後に、同じく家の格式が昇格した家であるが、河合氏は上席家老に就任していない（河合氏は家老連綿の格式2代目で罪があり失脚したが、上級家臣としては存続）。また太田氏や、河合氏が昇格したより後の時代になって、用人格の格式で上席家老に就任する一方で、家老連綿の家柄に昇格できなかった鳥居氏、本間氏などがある。このように新興家臣から家老となった家に対する処遇は、時代により、同じではなかった。能力主義の浸透と財政的制約により、固定されやすい家の格式、持高、及び給人地の面積は、改訂しないか、直したとしても小幅なものにとどめて、役職では、当代限りの足高（たしだか）を利用して、有能な新興家臣を登用する人事政策の変化を見て取れる。幕末近くの天保年間になると、これをさらに推し進めた改革が見られる一方、藩内・家中（かちゅう）が、立身出世のための競争社会となり、足の引っ張り合いから、お家騒動の土壌を作った部分があることを、否定することが、できない。
小諸入封から大政奉還までに、上席家老就任履歴が1回以上ある10家（首席5家と、次席5家）と、家老職就任履歴が1回以上ある2家（河合氏と、幕末近くに抜擢され家老職の末席となったことがある村井氏。いずれも1634年の与板分地時、またはその頃に家臣となった2家）は、弱者を被害者とする戦慄な非行・不行跡があった牧野氏（求馬家）の1家を除き、小諸藩庁から、士分上禄格式と認定されている。これ以外の家でも、番頭職3代以上の家は、士分上禄格式が認められているで、詳細は、後述の「士分上禄格式21家・名門17姓」を参照のこと。
また前出の太田氏（貴家出身の浪人者が祖）、鳥居氏（越後国浪人者が祖）、本間氏（管領役所に勤務していた京都出身者の子息が祖）及び、木俣氏（伊勢国の地侍出身者あるいは、その子息が祖。出自と先祖の詳細は後述）は、家老次席の上席家老就任履歴がありながら、藩主先祖の発祥地である三河国牛久保城以来、牧野氏と共になかった家であるが、信濃国小諸藩に至った家系である。

## 重臣諸家の格式・序列（家柄の格付け）
藩士の格式には、連綿する家の格式・序列と、役職上の格式・序列の2つがあった。時代の経過により、連綿する家の格式より、役職による格式のほうが重視されるようになっていった。世襲される家の格式・序列は、原則的には不変であっても、実際には非行・当主幼少・当主長期病身・末期養子・藩主内存（勘気や意向）・出奔・自殺・家内騒動・職務上の大失態・酒の上の大失態・不敬・引き籠り・抜擢・精勤・手柄・縁組などによって変動することがあった。
小諸藩で重臣の家柄を連綿するとされた家の序列（家柄の格付け）は、次の通りである。世襲・原則固定であるはずの家柄も意外と変動が大きいことがわかる。
*与板立藩（＝よいたりっぱん）時ごろ（倉地氏の長岡帰参前を基準）。
- 首席/倉地氏、次席/牧野氏（八郎左衛門）、三席/加藤氏

*小諸入封、約１か月後の元禄16年正月年頭。
- 首席/加藤氏、次席/真木氏、三席/牧野氏（八郎左衛門）、四席/稲垣氏、五席/鳥居氏

連綿する家の格式・序列と、役職上の格式を明瞭に分けて、考えるようになったのは、享保年間から宝暦年間ごろに確立されたとみられるため、これ以前と以後については、序列を同じ歴史観で見ることは、必ずしも妥当ではない。
*寛政年間中期ごろ（牧野氏（八郎左衛門家）と加藤氏末期養子後、牧野氏（八郎左衛門家）による不正融資・不正経理発覚後、及び牧野勝兵衛長期病身を基準）。
- 首席/真木氏、次席/稲垣氏、三席/木俣氏、四席/太田氏、五席/牧野氏（勝兵衛）、六席/牧野氏（八郎左衛門）、七席/本間氏、八席/加藤氏、九席/河合氏、十席/村井氏、十一席/倉地氏、十二席/鳥居氏、十三席/古畑氏

*文化年間初期ごろ（加藤氏祇園祭り不祥事前・稲垣氏お取り潰し後、及び河合氏家老連綿昇格後を基準）。
- 首席/牧野氏（勝兵衛）、次席/真木氏、三席/木俣氏、四席/太田氏、五席/河合氏、六席/牧野氏（八郎左衛門）、七席/本間氏、八席/加藤氏、九席/村井氏、十席/倉地氏、十一席/鳥居氏、十二席/古畑氏

*文化年間初期ごろ（加藤氏祇園祭り不祥事失脚後を基準）。
- 首席/牧野氏（勝兵衛）、次席/真木氏、三席/木俣氏、四席/太田氏、五席/河合氏、六席/牧野氏（八郎左衛門）、七席/本間氏、八席/村井氏、九席/倉地氏、十席/鳥居氏、十一席/古畑氏、十二席/加藤氏

*天保年間初期ごろ（真木氏長期病身後・河合氏怠慢を繰り返し藩主の勘気を受け失脚及び、加藤氏精勤し、城代に抜擢された復活後を基準）。
- 首席/牧野氏（勝兵衛）、次席/加藤氏、三席/真木氏、四席/木俣氏、五席/太田氏、六席/牧野氏（八郎左衛門）、七席/本間氏、八席/村井氏、九席/倉地氏、十席/鳥居氏、十一席/古畑氏、十二席/河合氏、十三席/佐々木氏

*嘉永年間末ごろ（本間氏引き籠り・古畑氏破廉恥事件失脚・木俣氏の過失と非行の繰り返し後・牧野氏（八郎左衛門家）精勤後及び、笠間氏抜擢後を基準）。
- 首席/牧野氏（勝兵衛＜主鈴＞）、次席/加藤氏、三席/牧野氏（八郎左衛門）、四席/真木氏、五席/太田氏、六席/村井氏、七席/木俣氏、八席/倉地氏、九席/鳥居氏、十席/本間氏、十一席/河合氏、十二席/笠間氏

*明治3年（河合氏精勤後、廃藩置県近く。加藤氏・太田氏・笠間氏等出獄・赦免後、倉地氏の非行・笠間氏引き籠り後を基準）。
- 首席/牧野氏（勝兵衛＜隼人進＞）、次席/加藤氏、三席/牧野氏（八郎左衛門）、四席/真木氏、五席/太田氏、六席/村井氏、七席/河合氏、八席/本間氏、九席/木俣氏、十席/鳥居氏

## 藩士の家柄・格式を記述した一次史料と、昭和期に書かれた一部の碑文との乖離問題
小諸藩士であった先祖を顕彰するために子孫・遺族が建立したとみられる石碑・墓碑・建碑などが、長野県小諸市や東京都内にある。しかし小諸藩や徳川幕府の一次史料と、小諸藩士の子孫・遺族が主として、昭和期に書いた碑文の内容を比較すると、特に就任していた役職や、連綿する家の格式について、大きく乖離している事例が、少なからずある。
ここでは特定の碑文を指すものではないが、例えば給人席の役職に就任していたものを、家老にあったとか、馬上資格こそ認められたが、引率できる従者が徒歩1名であった平士・平侍に過ぎない与板藩1万石の給人席に採用されたものを、「藩主牧野氏の客将」となったとか、小諸入封時に、家老に遠く及ばない役職・家柄であったのに、小諸入封時に家老であったとする記述。馬廻り格の家柄から、3階級特進の役職に抜擢を受けたに過ぎないものを、家老に登用されたとする記述。小諸騒動の混乱期に参政に抜擢されたものを、家老とする記述などがあげられる。これら一次史料から大きく乖離した史料学的に荒唐無稽な一部の碑文を参考にしての著述は、建立地に行けば誰でも査読はできるが、信憑性に極めて乏しいため、特に引用・紹介が必要な場合を除いて、ここでは外している。

## 葬地
藩主牧野氏の檀寺は江戸においては幡随院、小諸では泰安寺であったが、信越本線開業と、小諸駅操車場建設に伴い泰安寺は廃寺となった。現在は小諸市荒町に所在の光岳寺を檀寺とし、同寺は藩主家累代の位牌を安置している。最後の小諸藩主で子爵となった牧野康民（康済の改称）は、浄土宗から神社神道に改宗し、神葬祭で葬られた。牧野康民の葬地は、長野県小諸市古城二丁目の南側隣地（長野県小諸市乙・境界未画定地）と、東京都台東区谷中七丁目の東京都立谷中墓地（乙8号10）の2か所に現存する。江戸で没した歴代藩主牧野氏夫妻と、江戸在住が義務付けられていたその家族（主に夭折した子供）の墓地群は、東京都台東区東上野四丁目24番の南部（現在の上野学園敷地内）にかつて存在したが、幡随院移転に伴い改葬となり合葬された。これは廃仏毀釈により皇室が、皇居内から天皇の位牌を、泉涌寺に納め移し、皇居内での祭祀を神社神道に一本化したことに似ている。
在所における小諸家臣の檀寺は数か所に分散しているが、葬地が檀寺の敷地にある家は、比較的少ない。長野県小諸市の宗教法人懐古神社（宗教法人法にもとづく公示上の所在地は、同県同市丁本丸跡314番地）が所有する敷地内に、在所で没した歴代藩主牧野氏夫妻と、多数の小諸家臣の墓地群が存在する。これらの墓地は懐古神社崇敬会（通称、小諸士族会。あるいは単に士族会）の管理下にある。しかし、稲垣左織・倉地鎮司・小河銑十郎・天野藤吉郎など上級家臣であっても、同地に墓地を持たなかった事例も珍しくないほか、小諸市乙の葬地と、檀寺の敷地との双方に、墓を持っていた小諸家臣も、存在するなど、細かく見れば、多様である。
江戸在勤を連綿したことがある上級家臣（真木氏・稲垣氏・笠間氏など）は、江戸に藩主家とは異なる壇寺を持っていたほか、江戸で没した家臣も、やはり藩主の江戸における檀寺とは異なる寺院に葬られた。東京都内には、江戸時代以来の小諸家臣の葬地が、かつて少なくとも3か所以上に存在していた。

## 牛久保以来の家柄・古包の出自・特別な配慮を受けた家と、名跡の概念
三河国牛久保以来の家柄とは、三河国牛久保、上野国大胡、（越後国長峰）、越後国長岡、越後国与板を経て、信濃国小諸に、藩主牧野氏と共に、歩んだ家のことである。
牛久保以来の出自（家柄）、または古包の家、牛久保以来の家とされるのは、次に掲げる14家から15家が確認できる。ここでは、明治元年・慶応4年を基準とする。
この中に木俣氏は含まれない。もしくは、木俣氏に関してこうした記述を見て取れない。木俣氏に関しては、史料学的に牛久保以来の家でないことが確実であるため、「木俣氏の出自と、平成26年、小諸市乙に建立された木俣家石碑（碑文）」として、別に項目を立てた（「元禄から幕府滅亡・大政奉還までに、失脚した加判職就任履歴のある家系」に記載）。
牛久保以来の家柄、古包の家、もしくは、これに準じる家は、次の通りである。
1,牧野氏（八郎左衛門家）、2,真木氏、3,真木氏、4,真木氏、5,加藤氏、6,今枝氏、7,神戸氏、8,倉地氏、9,倉地氏、10,稲垣氏　11,稲垣氏（貢家）？、12,佐々木氏、13,石黒氏、14,山中氏　15,山本氏（金右衛門家）が、牛久保以来の家柄、古包の家であることが、確認できる（以上は、順不同であり、格式や新旧の順番ではない）。
これに16,牧野勝兵衛（隼人進）の家、17,牧野蔀の家、18,加藤高の家が、牛久保以来の家と同姓一門とされ、これに準じた。11,稲垣（貢）の家については、史料が判然とせず、断定できないが、少なくとも牛久保以来の家と、同姓一門となることは疑いない。下士の19,山本保土里の家については、説明が膨大となるので、ここでは省略するが、牛久保以来の家柄に準じた。
本藩である越後長岡藩では、その関係文書に、譜代の家と書いてあると、牛久保以来の家であるが、起源が新しく新参が多い支藩である信濃小諸藩にあっては、大胡以来の家であっても、譜代との記事があることがある。譜代の意味を正確に定義した文献は、残っていないが、長岡藩と、起源が新しい小諸藩では、若干、使い方が、異なっていたようである。木俣氏は、大胡以来の家臣であるので、大胡以来を譜代とすれば、当然に譜代である。小諸家臣の木俣氏を指して、藩主譜代の家臣といった意味の記事は、下記掲載の膨大な史料・文献の中には、存在しないが、大胡以来の家臣であることは、確実である（詳細は、後述）。
20,山中氏、21,石黒氏、22,佐々木氏については、一度、浪人してからの再仕官組である。他藩に仕官したものが、転籍したり、郷士からの仕官などもあり得るが、個別の事情については、省略する。
一般的には名跡とは、家督のことであるが、小諸藩では「名跡」という言葉を使うのは、士分たる家臣だけであった。
「名跡」には、先祖が獲得した家柄・名誉・格式が、家名として一体となっていると考えられていた。特に小諸藩では、「名跡」という表現は、士分についてのみ語られ、家禄・持高と、土地の権利（給人地・屋敷の土地）が、これについてると解釈されていた。つまり小諸藩では、「名跡」と家督では、ややニュアンスが、異なった使われ方がしていた。士分の「名跡」には、家禄・持高・給人地が、世襲として、藩主の許可の下で、相続されていくものであるが、足軽以下が「家」を相続した場合は、これらが、ついていないからである。足軽については、屋敷を相続できる家系と、できない家系があった（詳細は、「屋敷持ち足軽163家（士分の資格がなく武士としての正装を許されず、藩主との謁見資格がないが、屋敷持ちであったので、士族に繰り上げ編入された家）」として、別に項目を立てた）。
士分ではない家臣については、姓（苗字）と帯刀は認めたが、「名跡」がないとの立場を、原則的にはとっていたので、士分ではない家臣については、家禄・持高、及び土地の権利（給人地）が、世襲としては、相続されなかった。この場合の収入は、俵取り・人扶持と標記された。
士分であっても、家禄や持高のほかに俵取り・人扶持が併記されたり、足高が付いていることがあった。これらの収入は、士分であっても、「名跡」についているものでは、なかったので、世襲ではなく、1代限りが原則であるが、一部には既得権化したものもあった。
「名跡」は、とりわけ、異なる氏のものが継承することで、その家名の血筋が変質する場合において用いられることもあった。その断絶を惜しみ、血縁以外の者が、「名跡」を継承して、その姓を名乗る場合があったが、小諸藩における例としては佐々木氏、牧野氏（外巻家）などがある。
本家の家禄や土地が、分家に別けられているときは、その分家は、本家の名跡継承者としての権利があり、先祖の由緒を引き継いでいると考えられた。別家召し出し・新恩給付による分家のときは、新参として採用初代として扱われたが、本家とは、同姓一門としては遇されたので、議論の実益が少なかった。例えば、8,9,の倉地氏は、与板在封期には、1家であったが、小諸入封後に、分家を分出して2家となっているが、これは名跡を分与して立てられた家であるため、先祖の名跡を分家であっても、引き継いでいると解釈されていた。2,3,4の真木氏についても、事情は、大筋では同じであり、与板立藩時は、1家であった。
17,牧野蔀の家は、16,牧野勝兵衛（牧野隼人進成聖の先祖）の家が持っていた名跡を分けて立てた家であり、別家召し出し・新恩給付ではないため、牧野勝兵衛家の名跡を分家であっても、引き継いでいると、当時は、解釈されていたはずである。
また牛久保以来の家柄、古包の家柄とは言えないが、木俣氏と、鳥居氏には、名跡を分けて立てた家があった。
明治初期に、旧来の陋習を廃そうと努めた藩政改革で、この別家召し出し・新恩給付のときは、「新参として採用初代としてカウント」されるという慣習法が、維持された。
議論の実益が少なくても、改革を叫んだ中で、維持されたということは、当時の藩内では、採用何代目かと共に、名跡を分与されている分家か、あるいは分与されていない分家かが、強く意識されていたといえる。
こうした旧態依然とした慣習が維持されたため、不利益を被った例をあげると、古参の家ではないが、例えば太田黄吉道教の家系は、家老の家柄の庶子として、別家召し出し・新恩給付で1家（給人格連綿）をたてたものである。しかし、2代目で廃藩を迎えたため、中士の階級で、しかも陽の当たるポストを歩み失脚した事実もないのに、下士の家柄とされた。また牛久保以来の家柄であった家老・加藤氏の庶子から、別家召し出し・新恩給付で1家をたてられた加藤高成高の家も、公議人に抜擢された給人格連綿の家であったが、廃藩時に2代目で、家柄は下士の家柄とされた。ほかにも、このような事例がいくつかある。
中堅以下の士分で、分家を持っている場合は、そのほとんどが、別家召し出し・新恩給付であったと、みられる。
牛久保以来の家柄、古包の家柄ほかに、藩主が側室や、身分の低い女性（お召し女）などと儲けた庶子を起源とする牧野氏5家が、藩内において、特別な由緒のある家とされた。これらの家の数は時代により変遷があるが、およそ27家（22＋5＝27）が、藩内で明確な基準として定められた「連綿する家の格式・序列」と、「役職上の格式・序列」という2つのヒェラルキーのほかに、さまざまな場面でこの事実（家の由緒）が指摘されており、何か事が、おきたとき配慮されていることが伺われる。
士分とは異なり、足軽以下については、その先祖が長岡から随従している場合は、古参と称することもあったが、足軽は、1代採用が原則である（繰り返しの採用はあり得た）。小諸藩には、大胡以来を自称する足軽も存在した。

## 家督・職制・俸禄
当主に跡取りがないまま死亡した場合は、厳科に処されたことは、江戸時代の武家社会共通の掟である。家臣にあっては跡取りが登城年齢以下の幼少で、当主が死亡したり、隠居した場合も、末期養子と比較すれば軽くは済んだが、やはり懲戒事由となり減石となった。
全国諸藩の藩主にあっては当主の幼少は、後見を添えることはあっても、減石対象にはならなかった。重臣にあっては、当主幼少の減石処分は必須とは言い難いが、小諸藩においては、ほぼ必須のものであったといえる。小諸藩では享保6年（1721年）、牧野八郎左衛門家の相続から、当主の幼少だけでなく若輩も、減石記事が見られるようになった。当主が登城年齢以上ではあるが、若輩による減石は、後に埋め戻されたが、おおむね7歳未満の登城年齢以下の者が幼少当主となると、連綿する家の格式そのものに響いた。この原則は明治維新まで続いた。
小諸藩の家中（かちゅう）には、家の格式として家老・用人・番頭・取次・給人・馬廻・徒士・足軽・中間の階層があり、原則として50石・給人格以上が馬上になれる資格があるとされた。また前任地の与板では当初には用人が、設置されていなかった。
小諸藩では、用人は、加判の列（重臣）であることが、特徴的である。本藩である長岡藩では、用人は特別な格式を持つ家臣が就任した場合を除き、番頭より格下である。

### 小諸入封から享保年間まで
小諸入封から、享保年間以降に足高の制が導入されるまでは、抜擢人事の場合は加増があったほかは、家柄により家禄は、ほぼ固定されていた。
例えば家老の家柄の当主が若輩者のため、役職が側用人であっても、家老本職に就任しても、支給される俸禄には、ほとんど変化がなかった。
小諸入封後に家臣も、加増の恩恵を受けて400石以上の家臣が、まもなく3家誕生している。これらの石高は、給人地も換算して、数値に組み入れたものである。

### 享保年間以降の士分たる家臣の収入
給人地・持高・役料・足高からなっていた。例外的に人扶持が併用されていた士分たる家臣も存在した。また採用初代の家臣は、持高が支給されず籾米の支給となった家臣もいた（経済的には実質、同じことであるが、仮採用的な意味合いや、世襲家禄として認めるか否か保留の意味合いがある）。
給人地が家の格式に応じて、支給されていた。給人地は主として畑として運用された。家の格式が変動しない限り、給人地の面積は世襲されていた。家老（82.2畝）、用人（65.6畝）、番頭（52.4畝）、取次・給人（39.3畝）、馬廻（32.8畝）、徒士（26.2畝）であった。
小諸藩では、者頭・物頭・徒目付を連綿する家の格式としては、設定されていなかった。中小姓については、別に説明がある。
給人地は、家の格式に応じて、一律に定められたが、持高は、同じ家老の家柄であっても、例えば230石もあれば、227石もあるというように、差があった。
幕府の足高の制と、本藩である長岡藩の宝暦の制の影響を受けて、小諸藩においても、足高の制が導入された。家の格式に応じて定められていた持高より、高い役職に就任した場合は、役高支給基準と、持高との差額を足高として支給するという制度である。つまり持高が250石未満の者が家老職となった場合には、その不足分を足高として支給するというものであったが、例外も散見され絵にかいた餅のようであった。
役高支給基準として、家老（250石）、用人（180石）、番頭・者頭（160石）、取次・給人（85〜48石）、馬廻り（45石）、徒士（40石）とする大雑把な基準があった。
小諸藩の持高は、家の格式に応じて支給される世襲家禄に近い性格を持っていたが、無役であると持高とはいえ減石の対象となったので、持高が完全な世襲家禄とはいえない側面もあった。一方では幕府の足高の制では、無役の旗本には、小普請金などの名目で課徴金を徴収して実質的に減石としたが、形式的には世襲家禄の減石処分を行っていなかった。他方、小諸藩の場合は、無役のときは、持高の減石処分に直接、踏み込んでいた。
無役のため減石された後も、比較的高い俸禄を受けていた例は、小諸騒動の時期を除けば次の3例が確認できる。第1に真木兵橘（真木権左衛門家）が、化政期、病身で長期無役となったとき持高を170石に減石された。第2に牧野須磨之丞（牧野八郎左衛門家）が、寛政期、父に罪があり縁坐によって、懲罰を受け無役となったとき持高を150石に減石された。第3に牧野勝兵衛（牧野八郎左衛門家の分家）が寛政期に病身で無役となったとき持高を150石に減石されたが、この事例では、惣領が部屋住み身分で召し出しを受けて、相応の出世をして俸禄を受けていたので、前2者の減石とは、やや性格が異なる。
9代藩主康哉が登場してからは、家の格式に応じて支給する持高と、役職に応じて支給される役職給とに明瞭に分け、足高支給は限られた例外に留めるようになった。
家臣の持高制を定めることに成功したのは、9代藩主康哉の治世より、かなり前の文化年間以前であることは、確実であるが厳密には特定できない。当初は重臣だけが持高を定め、やがてすべての家臣の持高が定められた。
小諸惣士草高割には中小姓という役職は見て取れるが、中小姓という家柄・格式は存在していなかった。しかし、その後の各種文書によると中小姓格という格式を記述した文書が珍しくなくなるため、格式の成立は不詳であるが、馬廻りと、徒士の中間に中小姓格という格式が設定されたものとみられる。ただし、連綿する家の格式として設定されたかは、確実な史料がない。
役料は、9代藩主による制度改革が行われるまでは、江戸留守居役など、公費として請求しにくい職務上の経費が多い、ごく限られた役職だけに支給された。

### 9代藩主による制度改革
9代藩主康哉が、導入した新たな俸禄制度は、家柄に応じて支給した持高を低めに抑制して、その役職に就任期間中だけに支給する役職手当を高め定めたものであった。足高の制とは異なる「持高プラス役職手当」を定めたことは、本藩長岡藩には見ることができない支藩小諸藩における画期的・合理的な制度であり、有能な人材を登用しやすくなった。
従来の役職手当は不明瞭で、同じ役職に就任しても、家臣によって、役職給が異なることも散見されていたが、9代藩主康哉は、家老手当は100石（江戸詰めには130石）、用人手当は80石（江戸詰めにも80石）などすべての役職手当てを明文化した。
役職手当ての整備に伴い原則固定である世襲持高は減石され、家老連綿の家柄は、150石から230石、同じく用人連綿の家柄は120石から135石、同じく番頭連綿の家柄は100石から115石とされた（以下、省略）。これに家の格式ごとに従前通り、給人地が給付されていた。ただし、大政奉還・幕府滅亡の前年である慶応3年、牧野隼人進成聖は、約1年間だけ持高250石となった。
このほか原則として、下級士分以下には、人扶米を支給した（下級士分の一部と、足軽以下には、9代藩主による改革前から人扶米は支給されていた）。人扶米は、出仕しなければ支給されなかった。例外的に、加恩的な意味合いで、中堅士分の数家に、人扶米が支給されていた。また引き籠りの性癖もしくは病気があった上級士分の本間氏に対して、出仕を促す意味で、人扶米が支給されたことがある。それが、本間氏において、後に既得権化したと見られる。
9代藩主の死後、遺体も乾かないうちから（今泉著、河井継之助伝にある表現）、お家騒動がはじまったということは、こうした改革が、お家騒動の土壌を作り、必ずしも成功したとは、言い難い部分がある。家臣たちから、改革を、プラス思考で、受け入れられず、立身出世の機会を争って、収まりがつかなくなったという言い方もできる。

### 主要家臣の持高
小諸家臣の持高には、給人地分が含まれておらず、連綿する家の格式が同じ家臣であっても、持高には、差が設けられており、同じ家柄であっても、さらに持高によって序列が細分化されていた。
家禄から持高を抽出して、別途記載がある分限帳は、6代藩主康長の治世期（1800年〜1819年）である文化年間に登場する。持高のみを表記した分限帳は文化年間以前のものも存在する。
6代藩主康長の治世に成立したとみられる小諸惣士草高割には、ほぼすべての家臣の持高と足高が掲載されている。史料を基礎にわかりやすく調整すると、次のようになる。
持高200石以上の家臣は、6家（牧野八郎左衛門家の分家である牧野勝兵衛家307石・槇227石・木俣227石・河合200石・太田200石・牧野八郎左衛門家200石）があった。これらは、あくまで持高の数字であるため、給人地分込みで考えると、牧野勝兵衛家のみが実質378石で、四捨五入すれば400石級といえる家臣であり、槇・木俣・河合・太田・牧野（八郎左衛門家）は300石級家臣であった。小諸入封後に、給人地分込みで400石以上で遇された家老連綿3家の真木・牧野（八郎左衛門家）・加藤は、このとき400級家臣とは言えなくなっていた。
持高100石以上200石未満の家臣は、13家（鳥居・加藤・本間・倉地・村井・槇分家2家・木俣分家・藩主牧野の分家である牧野求馬家・笠間・神戸・稲垣・古畑）があった。これらの諸士は、おおむね250石未満から、150石以上の200石級家臣といえる。
首席家老を勤めたこともある稲垣（稲垣源太左衛門家）は、藩主の内存により小諸惣士草高割成立前に改易・取り潰しとなっていた。同氏は減石・格式降格の上、名跡再興となっていたため、この時点では持高62石であった。持高100石以上の稲垣は、維新期の少参事・稲垣左織（稲垣貢家）の直接の先祖であり、家老職を勤めた稲垣とは、同族であるが別家系である。またマキは小諸惣士草高割には真木ではなく3家とも槇と記述されている。
持高67石以上100石未満の家臣は、20家（佐々木・木俣分家・藩主牧野の分家3・高橋・高橋・高崎・高栗・天野・伊藤・山本2・山村・小川・小河・糸井・西岡・今枝・宮嶋）があった。持高67石に、この格式で受ける給人地を換算して合計すると100石と見ることができ、持高67石の家臣は実質的に世襲家禄100石の家柄といえる。藩主牧野の分家である牧野3家のほか、半端な数字の67石に多くの家臣が並んでいるのは象徴的である。これら20家で化政期以降から大政奉還までに、もっとも大きな変動があった家臣は宮嶋と山本である。文政12年（1829年）、宮嶋は多額の不明朗な経理疑惑の責任を問われて、暇を命じられた（改易）。分家も懲戒処分を受けたが最下級の士分である徒士（かち）として存続し、幕末近くの文久年間には、地下代官（じかだいかん。小諸代官ではなく出先機関・徴税機関としての代官所の代官）などをつとめて、維新期に士分下禄に列した（宮嶋分家の9代藩主による改革後の持高18石・徒士格）。宮嶋惣領家は廃藩まで40年以上あったが、帰参・名跡再興はなかった。山本（山本弥五左衛門家）は当主の一身上の非行・不行跡（城中での戦慄な行為）があり改易・取り潰しとなったためか名跡再興がなかった。
また小諸惣士草高割成立前後の分限帳から推して、牧野勝兵衛家の分家（牧野蔀家）と、成瀬は持高67石以上の格式があったとみられるが、小諸惣士草高割には掲載がない。当主が幼少で、召し出されていなかったか、あるいは病身で出仕していなかった可能性がある。同じく藩主牧野の分家の一つである牧野外巻家も記載がないが、小諸惣士草高割成立時には、まだ家祖が家臣取り扱いになっていなかった。
英主といわれた9代藩主治世期には、下級家臣を除き、その持高が、家督相続時に小幅ではあるが軒並み減石されている。役職手当が増額整備されているため改革による減石処分とみられる（減石時期が異なる一次史料も現存）。
小諸惣士草高割の成立から20年近く経過した9代藩主治世初期（1832年〜）を基準に、与板立藩以来、家老職を繰り返し勤めた7家の持高をみると牧野（牧野八郎左衛門家）200石、牧野（牧野八郎左衛門家の分家である勝兵衛家）307石、真木200石、加藤227石、木俣130石、太田180石、稲垣50石である。牧野（牧野八郎左衛門家の分家である勝兵衛家）は、307石ではなく230石（但し慶応3年から約1年程度、250石）とする史料も存在するほか、稲垣は、9代藩主治世期に罪があり、さらに35石に減石された。ここでいう稲垣は、維新期の少参事・稲垣左織の直接の先祖ではなく、稲垣此面の直接の先祖である。
9代藩主治世期に、役職手当が増額整備された後は、牧野（牧野八郎左衛門家）、牧野（牧野八郎左衛門家の分家・勝兵衛改め隼人進）、真木、加藤、太田以外で、150石以上の持高を支給された家臣は、大政奉還・廃藩まで一家も現れなかった。これら5家が維新期、家老の格式を連綿する家柄であった。同じく9代藩主治世期の嘉永6年頃には、本間、村井、佐々木、鳥居、倉地、木俣、河合には、家老の家柄5家に準じる120石〜135石の持高があった。また9代藩主治世の後期に笠間が持高120石となった。佐々木を除くこれら7家が維新期、用人の格式を連綿する家柄であった。佐々木は嘉永年間から安政年間にかけて、2度に渡る失態があり、持高80石・奏者格まで格式を下げていたので、維新期には用人格連綿の家柄ではなかった。
小諸惣士草高割の持高と、改革による役職手当増額整備後の持高を比較した場合、当然に減石されている例がほとんどであるが、中には変化がない家臣や、加増された家臣もあった。
9代藩主によって抜擢されたり功労が認められた家臣は、持高を加増されたとみられるが、改革による減石と、功労による加増が相殺されたことで、小諸惣士草高割の持高と、9代藩主治政期の持高に、ほとんど差がないこともある。つまり差がないということは、実質的に加増である。例えば牧野（牧野八郎左衛門家）200石は、持高に変化がなかった。小諸惣士草高割成立前に、当主の死後に養子を立てて家名存続を願い出たり、独断で借金をして藩財政に打撃を与えたことによる懲戒処分で、格式を下げていたが、その後、2代にわたる功労で、僅かずつではあるが2〜3回に渡って、班を進め不完全ながら格式の回復を認められたからである。
小諸惣士草高割成立当時より加増されている主要家臣は、加藤と佐々木の2家が代表例である。加藤は小諸惣士草高割成立前に、末期養子を立てる失態があったうえ、小諸祇園祭りでの不祥事で格式を下げていたが、加藤成徳の家老在職1代の功労で格式の回復がほぼ認められた。また佐々木は小諸惣士草高割成立前に牧野求馬等と共に、非行・不行跡を繰り返して持高減石・格式降格となったが、当主交代後の小諸惣士草高割成立以降に、精勤により班を進め短期間ではあるが家老準席に抜擢されたためである（しかし安政年間に再び失態により失脚）。そのほか用人格未満の家でも数例が加増されており、これらの諸士は実質、大加増といえる。
小諸惣士草高割の持高と、改革による役職手当増額整備後の持高を比較したとき、その減石幅が、同僚・同格の諸士より、大きな重臣は、木俣（227石から130石に減少）と、河合（200石から120石に減少）である。家老の家柄となっていた木俣は繰り返し懲罰を受け、家老の家柄を取りあげられたためである。また家老本職・家老準席に抜擢され、これを勤めあげた河合の先祖は、与板在封期に家禄100石に過ぎなかったが、歴代が順次班を進めたほか、小諸入封後に洪水の被害状況をつぶさにまとめた文書を残した者を出した。家老職に、初めて班を進めた河合氏当主は、家老の格式をも得たが、その惣領は、小諸藩江戸屋敷の門限を破り、塀を乗り越えて邸内に忍び込んだところを捕まったほか、これとは別件で、職務怠慢により藩主の怒りに触れて持高減石・格式降格・閉門・謹慎の懲戒処分を受けたため、笠間が用人格に昇格となるまでは、用人格末席の格式（持高120石）となっていた。懲戒処分を受けた若き河合は、反省した上で精勤し、段々と立身して、用人・加判職に就任した。しかし持高を、失脚前と同じに復すことはできなかった。その後、代替わりした河合は、沈んだままに近かった木俣（重郎右衛門・多門家系、小諸における惣領家）とは異なり、幕末近くに用人・加判等の要職に、再び就任して、連綿する家の格式・持高までも、やや回復した。

## 主な役職の概要

### 家老（一番大将〜三番大将）
藩主（総大将・城主）を補佐する最高の役職。当藩では城代家老が首席家老とは限らず、江戸家老が首席家老となるということも、珍しくなかった。これに対して本藩である長岡藩（藩主牧野氏）では、家老の中でも、序列が低いものが、江戸家老に就任することが多く、家老首座や家老次座が江戸家老職を勤めるということは、あり得なかった。長岡と小諸では、ともに城持ち大名でありながら、江戸家老・城代家老の地位が対照的である。このように小諸藩の一番大将と、二番大将は、上席家老であるが、一番大将が城代家老とは、限らなかった。
在所家老（国家老）には、公事方家老と、勝手方家老の２種類が、存在したが、勝手方家老という言葉が文献にあらわれるのは、江戸時代後期になってからである。公事方家老は、軍事・警備、士分間の紛争の訴務・調停、及び幕府や他藩からの公使の接受を行ない城代家老とも呼ばれた。勝手方家老は、民政と財政を所轄する行政長官であった。しかし、小諸藩では、公事方と、勝手方を明瞭に分けずに、2人以上の常勤の在所家老が、交代輪番で、職務にあたり、重要事項は評議するという時代もあった。この場合は、複数人置かれた在所家老の中で最も、格上の席次の者が城代と呼ばれ、幕府や他藩からの公使の接受を行う象徴的役割などだけを独占職務としていた。城代の職務内容の如何に問わず、城代を称する役職に就任すると、城代公邸が与えられた。しかし、城代公邸は誰も使っていなかったときもあったようで、上級士分の仮住まいとして使用を図られた形跡もみられる。
享保年間以降は小諸藩の家老職は、有力諸士の交代に近く、家老の家柄の者が、相当年齢となり、欠員が生ずると優先的に家老職に就任していた。家老定員は3名であるが、4名置かれることもあった。家老の家柄でなくとも、先代までに番頭職以上にあった上級家臣の家系出身者で、抜擢家老に就任した例もある。
本藩である長岡藩（藩主・牧野氏）のように、家老上席の家柄の当主であれば、筋目・家柄を尊び、幼少であっても登城年齢に達していれば、家老職に就任させた事例があるが、小諸藩では家臣筆頭クラスの家であっても、子供の家老職登用は見当たらない。
藩主である牧野氏が与板に、長岡の支藩として分地されて立藩して以来、明治維新までの期間に家老連綿の家柄（家老の格式を世襲として持つ家柄）との待遇を1回でも得たことがあるのは、牧野氏（牧野八郎左衛門家・藩主家と同姓であっても、その分家ではない家）、牧野氏（牧野八郎左衛門家の分家である牧野勝兵衛家）、真木氏（真木権左衛門家）、稲垣氏（稲垣源太左衛門家）、加藤氏（加藤六郎兵衛家）、木俣氏、太田氏、河合氏の8家があった。
与板在封期には、倉地氏、野口氏が家老職を勤めていたこともあった。中でも倉地氏が与板立藩時の家臣筆頭であったが、倉地氏は、前任地の与板在封期に1代限りで本藩である長岡藩に帰参した（小諸家臣の倉地氏は、この庶流となる）。倉地氏惣領家は本藩・長岡からさらに転籍して、子孫は三根山藩牧野氏の永代家老となった。野口氏は、陰謀または権力闘争に敗れて、前任地で改易となり、分家は召し放ち（解雇）となるという徹底的な排斥を受けた。
与板藩重臣のうち倉地氏は本藩に帰参、野口氏は改易・取り潰しで2家が消滅した。
小諸家臣木俣氏の家祖は、長岡家臣・木俣渋右衛門家（家禄100石）の弟に過ぎなかったが、兄の遺児が幼く、一時家督。その後、与板に随従して、1代で与板藩家老職に栄進、抜擢された。仔細があっての抜擢であったようであるが、いきなり家老連綿とするには、筋目・家柄が不足していたものとみられる。しかし、与板藩家老職の野口氏が、改易・取り潰し後、家老職に木俣氏（与板・小諸家臣となった家系の2代目）が、またしても抜擢されているため、野口氏の蹴落としに大きな功績があったものとみられる。木俣氏（木俣重郎右衛門家2代目）が家老就任後まもなく、病気のため致仕。比較的若くして隠居となり、その後は木俣氏（木俣重郎右衛門家3代目）当主の幼少・病身が続き、家老とは離れた席次となり、小諸入封時も重臣ではなかった。このため重臣の人材が不足して、長岡の重鎮に連なる一族からの家老職登用が見られた。
まず真木（槇）氏が前任地の与板在封期に家老連綿の家柄となった。ついで小諸移封後に、稲垣氏と牧野八郎左衛門家の分家（牧野庄兵衛正長を祖とする家<勝兵衛家>・すなわち牧野隼人進成聖の家系）が家老の連綿の家柄となったが、中でも牧野八郎左衛門家の分家は安定期としては珍しく、抜擢の幅が大きなものであった。
また稲垣氏は、小諸在封期の文化元年（1804年）改易・取り潰しになり、のちに減石・格式降格の上、名跡再興となったので、以後は稲垣氏から家老職に就任した者がいない。再興後の稲垣氏（稲垣源太左衛門家）の廃藩置県までの最高位は、家の格式は奏者格の格式をもって、加判職の役職に抜擢、就任であった。
享保年間には、前述の牧野八郎左衛門家の分家である牧野勝兵衛家のほか、大胡・長峰在封期には、藩主牧野氏の家臣ではなかった太田氏が家老職に登用されて、家老の家柄となった。
同じく享保年間には、400石級以上家臣であった牧野八郎左衛門家が、当主死亡時に男子がなく、加藤六郎兵衛家が末期養子となり、真木権左衛門家は家を分けて、真木九馬左衛門家と、真木水右衛門家の計3家となったことで、他氏を圧する重臣が存在しなくなった。
藩政史上、最後に家老連綿の列に加えられたのは、河合氏であったが、寛政期以降になると、1代に限り家老職に抜擢され、退役後は、到仕（円満退職）であっても、先代の旧石高に復す者も、珍しくなくなっていった。
寛政期、藩主牧野康周の庶子で、藩主目代となった牧野康那が、若輩の藩主を補佐した功績により、藩主家から分家して家臣取扱となって、家老上席に就任した。しかし仔細あって家老連綿の家柄にはならず、家老職という職名に就任したのは、家祖の1代限りであった。また維新期の小諸騒動のとき、この家系から出た牧野求馬成賢は、自分たちに反対する4名の小諸家臣を、藩主に虚偽の報告をして斬首した件に直接関与した。斬首執行後に家老相当の重臣に抜擢されたが、在職期間は短くその罪が責められて禁固刑となった。
木俣氏（重郎右衛門・多門家系・小諸における惣領家）が、宝暦期から化政期にかけて再浮上したが、不祥事を繰り返して失脚。減石処分を重ね文政年間を最後に家老職に、そして天保年間を最後に加判職や、番頭職に、2度と就任することはなかった。
このように二百数十年間の期間には、重臣家系の浮き沈みがあり、明治維新のときには、家老連綿の家柄であったのは、牧野氏（牧野八郎左衛門家）、牧野氏（牧野八郎左衛門家の分家である牧野勝兵衛家）、真木氏（真木権左衛門家）、加藤氏（加藤六郎兵衛家）、太田氏の5家となっていた。
また幕末・維新の動乱期にあった薩摩藩・長州藩のような下級藩士からの重臣の登用は、小諸ではなかった。もっとも幕藩体制の安定期ではあるが鳥居氏（家禄50石）は、藩主嫡子が他藩から養子入りしたとき、これに随従した寵臣であり、有能であったので、抜擢家老となった説明している刊本が存在する。しかし、この刊本が出典・根拠としている一次史料（古文書）には、こうした記述は存在せず、まったく別の由緒が書かれている。もっとも鳥居氏の2代目は、給人から、用人・加判職（重臣）に抜擢されている。
小諸藩の家老職の俸禄については、時代と分限帳によって記載の仕方が異なる上、給人地（農地）の給付も行われていたため、一義的に論じることは不可能である。家禄が400石以上であったことが一次史料に明記された家臣は3家（牧野1・真木1・加藤1）が確認できるが、いずれも享保年間までに消滅した。消滅の理由は、直接的にはそれぞれの家の事情と、標記の変更によるものである。標記の変更とは、給人地を家禄として換算して表に出さなくなったということである。
時代は下り、享保年間以降になると、牧野八郎左衛門家の分家である牧野勝兵衛家系も、班を進めて、実質400級家臣となり、化政期の牧野勝兵衛成章を例にとると、最高時に持高307石＋給人地82.2畝69石＋家老手当制度ナシ＝378石、そして幕末・維新期の牧野隼人進成聖を例にとると、最高時、持高230石＋江戸家老手当130石＋給人地82.2畝69石＝429石となっていた。牧野隼人進成聖が持高を250石とされた期間がおよそ1年あるが、この期間は在所家老であるため家老手当は100石であり、実質419石であった。この家系は、給人地を家禄に換算しない標記になった後に、立身した家系であるため、家禄400石以上であったと明記した一次史料は、当然に存在しない。
ほかに稲垣氏が、家禄320石と、給人地の合計で実質家禄389石となり、四捨五入により400級家臣となったといえる。
家老の公式収入を細かく検討すると、家老の家柄で家老職に就任すると、小諸入封前は、実質200石台前半、小諸に加増入封数年後から、享保年間初期以前は実質400石台前半（小諸に加増入封の翌年は300石台後半）、享保年間以降から、小諸惣士草高割成立前は、実質300石台前半から、300石台後半、文化年間初期の小諸惣士草高割成立時から9代藩主による改革までは、実質319石から378石、9代藩主による改革後は、実質319石から429石である。
幕末までに、重臣の家は、分家の分出や、牧野康哉の改革などにより、牧野康周分限帳の成立したころと比較して、いくらか俸禄が小ぶりになっていることは、否めない。
一部の解説によると、幕末の小諸騒動前半に関連して、「特に加藤成美の処分は根深く、最も恨まれたと見え、蟄居と面会制限、城下屋敷の没収が言い渡されました。当然ながらこうした処分に不服な彼等は長岡藩へ訴えました。今回の小諸藩の騒動を懸念した長岡藩は、河井継之助を派遣して調停を図ることにしました。そして結局全ての家臣の処分を無効にし、牧野成聖は何ら加担しなかったことから逆に加増されました。この騒動の最中に牧野成道、太田宇忠太、真木則道が家老に就任しており、小諸藩では1万5千石の小大名ながら5人の家老が存在することになりました。さらにこれ以上争いが起こらないように、次男の康保を岡崎藩（愛知県）本多家へ養子に出すことが決まりました。」とあるが、牧野成聖は、上記にあらわした数式にあるように、減石されたとも解釈することも可能であるため、微妙である。またこの解説者が、複雑な小諸藩の俸給制度を知らずに、刊本のうわべだけを、まとめて出した結論の可能性も排除できない。

### 浅間焼覚帳との食い違い
「小諸藩牧野氏の家臣団」の解説は、小諸市立郷土博物館蔵の一部、史料とは、食い違うところがある。浅間焼覚帳は、18世紀、小諸与良町（現在の小諸市与良）在住で、小諸藩士以外の人物が著述したものある。浅間山噴火後の被害や、穀物の価格推移などが詳しく記載された貴重な史料であるが、少なくとも、小諸藩重臣人事に関しては、小諸藩の各種史料・文献と異なるところがある。また同書は誤字・脱字が多い。詳細は「浅間焼覚帳」を参照のこと。

### 家老準席・勝手方総元〆
幕末の小諸騒動の時期を除き、家老職が4名置かれたとき、最も格下の家老が、家老準席と呼ばれた。伝統的な門閥出身者で家老準席に就任した者は存在しない。河合、佐々木などが就任した例が確認できる。家老準席を経て家老本職に就任することもあった（伝統的な門閥出身者ではない村井、本間、鳥居については、家老準席を経て家老本職に就任したかは不詳）。家老準席と、勝手方総元〆は、共に非常置の役職であり、家柄や家老定員の都合で、家老職に就任させることができない者を就任させた。財政・民政上の責任者は、多くの場合は勝手方家老（もしくは国家老）であるが、例外的に勝手方総元〆がこの役目を担った。
総元〆職を兼帯する用人・加判は、準家老級もしくは、用人首座級であり、元〆職は給人席である。格式が大きく違う役職なので、混同しないように注意が必要である。

### 家老職に就任した家・300石級家臣〜400石級家臣
藩主牧野氏の与板立藩（1634年）から小諸入封を経て、幕府滅亡の大政奉還（1868年）までに家老就任履歴がある家は次の通りである。（）内は何代にわたって家老職を勤めたかを現す。隠居再勤により一人で家老職を2回勤めた場合と、家老準席を経て家老本職に就任したときは、合わせて1代（1回）と数えている。徳川幕府滅亡後（大政奉還後）に家老職または家老相当の役職就任したものは、カウントしていない。また勝手方家老に就任した者は、当然カウントしているが、勝手方総元〆たる加判は、実権が家老並みであったとしても、カウントしていない。
太字は首席家老（家臣筆頭）に、徳川幕府滅亡（大政奉還）までに1代以上就任した履歴のある家である。
牧野八郎左衛門家（家老職8代。20歳で死亡した当主1代以外はすべて就任）。同分家牧野隼人進（勝兵衛）家（分家4代目から5代家老職連綿）。真木権左衛門家（家老職7代。初代と病身の当主1代の計2人以外はすべて就任）。加藤六郎兵衛家（家老職6代。一時期家老の家柄から外れる）。稲垣源太左衛門家（家老職4代。改易後名跡再興あり）。倉地家（家老職1代。初代で長岡帰参）。
野口家（家老職1代、改易後名跡再興無し）。太田家（家老職3代）。木俣家（家老職4代）。本間家（家老職1代）。藩主康周・庶子を家祖とする牧野求馬家（家老職1代）。村井家（家老職1代）。河合家（家老職1代）。佐々木家（家老準席1代）。鳥居家（家老職1代）。

### 加判
加判は、連署の地位にあり、藩主を補佐する最高機関である会所における評定の構成員であり、小諸藩重臣である。連署・加判役の意義は藩主の署名に副署できる職権を持つことである。加判役は家老職、家老準席、家老職見習い、用人職、用人職見習いのいずれかと兼務するのが通例であった。小諸藩では、番頭や三奉行（勘定奉行等）は加判ではなかった。

### 用人（副将）・250石級家臣
用人は、家老の補佐役であるが、実務の実質的な責任者である。家老を大将として出陣したときは、その副将を勤める。小諸藩では用人の職権が非常に細かく定められていた。お目見得以上の家臣からの諸事の届け一切は、番方（軍事・警備部門）・役方（行政部門）問わずすべて用人が受理した。
小諸藩では用人職は、家老に次ぐ重臣で、用人の家柄の者から選ばれたが、家老の家柄の者が、家老職に就任する前職として、用人職に就任していた。用人の家柄でない者でも、能力や贔屓により用人職に抜擢されることがあったことは、家老職と同じである。
小姓の士は、与板在封期には、馬廻り（家老の配下）とされていた。年月不詳で、やがて用人の配下に移管となったが、一時的に小姓の士は、馬廻り（家老の配下）に戻されたときもあった。従って、小諸藩には、徳川幕府でいう御小姓組頭という役職は存在しないが、これに相当する職務を、用人・加判のうち、1名が兼帯していたことが、多かったことになる。
天保年間初期（8代藩主治世の末から、9代藩主治世の初期）を基準とすると用人の家柄としては、本間氏、佐々木氏、村井氏、倉地氏、河合氏、鳥居氏、古畑氏の6家があったが、もちろん時代により変遷がある。天保期に用人の格式にあった家は、倉地氏と古畑氏以外、すべて小諸藩家老職もしくは家老準席の就任履歴があった。与板在封当時、100石未満の家柄であった鳥居氏、村井氏などのように、数代をかけて班を進め、用人の家柄まで登ってきた家系もあれば、逆に与板藩主・牧野康道の治世では、100石を超える家柄であった小川氏、諏訪氏のように家の格式が、大きく下がってしまった家系、そして木俣氏のように、天保年間後期に、家老の家柄から転落して用人の家柄となった事例もある。
家老職に就任経験のある家であっても、家柄が用人格の場合は、9代藩主の治世から持高135石以下とされた。用人の家柄で、用人職に就任すると、持高と役職手当の合計で200石から215石が標準的であった。ほかに55石に相当する給人地分の収入があったので、実収入は250石を越えた。
須原屋茂兵衛蔵版や出雲寺和泉掾蔵版の武鑑には用人と側用人が、用人として一括記載されているが、格式や職権はまったく異なる。また藩主牧野氏の与板藩や、小諸藩には、客将というポストが設置されたり、客人分を「将」として扱った（あるいは遇した）とする一次史料は存在しない。

### 公議人
明治初期に、藩政制度が解体される前に、小諸藩から選出（藩主による指名）された国会議員のこと。公議人は1名である。公議所に全国諸藩の公議人が、召集されたときは、小諸藩では、加藤・牧野求馬派が藩政を牛耳っていた僅かな期間と重なるため、明治2年9月、同派が失脚すると、現職公議人が、投獄となったため、公議人は交代となった。

### 江戸留守居・同添役・200石級家臣
御城使を兼務する。幕府・諸藩との渉外窓口であるほか、江戸家老が在所に戻っているときは、江戸屋敷の最高指揮官となる。諸藩の留守居と特にかわるところがないが、小諸藩では番頭に準じる役職であるほか、小諸藩は長岡藩の支藩であるため一次的な事務連絡は主に、江戸留守居を通じて行われていた。このほか情報収集・先例・旧格（儀式・儀礼を含む）の照会を行うのも重要な任務であった。添役は留守居役の副官。

### 番頭（侍大将）・200石級家臣
小諸藩の番頭は、足軽番頭（＝足軽を支配する番頭）であるとしている著述も存在するが、時代により変遷があるため、各種著述物の説明に混乱がみられる。与板立藩当初は、番頭は足軽組の総支配を行っていた。その後、歩行頭（御徒士頭＝おかちがしら）たる番頭と、足軽組総支配たる番頭に分かれた。番頭が足軽組の総支配だけを行っていたときは、別個の役職として歩行頭が存在していた。徒士を支配する番頭と歩行頭は、実質的に同じ役職であったかについては、詳細の記述は省略するが、番頭のほうがその職権が、若干大きかった。
小諸入封後における番頭の職権は、銃士隊を含む徒士組を支配していた（藩主の行列・行軍時の前衛歩兵隊、及び藩主外出時の先遣歩兵隊に相当する士（小十人の士）を配下にしていた）。本陣備えの銃士隊長は番頭の職務である。ただし、小十人という役職が、小諸藩では設置されていたことは確認ができない。小さな藩であったため、小十人組頭に相当する役職は、番頭の職権に含まれ、小十人の士に相当する役職は、徒士や徒目付の中で、序列が高い者や、年功者が配属されていたとみられる。徒目付は、いわば徒士主任である場合と、大目付・中目付の配下であった時期があったようである。徒目付は、役職名であり、徒目付連綿という家柄・格式は、小諸藩には存在しなかった。徒目付が領内や、藩主外出先の情報収集や、諜報活動を行っていたかについては不詳。
玄関番は、番頭（時代によっては歩行頭）に支配された徒士が担当した。進物を受け取るのは、玄関番の仕事であるが、徒目付の職域に属した。物資の運び込みは、玄関・勝手口までは中間組、それより中は、城中に入れる格式・家柄を持つ一部、足軽の職務である。検品については、大目付・目付・処刑制度の項目を参照のこと。進物を藩主の面前で披露するのは、徒士を支配する番頭や、藩主牧野氏の進物授受を管理する側用人ではなく、取次（奏者）であった。進物は、側用人がその記録を管理して、各種物品は、小納戸によって在庫されたり、適宜各所（例えば料理方）に引き渡された。
職制に、足軽組を総支配する物頭支配が誕生してからは、足軽組総支配を行う番頭は、廃止された。足軽組を総支配する番頭は、士分である物頭を配下に持ったが、侍大将と呼ぶには、やや無理があることは、言うまでもない。
本藩である長岡藩の番頭は、番方（警備・軍事）部門のお目見得以上の士分が、藩主に奏上するときに、その取次権を持っていたが、小諸藩では加判の資格を有する用人が、番方・役方問わず諸届けを受理し、専決処分を持っていた。執務中の藩主に面会・面談する場合の取次は、取次（奏者）の職務である。

### 物頭・足軽頭
小諸藩では足軽は組編成をとっていたため、組の統率者が、物頭である。物頭・足軽頭は、ほぼ同じ職務内容であったか、呼称上の違いに過ぎなかったものとみられる。小諸藩では大目付・三奉行より、足軽頭・物頭のほうが格上であることは特徴的である。銃卒隊長は物頭である。番頭より席次は格下であるが役高は同じであった。また複数いた物頭の取りまとめ役として物頭支配が設置されたこともあるが、役高は同じであった。物頭の下に足軽小頭（足軽小屋頭）が設置されていたが、卒分の役職であり、士分の役職ではなかった。

### 公用人
公用人は幕府・諸藩、及び明治新政府との渉外窓口である。公用人は加判の列ではないため重臣ではない。役職上の席次は、番頭より下位で、物頭より上位、もしくは同格である。小諸藩では9代藩主康哉が若年寄に就任したときと、明治2年の版籍奉還から廃藩までの2年間にだけ、見られる役職である。公用人は、江戸留守居役・同添役と同じ役職といえなくもないが、江戸家老相当の役職ではない。

### 鉄砲隊
鉄砲隊には、士分で構成される銃士隊（隊長は番頭）と、卒分で構成される銃卒隊（隊長は足軽頭・物頭）があった。銃卒隊員は足軽としては、最も格式が高い部類に属し、小諸藩では、卒分であっても、屋敷を提供していた。多数の配下を持つ足軽小頭（足軽小屋頭）と、配下を持たない一兵卒の足軽鉄砲隊員の家柄・格式を比較した場合、後者の配下を持たない一兵卒の足軽鉄砲隊員ほうが格上であるので、注意を要する。

### 奉行
小諸藩の一次史料からは、奉行の存在は認められない。しかし、近代以降に出版された各種著述物によると、小諸藩にも奉行があったと解説しているものがある。著述物によっては「奉行」に就任した者として押兼、高崎、高栗などが、あげられていることもある。著者の情報不足、知識不足、あるいは一次史料によらない孫引きにより拡散したものとみられる。小諸藩には三奉行と、寺社奉行は存在した例があるが、奉行とは異なる。ただし、稀ではあるが、三奉行を奉行と記述している一次史料も存在はしている。
三奉行は給人席で就任可能な中堅士分のポストであり、本藩である長岡藩の奉行のような家老職を補佐したり、藩政全般の実務責任者たる重鎮と誤認すると、奉行に就任したとされる者の実力・職権・格式までも錯覚することになる。

### 三奉行
小諸藩は小規模な藩であるため、町奉行・寺社奉行・勘定奉行は三奉行として一つの役職として、就任することがほとんどであった。職名は奉行ではなく、三奉行である。小諸町奉行が単独の役職であったときは、小諸代官と呼称されていたこともある。また領内に複数置かれた代官を支配して、民政を統括するのは、一般的には郡奉行（こおりぶぎょう）であるが、小諸藩では小諸代官（小諸町奉行）もしくは、町奉行を兼ねる三奉行に、郡奉行を兼帯させるのが通例であった。郡町奉行という記述も小諸藩一次史料に見られる。郡町奉行とは、郡奉行兼小諸町奉行という意味である。また維新期には民政幹事と呼ばれた。
例外として寺社奉行が単独で設置されたことがあるほか、勘定奉行という職名が存在したことはないが、勘定方支配という職名は存在した例がある。その下役で中間管理職に当たるのが勘定方元〆である。また維新期には会計幹事という名称で実質的に勘定奉行が設置された。
大目付と同じく給人格の家柄の出世の到達点の一つであるほか、用人の家柄の者が、用人職に就任する前職として就任することもあった。小諸藩三奉行は、家老職を補佐したり、藩政全般の実務の実質的責任者である奉行とは異なる。

### 側用人・側衆・取次（奏者）
藩主にも公私の別があり、私的部分を管理したのが、側用人である。小諸藩主牧野家の執事といえる。藩主及び家族の交際、進物授受の管理なども行った。
側衆は、近習とも呼ばれ当直係であり、その任にあるときは当番とも呼ばれた。小諸藩では、側衆と側用人が分化していたときと、未分化のときがあったようである。案件を就寝中や、大奥にいる藩主に緊急に取次くか否かの決定権は、取次（奏者）ではなく、側衆（当直係・当番）にあった。給人クラスの家柄で、有能な者は側用人に就任する機会があったほか、門閥出身の若輩当主や、家老職の跡取りが、父が隠居しないため、相当年齢になっても、部屋住み身分のまま出仕を余儀なくされているとき、側用人に就任することも多かった。また幕末近くなると、馬廻り格の家柄でも、側用人に抜擢される事例が出てきた。
諸藩にあっては、家老職などの重臣から藩主に取次を行うのが、側用人ということもあるが、小諸藩では、取次（奏者）の職権である。小諸藩の側用人は、取次と同格であるが、取次とはまったく別の役職である。徳川幕府の御側御用取次の役目に相当するのが、小諸藩の取次であり、小諸藩の側用人は牧野家の家政を総覧した。幕府に側用人が置かれたとき、将軍と老中の取次ぎ役として大きな力を持ったこともあるが、これとも異なるので混同してはならない。
須原屋茂兵衛蔵版や出雲寺和泉掾蔵版の武鑑には、用人も側用人と一括記載されているが、格式や職権はまったく異なる。
藩主に対する奏上・取次権のうち、諸届けを受付・受理するのは、用人職であり、執務中・仕置き中の藩主に、面談の取次をするのが、取次（奏者）の職務である。取次（奏者）は、藩主と面談申請者とを仲介する「子供のつかい」ではなく、面談の趣旨を聴取して、論点を整理して、簡単な裁きも行うことができた。取次（奏者）は、自分より格上の重臣・番頭などが面談を申請した場合、一存でこれを却下するほどの大きな権限があったか否かは不明であるが、取次（奏者）の実質的権限は、藩主からの信頼度や、時代によって、一律ではなかったようである。
天保期の一次史料に、奏上格連綿の家臣が、馬を自家で飼っていたとする記録が残っているので、このクラスの家臣は、格式上だけ馬に乗れるのではなく、実際に馬に乗っていたものとみられる。抜擢により奏者・側用人の職にあった士が、日常的に馬に乗っていたかは、
定かではない。

### 大目付・目付・処刑制度

#### 概要
小諸藩の大目付は御城番組頭・中間組頭を兼務する。儀礼官・執行官としての役割が強いが、番頭より格下。大目付の補佐役が中目付であるが、数名が任じられた。士分の斬罪・切腹などを行うときは、大目付が自ら、その正使を勤めた。謹慎・押し込み・閉門中の家臣を見廻るのも、大目付の職務である。
士分の改易・取り潰しにあたって、屋敷の接収や、立ち退きを迫る実務責任者も大目付である。足軽の処刑や、領民の公開処刑などが行われたときは、大目付も臨席することもあった。この場合の大目付は、あくまで士分の資格を持つ処刑の正使や、吟味役が、職務を全うしたかを確認するためのものであり、処刑の正使を勤めるわけではない。
大目付は給人格の家柄である場合、出世の到達点の1つであるほか、家老や用人の家柄の者が、用人職や番頭職に就任する前職として就任することもあった。
また大目付支配の下級士分（士分たる目付、つまりヒラ目付）は、平時においては、検品・計量・運搬警備を担当することであった。納品所における検品係といえる。実際に小諸城内において運搬の業務にあたるのは、中間（ちゅうげん）である。中間（ちゅうげん）は、大手門内に入ることはできても、郭・城中玄関内に入る資格・家柄がなかった。目付という肩書を持つ小諸家臣は、一部の足軽にまで及ぶが、現代人の持つ目付のイメージ（監察役・お目付け役）とは、ほど遠いものがある。

#### 小諸騒動での処刑
小諸騒動時、家臣4名の斬首執行は、家老加藤六郎兵衛成美の腹心とされる4名が、斬首の正使を勤めた。執行を受ける家臣の屋敷に、早朝それぞれ手勢と共に派遣された。一箇所に執行を受ける家臣集めずに、寺に移ることを許さず、また切腹を認めず、屋敷内で、同日朝のうちに上意として、一斉に執行したので4名の正使が存在する。処刑当日の夕刻までに、屋敷の接収が行われた。小諸騒動における実際の首切り役は中目付（あるいはその仮役）であるが、その役目を勤めた家臣の姓名を書いた史料が現存。小諸騒動において、女性で処刑された者は存在しない。

#### 士分の内室の処刑
藩主・牧野氏が小諸入封後に、士分たる小諸家臣の内室（妻）に、藩庁が死を命じた数種類の一次史料が、現存している。士分の内室（妻）を処刑する場合は、大目付に身柄を引き渡す場合と、当主自らが、手にかけるよう命じられるときがあった。士分の内室（妻）が死を命じられたことにより、当該家臣は、持高減石・格式降格や、押し込み・謹慎などの懲戒処分を受けることはあっても、内室（妻）が死を命じられた罪状を、唯一の理由として、改易・取り潰しとなった例はなかった。従って、内室（妻）が、死を命じられた小諸家臣の家系は、ほかに特段の理由がなければ、廃藩（明治4年）まで存続した。一次史料からは、婚家が迷惑を受けないように、処刑までに必ずしも離縁しているとは、限らないことがわかる。なお上級士分で、内室（妻）が死を命じられたことは、なかったものとみられる。

#### 領民の処刑
領民の処刑における実務責任者は、不浄な職務を執り行う徒士の仕事であり、番頭または歩行頭の支配を受けていた。大目付及び、この配下は、直接的には領民処刑には関与していなかった。関与したとしても、職務を遂行したかの吟味に過ぎない。処刑の責任者は、民政をつかさどる小諸代官、三奉行（町奉行）でもないのが、小諸藩の特徴である。

### 給人席・100石級家臣
家老に統率される馬上資格を有する平士（へいし）・平侍（ひらざむらい）である。軍事・警備部門を担当した。あくまで格式上、馬上が許されているに過ぎず、登城や戦時にあって実際に、馬上となったかは、別の話である。給人席以上は従者を持ったが、給人席は従者の数は1名とされた。格式が給人席で各種役方の職務を与えられることもあった。戦時には、給人席の家臣は、軍事・警備部門を直接担当しているか、いないかに関係なく主力部隊を構成した。藩主の庶子が家臣取り扱いとなると、まず給人席とすることが、ほとんどであった。また給人席は、各種の元〆職や、城門警備の現場責任者・門番守衛長に就任することもあった。
元禄15年、小諸入封・城受け取りに際しての行列では、給人席のほとんどは、馬上で小諸城大手門前まで乗り付けたことになっている。しかし、譜代小藩のこの階級で馬を常時飼って、登城・行列にあたって馬乗りの士となるのは、収入上、不可能といわざるを得ない。小諸入封時、給人席の収入は、江戸町奉行所配下、与力の手先となる袴すら、履くことが許されない町同心などと大差がない（町同心の収入は80俵5人扶持から、30俵2人扶持が多いが、与板から小諸に入封したときの藩主牧野氏の給人席は、馬上資格がある一方で、家禄50石から80石であった）。一般論としては、参勤交代などの行列では、在所近郊や、江戸の入り口である板橋周辺で、馬を一時的に借り受けて、その場だけの体裁を整え、メンツを保ったとされるが、小諸藩の対応を具体的に記述した史料が、残っていないため不詳。公式（建前上）の参勤交代の様子は、小諸市誌に記載がある。
小諸入封に随従した給人席の家臣の実態は、かくのように厳しいものであった。この階級の士が「将」とは言えないことは、説明するまでもない。小諸入封後、家臣たちには、加増があったとみられ、給人席は、実質100石クラスの士となった者が多い。

### 中小姓・御刀番・小納戸
中小姓（なかこしょう）は、中奥（藩主が過ごす大奥以外の日常の場）における小姓の士である。小諸藩の小姓には、馬上資格はない。藩主に近侍して、身辺警備を行うのが本来の役職であるが、次第に変化して、中奥で藩主の身辺の世話をすることもあった。正しくは藩主の刀を預かる御刀番（おかたなばん）が、中奥での身辺の世話役である。番頭や歩行頭支配の士も、行列・行軍時に藩主の前衛として、近侍することもあったが、藩主から距離的に離れた職務を遂行するほか、本陣における攻撃部隊を構成。これに対して小姓は、守備に徹するのが基本である。
中小姓は、登城年齢に達しているが、元服していない重臣の子供（7歳〜14歳）が登用されることもあった。将来に備えて教育する目的があったほか、藩主の子供の遊び相手・学友を必要としたためである。小諸藩には、御小姓組頭は設置されず、小姓は馬廻りの役職とされ家老に統率されていた時期があった。中間管理職として中小姓元〆がおかれたことがあるほか、中小姓は、過渡期を経て用人に統率されるようになっていった。小諸藩の小姓の年齢は、さまざまであり、幼少者から、老齢の者まで存在した。小姓というと若年者を想像するのは、テレビの時代劇の影響であり、正しくない。小姓の役職に就任すると、機密保持のため、他家との交際が禁止されたことは、幕府や多くの諸藩と同じであった。
小納戸（こなんど）は、物資補給係である。小納戸の上司は、側用人である。小納戸は、平時には納入業者（商人）と直接、相対したほか、城内・江戸藩邸内の在庫管理・調度品管理なども行った。小納戸は、小姓の手先になることもあるという説明もあるが、小諸藩の小納戸は、側用人の手先となるのが特徴的あり、小納戸は、小姓より格上の役職である。
物資を運搬するのは、中間（ちゅうげん）であり、小諸藩では、中間頭は、大目付による兼務が常態化していた。

### 馬廻り
馬廻りは、歩行の士。小諸藩は小規模な藩であるため馬廻り格の士分は馬上資格がなく、家老に指揮される歩兵隊を構成した。格式が馬廻り格で、代官などの各種役方の職務を与えられることもあった。小さな藩の馬廻りであるため、下級士分としての側面と、中堅士分としての側面を併せ持っていた。馬廻りは、一般的には決戦兵力と説明されることが多いが、歩行の士が決戦兵力の主力とは言い難いことは、説明するまでもない。

### 徒士・30石〜40石級家臣
徒士（かち）は、歩行の士。多くの藩では、徒士より格上の士分である馬廻りには、馬上資格があるのに対して、小諸藩では、馬廻りにも馬上資格がなかった。小諸藩における徒士と、馬廻りの相違点は、馬廻りは、家老の直属であるが、徒士は、家老の直属ではない点である。共通点は藩主に公式の場で直答ができる謁見資格を有する士分であるということである（熨斗目は、士分であるから当然に許された）。徒士を支配するのは、番頭であった時期と、歩行頭であった時期がある。徒士の職務については、番頭・侍大将の説明を併せて参照のこと。
また、一般的な番方（軍事・警備部門）・役方（行政部門）の職務を行う徒士のほか、主に不浄な職務を執り行う徒士が存在した。この2つには、明確な分類があったか否かは不明であるが、しばしば不浄な職務を執り行う傾向のある徒士の家と、そうでない徒士の家があったことは、疑いがない。ほかに番方の徒士には、御持筒の士があり、銃士隊を構成して、戦時には本陣を守護する任務を負った。

## 小諸四天王家と首席家老
加藤・稲垣・真木・牧野の4姓をいう。
あるいは16世紀の三河国牛久保在城期以来、藩主牧野氏と深いかかわりを持つ家柄で、家臣筆頭を勤めた履歴を持つ4姓5家系を小諸四天王家と呼んだ。牧野氏（牧野八郎左衛門家・同分家の牧野庄兵衛正長を祖とする家）・真木氏・稲垣氏、加藤氏の4姓5家系が、これに当たるものとみられる。
家老連綿の牧野氏は2家あるため合計5家が家臣筆頭となった経歴を持ち、五天王家ではないかという解釈も成立するが、徳川四天王を真似たためか、姓の数を拾ったためか、家老連綿の牧野氏2家は、牧野八郎左衛門政成を共通の祖とする同族・同姓者であるため1家系と数えたためなのかは、定かではない。この家老連綿・牧野氏2家は、藩主牧野氏とは、近縁ではない。
また木俣氏は、最高位が家臣中次席であり、その先祖は牛久保在城期から、藩主牧野氏の先祖と共にあった家ではなく、敵対した過去を持つ。また最高時の家禄が足高分込みで250石と、給人地に過ぎず四天王家には数えられない。

### 家臣筆頭（首席家老）と永代家老
与板在封期のごく初期に家臣筆頭を勤めた倉地惣領家が本藩長岡藩に帰参後は、牧野八郎左衛門家が家臣筆頭格であった。この牧野八郎左衛門家は与板に分地されて以来、明治維新まで続いた永代家老の家である。
筋目・家柄を尊ぶ本藩長岡藩であっても、家老首座連綿の稲垣氏（稲垣平助家）の当主が若輩のときは、山本氏（山本帯刀家）が家臣筆頭役を勤めており、支藩の与板・小諸でも若輩者は、家臣筆頭格の家柄であっても、家臣筆頭役（首席家老・筆頭家老）は勤めなかった。牧野八郎左衛門家が不動の家臣筆頭格であったときに、当主が幼少・若輩のときは、加藤六郎兵衛家が家臣筆頭役（首席家老・筆頭家老）を勤めていた。
牧野八郎左衛門家の当主は、家老職に必ず就任する慣行があったが、若輩のときは、役職では用人や側用人に甘んじることもあったが家禄は保障されていた。
しかし、享保6年（1721年）6月の家督相続から、牧野八郎左衛門家の家禄も実際に就任している役職も加味されて増減するようになった。
牧野八郎左衛門家が、享保6年（1721年）と寛政6年（1796年）に懲戒処分を受け家柄・格式が下がってからは、家老職に就任しても、上席家老や家臣筆頭役（筆頭家老・首席家老）に就任できないこともあった。享保6年、当主の20歳死亡時に跡取りがなく、その死後になってから、養子相続を願い出た一件以来、牧野八郎左衛門家は他の重臣と横並びとなり、家臣筆頭連綿の家柄ではなくなり、家臣筆頭の役目は、事実上、有力諸士の交代制が慣行となった。
牧野八郎左衛門家は改易・取り潰しの危機を脱したが、この影響でしばらく家老職から遠ざかった。加藤六郎兵衛家も小諸入封後に、末期養子を迎え、享保期には、与板在封期以来の家老の家柄3家（牧野・真木・加藤）のうち、2家（牧野・加藤）が養子相続の不手際から格式を下げた。
この間隙に、並ぶ者がなくなった真木氏が家臣筆頭（首席家老）となり権勢を振るって家禄400石級以上となった。真木氏は退役時に家を分け、次の真木氏当主は家老見習いとなり、後任に稲垣氏が家臣筆頭になった。稲垣氏退役後に真木氏が家臣筆頭となった。
また寛政年間、藩主・康周の庶子の1人である康那が家臣取扱となり、家老上席となったが家臣筆頭となったとする記録はない。
一方では、牧野八郎左衛門家の分家である牧野庄兵衛正長を家祖とする牧野氏（すなわち馬場町・牧野隼人進成聖の家系）は、班を進めて享保年間には、城代家老を勤めたが、他方の牧野八郎左衛門家は、当主の死後に養子を迎えたことで家柄・格式が下がり本家と分家の藩内序列が逆転していた。
牧野八郎左衛門家は、末期養子に続いて、その孫の代（寛政6年）に、金（かね）をめぐる問題で再び重い懲戒処分を受け、牧野八郎左衛門家の分家である牧野庄兵衛正長を家祖とする牧野氏（すなわち馬場町・牧野隼人進成聖の家系）も、縁坐で家臣筆頭役を勤めるのは困難であっただけでなく、まもなく病身となり対象から外れ、真木氏が3度、家臣筆頭役・首席家老となった。寛政8年（1796年）以降は、代替わりした真木氏が、病身でありながら36年間に渡り当主であり続けたため、重臣から長く外れ、稲垣氏は寛政8年（1796年）から文化元年（1804年）まで家臣筆頭役を勤めたとみられるが、改易・取り潰しとなった。
文化元年（1804年）稲垣氏の改易・取り潰し後に、牧野八郎左衛門家の分家である牧野庄兵衛正長を家祖とする牧野氏（すなわち馬場町・牧野隼人進成聖の祖父成章）が家臣筆頭役となった。また文政年間に、加藤六郎兵衛成徳の功労で加藤氏が父祖以来の格式をほぼ回復して、持高227石となった。これ以降は、牧野八郎左衛門家の分家である牧野庄兵衛正長を家祖とする牧野氏（すなわち馬場町・牧野隼人進成聖及び、父の成裕・祖父の成章の3代）と、これに次ぐ持高・格式に回復していた加藤氏（成徳・成美親子）が家臣筆頭役を勤めた期間が、ほとんどであった。
よって寛政年間以降の首席家老などの家臣筆頭役は、槇（真木）則陽、稲垣正良、牧野成章（勝兵衛家）、加藤成徳、牧野成裕（勝兵衛家・通称は主鈴）、牧野成澄（八郎左衛門家）、牧野成聖（勝兵衛改め隼人進）、牧野成道（八郎左衛門家）、牧野隼人進成聖の再勤、加藤成美の順であった。ただし、連綿する家の格式・序列を家臣中、第3席まで回復させた牧野八郎左衛門成澄の家臣筆頭役の就任は、引責隠居のため、比較的短かった（出兵しながら目標となる天狗党に遭遇できないまま、小諸領内を通過させてしまい、帰還した責任）。その惣領である牧野八郎左衛門成道は、家督相続をした数年後に、家臣筆頭役に就任したが、この人事は、本藩である長岡藩の調停によって否定されているため、就任そのものが、初めから無効とされている可能性があるが、仔細は不明。就任が有効なものであったとしても、数か月間である。その後、牧野隼人進成聖の再勤となった。
明治2年9月、加藤成美失脚・入牢後は、小諸家臣から、家臣筆頭だけでなく、家老相当の役職も、選任せずに、これに対応する大参事は、本藩である長岡藩から招聘した。招聘された大参事は、当初、梛野嘉兵衛・小倉伺一郎であったが、梛野嘉兵衛は、数か月で長岡に帰参し、かわって長岡藩の着座家（抜擢家老や、年寄・中老に就任したことがある家系）の出自である三間市之進が着任した。

### 牧野氏（牧野八郎左衛門等の家系）
与板立藩以来、家老の家柄。室町時代には牧野平四郎として文献に登場。
当家と、藩主家（長岡・小諸）との系図的な繋がりは、諸説があるが、同一の先祖を求めるならば室町・戦国期以前になるため、藩主牧野氏とは、異流か同族異流になるに過ぎない。
長岡藩主・「牧野家御系図」と、牧野平四郎家の家譜は、大きく異なる。最大の相違点は京合戦（応仁の乱）で、一色氏に与力のため参陣して疲弊した伝説上の人物、牧野平三郎成興に先祖を求めるのか、それとも当家の主家筋に当たる牛久保城主牧野氏に対して徳川・松平のために一時的に反旗を翻した、実在性の確認できる正岡城主牧野成敏に求めるかである。
牧野平三郎が牛久保牧野氏の一門衆であった根拠として享禄2年（1529年）、宝飯郡伊奈の住人、牧野平三郎某が牛窪に来て成勝に属す（『御家譜』長岡市中央図書館所蔵）とあるが、このときはまだ平四郎の記述はない。つまりこの牧野氏は、伊奈本多氏の拠点があった宝飯郡伊奈から、牛久保に来て一門衆に加えられたことになる。徳川家康の枢機に預かった本多正信と、伊奈城主本多忠次は、忠次から数えて8代前の先祖である本多助正を共通の祖とする説もあるが、伊奈本多氏と、正信家系とは別家系（あるいは同族異流）の出自である（近江国膳所藩を参照）。
牛窪に来てとは、伊奈本多氏から追放されて来たのか、出奔してきたものか、あるいは敗れて退散してきたものかなど、『御家譜』には明らかにされておらず、牛窪に来た動機と理由は不明である。
『宗長手記』によると大永7年（1527年）7月に、伊奈の牧野平三郎方に宿泊したとの記事があるほか、天文13年（1544年）に連歌師谷宗牧が東三河に訪れた際に牧野平三郎・平四郎兄弟が牛久保より出迎えた記事が『牛久保密談記』に見える一方で、牧野平四郎家の家譜には、平三郎という記述は見られず、田三郎とある。
牧野平四郎家譜からは、成興、忠高、氏勝の記載はみられず牧野平四郎家譜は、正岡城主牧野成敏の4男・新九郎氏成を祖としていることが特徴的であり、牧野平四郎の実兄を牧野田三郎であるとしている。
天文年間頃には、実在性が確実の牧野平四郎は、名を政成と云い直系子孫は、牛久保城主であった牧野氏に随従して、大胡・長岡・与板と移り、4代目牧野平四郎政成（4代前と同名）が、牧野八郎左衛門（初代）と通称を改めたものである（出典→長野県小諸市役所元助役・小諸藩士族会元会長　牧野一郎所蔵文書）・（当家・遠祖の詳細→三河牧野氏を参照）。なお牧野平三郎家の江戸時代の行方については未見である。
元和年間の家臣団名簿「大胡ヨリ長峰御引越御人数帳」などにも、牧野平四郎の名が見えるが、牧野武成が名を康成と改めて長岡の支藩として与板に分家・立藩した当初は、牧野八郎左衛門家は、家臣中次席の家柄とされたが、倉地氏が本藩の長岡に帰参してからは、家臣中筆頭の家柄とされた。
牧野八郎左衛門（初代）は、長男を廃し、2男を他家に養子に出し、3男に家督を相続させ、4男を分家として分出させた。
与板立藩当初ごろに4男牧野庄兵衛正長(50石)を分家として分出したが、その後に成立したとみられる牧野康道（在職明暦4年（1658年）〜元禄2年（1689年））分限帳に牧野八郎左衛門230石、牧野庄兵衛100石と見える。この分家々系は段々と立身して、家臣筆頭にまで累進した。
牧野八郎左衛門政成は、小諸移封時には若輩のため用人・加判の地位にあったが、宝永元年（1704年）に家老職となった。家臣筆頭役となった時期は不明である。享保6年（1721年）6月、病気で致仕となり、嫡子・牧野金之助種成が家督を相続。若輩のためか200石に減石されて側用人を勤めていたが、跡取りがないまま数え20歳で死亡した。小諸家臣山本金右衛門清継の庶子で、山本金右衛門清玄の実弟であった牧野庄左衛門成素は、牧野金之助種成より年長であったが、その死後に末期養子として当家に入り、側用人（160石）となった。享保17年（1732年）用人・加判となり、後に家老職には登用され、元文2年（1737年）64歳で死亡した。享保17年（1732年）の昇進にあたって家禄改訂の記録はない。小諸家臣山本氏から、牧野氏（牧野八郎左衛門家）に養子入りは、家臣筆頭格の家系を断絶から救うために行われたものであるが、この一件により牧野八郎左衛門家は、藩内での地位を大きく下げた。小諸家臣山本氏は、当時、奏者格の家柄であり牧野八郎左衛門家とは、近縁ではなく家柄に格式にやや差があるが、与板立藩時に家老職であった牧野八郎左衛門政成（＝初代の八郎左衛門）2男・清成が山本氏に養子入りしていたので、男系の血縁にはなる。
次の牧野成載（異に載成）は、丹後国田邊藩主牧野氏の重臣・大貫氏の長男が牧野八郎左衛門家（牧野庄左衛門成素）の跡式を子細あって、相続したともいわれる。寛政期に、浅間山の噴火がおきて、凶作に悩まされたが、このときの浅間山を観察した、小諸藩城代家老・牧野八郎左衛門成載（異に載成）の日記は、史料学的価値が高いとされている。
牧野八郎左衛星門成載（異に載成）は寛政年間に、勝手方家老となっていたが、独断で多額の借金をして、藩財政に打撃を与えた。この事績を責められて失脚し、寛政6年（1796年）、退役・隠居・閉門を命じられ340石から、150石に減知された。惣領の牧野須磨之丞成寿に家督は認められたが、成寿も連座して押し込みの処分を受けた。この事件で家老の家柄を取りあげられたわけではないが、後に許されて牧野須磨之丞成寿は、分家の牧野勝兵衛成章の娘を内室（妻）に迎え、家老職となった。享和3年（1803年）用人・加判から、家老職見習いに出世したときに、持高が20石加増され、計170石となったが、この加増は1代限りとなった。
成載（異に載成）の名跡上、孫に当たる牧野成澄は、実は当時の牧野八郎左衛門家とは、8親等以上と推察される遠縁の本藩長岡家臣、新井氏の庶子にあたる人物であった。新井氏庶子であった牧野成寿が急ぎ養子入りして、持高150石で家督相続が認められた。
牧野成澄は、原則固定・世襲とされる持高も2度にわたって加増され、9代藩主康哉の治世が終わるまでに持高が計200石となり、この持高の世襲が認められた。城代家老にもなり籾米300俵（持高200石＋家老手当100石）を支給され、笠間藩出身の9代藩主の治世になっても、藩主からの寵や、信任を失わなかった一方で、9代藩主康哉の改革で、結果的に分家筋の牧野庄兵衛家の家系（すなわち馬場町・牧野隼人進成聖の家系）より格下が定まり、家臣筆頭格連綿の筋目・家柄を、ついに回復することはできなかった。
嘉永5年、連枝にあたる牧野蔀家が、改易・取り潰しとなり縁坐で謹慎の懲戒処分を受けた。
元治元年（1864年）に、水戸浪士通行事件（天狗党の乱）で、小諸藩では牧野八郎左衛門成澄を総大将、この補佐に加判の太田宇忠太一道を添えて出陣したが、天狗党と遭遇せず、領内の通行を許して小諸藩兵は帰城した。この失敗の責めを2人は負って、翌年牧野八郎左衛門成澄は、家老職取りあげ・隠居となったが、減石処分とはならなかった。
父の家督を相続した牧野八郎左衛門成道は、このときすでに家老に次ぐ用人・加判にあったが役職を留め置かれて、しばらく家老職となることができなかった。やがて家老職となった牧野八郎左衛門成道（200石・100俵取り）は、一味を集めて、牧野隼人進成聖、加藤六郎兵衛成美、村井藤左衛門盛徳（成徳と誤記している2次史料あり）の取り計らい不審な行為をあげて、藩主に奏上して、藩政の刷新と、懲戒処分を求めた。そして牧野隼人進成聖を失脚させたのちに、牧野八郎左衛門成道は、自ら家臣筆頭に就任したとみられるが、本藩である長岡藩の調停で、取り消された。このとき牧野八郎左衛門成道と、牧野隼人進成聖は、名跡上は本末関係にあり、近縁者である一方、血縁上は近縁者でなくなっているだけでなく、分家の牧野隼人進成聖のほうが、役職上の格式、及び連綿する家の格式の双方において、牧野八郎左衛門成道より格上となっていた。
時代が下って、明治元年（1868年）11月9日、小諸騒動のため、朝敵となっていた本藩長岡藩の脱走兵を匿ったことを口実に、城代家老・牧野八郎左衛門成道は、他の3名（真木・高崎・高栗）と共に斬首刑に処せられ、家族は小諸城下から追放され柏木の小山又四郎方において軟禁状態におかれた。京に遊学中の牧野庄次郎は、帰国を命じられ一人だけ在所の当家屋敷に監禁された。加藤六郎兵衛成美・牧野求馬成賢等が失脚後に家族は呼び戻され家名再興が許され、牧野荘次郎成行（異に庄次郎）が名跡を再興して席次は元席に戻った。
牧野荘次郎成行の正室には、牧野隼人進成聖の女子が輿入れして、3度名実ともに近縁となり、両家の和睦がなった。もっとも牧野隼人進成聖には、牧野八郎左衛門成道・牧野荘次郎成行親子と、初めから、最後まで敵対しようとしたり、家老職の昇進を不当に止めたり、失脚を画策した事実はなかったと解説する記事も存在する。また牧野荘次郎成行は、父と一味であった太田道一の推挙により、明治期に小諸銀行取締役となった。

### 牧野氏（牧野庄兵衛・勝兵衛・軍兵衛の家系）
牧野八郎左衛門家の分家であるが江戸時代後期に家臣筆頭の家柄に累進
（小諸藩首席家老・江戸家老、牧野隼人進成聖の家系）

### 真木（槇）氏
藩主・牧野氏と兄弟分の筋目・士分上禄に3家が着座。
真木（槇）氏は、橘姓を本姓とするが、源姓を称した南朝の忠臣・真木定観の末裔とする説もある。
三河国宝飯郡（愛知県豊川市及び、その周辺）の槇氏の史料学的な初見は、南朝正平5年・北朝観応元年の1350年のことである（槇家系記・中條神社社記）。現在の豊川市中条町に本拠地を持ち、戦国大名・今川氏の三河国侵略に協力して、牧野氏股肱の寄騎（あるいは年寄）として、発展した（三河真木氏）。そして、三河国内の土豪であった田原の戸田氏・岡崎の松平氏（徳川氏）・伊奈の本多氏などと対立して抗争を繰り広げた。
永禄3年（1560年）桶狭間の戦いで、織田信長の奇襲に敗れて今川義元が討ち死にした。戦後、戦国大名・今川氏の衰亡が、次第に明らかになり、今川氏を離れて、岡崎に自立した家康に内通したり、服属する者が増える中で、東三河の牧野出羽守一族と、真木越中守定善等の今川支持派は、依然として、これに固執（あるいは義理を重んじていた）。
特に真木（槇）氏は、室町及び戦国時代における牧野氏の根城である吉田城（豊橋市）と、牛久保城（豊川市）を守り、数度に渡り、松平（徳川）氏と衝突した。真木越中守定善の父は、永禄4年（1561年）4月に、家康配下の軍勢によって、夜襲を受けた牧野氏の牙城・牛久保城を死守するため獅子奮迅の働きをして討死した（東京大学真木家文書など）。
永禄7年〜8年（1564年〜1565年）ごろの真木越中守定善の動静は、ほかの牧野組の諸士に習って、家康の降伏勧告を受け入れ追放・蟄居は免れていた。しかし、牧野組は、家康の国衆となった牧野成定・康成親子を新たな盟主として、今川派の牧野出羽守一族を追放して新体制となった。新体制の牧野組に残留した真木氏は、当然に新体制の牧野組の中での発言権は、大幅に低下したものと推察される。永禄12年（1569年）、真木氏は一向一揆鎮圧のため出陣して戦傷死した。その妻は後追い自殺をした。
真木氏は、天正18年（1590年）、三河国牛久保城主から、上野国大胡城主（群馬県前橋市東部）2万石に栄転した牧野氏から、その家老首座を上まわる家中（かちゅう）最高家禄となる食禄3,000石を与えられこれに随従。この時点では、まだ牧野氏の客人分であって、家臣ではなかった。
やがて大胡藩主牧野氏は、豊臣氏を滅亡させた大坂夏の陣の勲功などにより、越後国長岡藩6万石（後に7万4千石）に栄転した。真木氏は、藩主牧野氏の先祖が、今川氏に服属していた時代の功労が大きく、家康服属後には、殊功がそれまでなかったが、真木氏庶系の真木金右衛門は、服属後となる大坂夏の陣で武功をあげた。
元和年間の家臣団名簿である「大胡ヨリ長峰御引越御人数帳」には、真木（槇）姓の者が、多数見える。この前後に真木氏は牧野氏に家臣団化されたとみられるが、これを嫌って、牧野氏の旗下を一時、真木氏当主（真木清十郎重清・通称は越中守）が出奔した。
長岡藩主・牧野忠成は三顧の礼を持って、出奔した真木氏当主を呼び戻したが、牧野氏の旗下に出戻った家系は、真木を槇と改めその筋目から特権的な家臣となった。真木（槇）氏は、藩主牧野氏の先祖（牧野新次郎）と兄弟分の契りを交わし、水魚の交わりをなした家柄であったとされる（出典、長岡藩関係文書の『温古之栞』など）。長岡藩では、特別な筋目と由緒から特権的家臣として扱った3家を、特に先法家と呼んだ。槇氏（本姓真木氏）は、この3家の中で最有力の1家に数えられていた。
しかし、『温古之栞』などの伝説は美談として、後世にまとめたものであって、真木（槇）氏は、江戸時代初期当時では、死罪もあり得る「当主出奔」によって、厳しい減石処分を受けたが、その筋目と由緒から、特権的家臣として残さざるを得なかったともいえる。
他方、当主の弟は出奔せずに残留して、長岡家臣1700石となったので、この家系は、引き続き真木を称した。小諸真木氏は、出奔せずに残留した弟家系の出自で、小諸真木氏の家祖となったのは、大坂夏の陣で殊功をあげた真木金右衛門であった。
真木金右衛門惣領の真木権左衛門は、長岡藩主・牧野忠成の2男武成が与板侯として分家・立藩したときに、番頭として長岡から移動した。当時の与板藩には用人・加判は設置されていなかったので、番頭は家老に次ぐ役職である。2代目の真木権左衛門は、与板藩の在所家老に累進し、3代目となる真木六郎兵衛もまた、与板の在所家老に就任した。
江戸時代中期になると、長岡家臣の真木氏は、たび重なる不祥事により、名跡こそ残してはいたが、没落していた。明治初期に士族の教会との異名を持つ信州上田教会(現、日本キリスト教団上田教会)指導者の1人となり、小諸でも布教活動を行ったことで知られる真木重遠（日本キリスト教大辞典に収載）は、この家系の出自であり、旧小諸藩士ではなく、旧長岡藩士であった。その一方で槇氏は、長岡で先法家と呼ばれた特権的地位を、廃藩まで保持した。
元禄年間、長岡重臣（先法家）の槇勘左衛門重全が、天然痘となり重篤となったため、かわりに庶系の槇権左衛門が奉公した。槇勘左衛門重全は奇跡的に回復して、実子を儲けた。ほぼ同じころ与板侯牧野氏は、小諸城主に栄転となったが、このときの家老に真木六郎兵衛が見える。
史料が一部公開されていない（あるいは欠如している）ため、享保年間に400石で家臣筆頭となった真木（槇）権左衛門則成以前の小諸家臣真木氏の細かい事績は不明であるが、真木権左衛門則成から3代に渡り、家臣筆頭役を勤めている。小諸家臣真木氏は、与板在封期には槇姓を使用することが、全くなかったが、小諸藩に移封後、特に移封時の家老職・真木六郎兵衛が退役してから、槇姓を用いることが多くなった。長岡家臣・槇権左衛門系から小諸家臣真木氏に養子入りをしたと推察、想像させる記述もあるが、断定する根拠は未見である。真木六郎兵衛は嫡子・六之丞に家督を譲ったとの記述しか公開されていない。
真木権左衛門則成の甥・真木市右衛門が100石で召し出されているが、別家召し出しによる新恩給付なのか、分家として分出されたものかは、史料がなく不明である。真木市右衛門家は、2代目の真木九郎次から当主若輩や、幼少が続いたため100石に満たない家禄となり、宝暦期に3代目が幼少で、出仕しないまま夭折した。幼少当主が跡取りを残さず死亡したので、末期養子は認められず無嗣廃絶となった（改易）。当家が立てられた時点の真木権左衛門家は400石であった。真木市右衛門家が分家の分出であったとすれば、真木権左衛門家の家禄は400石を越えていた可能性もあるが仔細不明である。
また小諸移封後に、分家として分出された真木水右衛門家（家老真木権左衛門則成の2男が家祖）と、同じく真木九馬左衛門家（家老真木権左衛門則成の3男が家祖）がある。もっとも真木水右衛門家は、与板家臣であった真木庄右衛門家の名跡再興であったとみられる記事もある。
真木権左衛門則成から家督を相続した真木権左衛門則復も、父と同じく家臣筆頭役・家老職となった。退役・隠居後の家督は分家の真木九馬左衛門家から養子入りした真木造酒二郎が真木権左衛門則陽と名を改めて家督を相続、のちに家臣筆頭役・家老職となった。真木権左衛門則陽には、はじめ男子がなく、藩主家から、養子幸十郎を迎えたが、元服前に死亡した。その一方で真木権左衛門則陽には、はじめから男子があったとみられる記事もある。寛政8年に家督を相続した真木兵橘は、320石のうち、父の加恩に相当する150石を減石されて170石を認められた。
当家は、小諸に移封直後から江戸詰め連綿の家柄であるとされてきたが、寛政4年（1792年）、在所小諸に引越し。隠居していた首席家老経験者の槇権左衛門則陽も、小諸に移転後、病死した。槇権左衛門則陽までは、槇姓で葬られた。真木氏は、小諸に屋敷を構えるようになったが、維新まで数回の屋敷替えをしている。
真木（槇）玄橘は、寛政7年給人となり170石、文政3年（1832年）奏者となったが同じく170石。文政12年に成立した文政分限に227石とあるため、文政3年（1820年）から文政12年の間に、役職が同じであるにもかかわらず57石の加増があった。これについては諸説が考えられる。
真木兵橘の役高（役職分）は、家柄より常に低い役職に就任していたため、当然ゼロであった。しばらく病身で出仕していない期間があり、世襲とされる持高を170石に減石され、再出仕後に200石となり、天保3年（1832年）隠居。家老連綿とされる真木権左衛門家の歴代当主の中で、真木兵橘は当主36年に及んだが、そのほとんどの期間が家老職より4階級も低い奏者職にあった。真木兵橘は、227石の持高を支給されたこともありながら、要職に就任したり業績があったとする文献は未見である一方で、大きな懲罰を受けた形跡がまったくない。
天保3年（1832年）、真木権左衛門則義は、200石の持高の内、150石の相続を認められた。父が病身などの理由により、奉公が充分にできなかったことが理由である。その一方で、牧野勝兵衛家の牧野成章から、成裕の相続例と同じと見ることもできる。すなわち長期病身分の減石は27石で、50石の減石は役職手当増額整備による改革による減石である可能性もある。
真木権左衛門則義は小納戸、同9年給人、側用人、天保15年用人見習・加判、弘化5年（1848年）に用人本職となったが、見習期間が異常に長かった。嘉永4年（1851年）末、出火したが重い処分を受けていないため、ボヤであったとみられる。その後、真木氏としては40数年ぶりに家老職（在所）に進み、父の死により、その家督を相続した真木要人則道も、用人職等を経て家老職（在所）となった。
分家2家の家系が、家格を上げたことで、家老・真木権左衛門家とその支族は、1家を無嗣廃絶で失ったが、小諸藩内で一層、有力となっていった。2つの分家の当主の中には罪を責められた者もいたが、大きく失脚することはなく、分家2家は維新まで連綿したため、3家共に、士分上禄が認められた。士分上禄3家は、同藩において、真木氏以外には存在しない。
真木権左衛門則成2男を祖とする分家（あるいは真木庄右衛門家、名跡再興の家）2代目は、実は、その当時、深刻な財政危機に陥っていた信濃高遠藩33,000石（藩主・内藤氏）家老の庶子が招聘されたものである。当家の女子と藩主の内旨で縁組したことで、班を進めた。このような招聘事例が本間氏にもある。高遠藩家老の庶子が婿入りして当主となって以来、真木水右衛門家は若輩当主と、文政年間後半から幕末近くの当主1名を除いた全ての当主が番頭職もしくは、江戸留守居役・御城使などの番頭級以上の役職に就任して、これを勤めあげた。
真木水右衛門家は、天保9年10月17日、江戸城和田倉門勤仕中に、その職務の次席にあったが失態（軽微な火の不始末）があり、その連帯責任が問われて懲戒処分を受けている。また嘉永5年12月、牧野蔀家の改易・取り潰しに伴い、その近縁者となるため、縁坐で謹慎の懲戒処分を受けた。
真木権左衛門則成3男を祖とする分家は、その2代目である真木造酒右衛門則芳が、班を進めて明和3年12月26日、当家として初めて用人・加判となる。実は真木造酒右衛門則芳は、小諸家臣・山本金右衛門（重右衛門清福）家の庶子が養子入りしたものであった。山本清福は、家老牧野八郎左衛門成素の甥にあたる。真木則芳の庶子、則陽を本家の真木権左衛門家に養子に出して、後に首席家老としたことで、当家は家老の家柄で家老職となった2名の近縁者となった。
実父則芳から家督を相続した真木九馬左衛門則寅は、実弟が家老職となったが、家督した家の格式の違いから、弟の後塵を拝するようになった。寛政2年3月1日、江戸留守居役であったとき、牧野備後守に不調法があった。謹慎・縁坐の適用となったが、本家（長岡藩）の口添えがあり許された。寛政5年、用人見習・加判で江戸留守居役兼帯。翌年用人本職。
次いで実父から家督を相続した真木九馬左衛門則高も、用人・加判に進んだ。しかし、真木則高は天保9年10月17日、江戸城和田倉門勤仕中にその責任者（首席）の地位にあったが失態があり、謹慎・持高減石・格式降格の懲戒処分を受けた（これより奏者格）。失態の内容は軽微な火の不始末の監督責任であったが、公儀御用であったため、重大視された。また則高には3人の男子があり、長男は夭折し、次男の真木則直が妻子を持ったが、家督相続前に若くして死亡。このため真木則高は、小諸藩家老木俣氏の庶子を養子に迎えた。家老木俣氏は長岡家臣槇氏（本姓真木氏）から、木俣氏に養子入りした者であった。3男の金太郎は真木水右衛門家に養子入りさせた。真木則寅までに3代連綿して用人・加判職となったが、この職を勤めあげることができずに格下げとなったので、則高は格式回復のため、かなり焦って無理をした形跡が各種一次史料から読み取れる。
木俣氏から養子入りした真木九馬衛門則孝は、奏者格の格式で物頭職に班を進めた。養子の則孝は、婿養子ではなく亡き真木則直の妻子と対立を深め、嘉永年間ごろより家内騒動になり、ついに則直の女子は出奔・家出をして捕まると自害したとされる。ここに真木九馬衛門則孝は、藩内・家中を騒がせ家内不取締まりを責められて懲戒処分を受け、謹慎となり、奏者格・奏者職に格下げとなった。
その後、真木九馬左衛門則孝は、元席に復して昇進し、番頭級の江戸留守居役に就任したが、真木九馬左衛門家の父祖が獲得した家の格式を回復することはできなかった。則孝には跡取りがなかったので、真木水右衛門家から真木鐘次郎則忠が急ぎ養子入りした。なお真木金太郎は、真木水右衛門家に養子入り後に、子を持つことなく死亡していた。真木水右衛門家は、金太郎の死後、長岡家臣から婿養子を求めたので、養親子関係となった真木九馬左衛門則孝と、真木鐘次郎則忠には、叔父・甥の血縁関係は存在しない。金太郎の死後、長岡家臣から婿入りした時期は、牧野八郎左衛門成澄が長岡家臣から養子入りしたときと、おおむね同じである。後の8代藩主康命が長岡藩から、養子入りした時期でもある。
明治元年（1868年）11月9日、小諸騒動のため、朝敵となっていた本藩である長岡藩の脱走兵を匿ったことを口実に、真木権左衛門家の当主であった在所家老・真木要人則道は、他の3名（牧野・高崎・高栗）と共に斬首刑に処せられ、家族は城下から追放され正眼院において軟禁状態におかれた。京に遊学中であった真木守人は、帰国を命じられ一人だけ在所の当家屋敷に監禁された。加藤六郎兵衛成美・牧野求馬成賢等が失脚後に家族は呼び戻され、真木守人則近に家名再興が許され、席次は元席に戻った。
真木要人則道が斬首のとき、在所にいた若輩の真木鐘次郎則忠（真木九馬左衛門家）は、本家の改易・斬首で縁坐が適用されたとみられるが、重い処罰はなかった。斬首執行時、真木力太則徳（真木水右衛門家）は、江戸詰めであった。真木要人則道の改易・斬首で縁坐が適用されたほか、太田氏出奔の手助けをしたため、真木鐘次郎則忠とは異なり、江戸で謹慎が長く続いた。しかし、加藤・牧野求馬派失脚時（明治2年9月）、明治新政府（刑部省）から、謹慎には及ばずとの命令を受け復権。後に家令上席・家扶長に就任した。
真木力太等が、信濃国松代藩（藩主・真田氏）宛に、「藩主遠江守が（小諸騒動による）謹慎を解かれたので、小諸藩江戸藩邸に（松代藩主におかれては）来遊されたい」旨、打診した書簡が現存（独立行政法人国文学館資料館所蔵、松代藩真田家文書）。

### 稲垣氏
本藩である越後長岡藩、最大の門閥に連なる。文化元年（1804年）、稲垣氏の増長・慢心を藩主が怒り家老罷免・改易（取り潰し）。のちに許されたが、大きく格式を下げた。
稲垣氏の遠祖は、伊勢国の住人であったが、16世紀頃に三河国宝飯郡に渡来して、地侍化したものである。本姓は清和源氏とするものが多数であるが、平姓・藤原姓とするものもある。小諸家臣稲垣氏は、源姓を称している。
稲垣氏の嫡家は、志摩国鳥羽藩主であるが、牧野康成に仕えていた稲垣長茂が、繰り返し殊功をあげたため、徳川家康の目にとまり召し出しを受け、諸侯に列した。
この分家となる稲垣平助家は、長岡藩牧野氏の家老首座連綿となり、その分家の稲垣太郎左衛門家も、家老職に抜擢され、後に家老連綿の家柄となった。このほか稲垣氏には支族が長岡藩内にあり、本藩の御家中において、最大の門閥勢力である。
小諸家臣稲垣氏の家系図、由緒書は、詳細なものが藩に提出されていたものとみられるが、公開されている古文書・目録等には、簡約なものしか収載がないため、小諸藩文書などの記事を寄せ集めると次のような家系・由緒であったことがわかる。
長岡藩家老・稲垣太郎左衛門家の庶子である稲垣源左衛門は、分家として分出され長岡家臣（足軽頭200石）となった（のちに加増100石があり計300石となったとみられる）。
長岡家臣の稲垣源左衛門の惣領、稲垣源左衛門（300石）は、一説によると謀反の疑いにより、浪人となり、与板に暮らしていたが、与板藩主・牧野氏に仕官して、給人・50石級の家臣となった。その後、稲垣源左衛門家は惣領の不行跡により改易・取り潰しとなった。取潰された年は不明であるが、元禄から享保前期にかけての小諸藩一次史料の中に、記事が存在する。この稲垣源左衛門家に名跡再興があったか否かは史料がなく、不明である（後述の稲垣貢家を参照のこと）。
稲垣源左衛門家の分家が、稲垣源太左衛門家であり、小諸藩主牧野氏の家祖が、長岡から、与板に分家・立藩にあたり、番頭として移動した。当初の与板藩には用人・加判は設置されていなかったので、番頭は家老に次ぐ役職である。
弟家系の稲垣源太左衛門家は、与板立藩以来、家老職に次ぐ役職を勤めることが多かったが、正徳5年（1715年）に初めて家老職に抜擢され、退役までに計320石となる大加増を受けた。用人の家柄・格式の者を家老職に就任させることもあったが、ここまでの加増はないため、用人の家柄から、家老の家柄に格式昇格があったことが理由と見られる。
その後、3代は享保4年（1719年）、宝暦2年（1752年）、寛政元年（1789年）にそれぞれ家老職に就任した。享保4年に家老職となった稲垣氏は、真木氏400石が家を分けて隠居し、若輩の真木権左衛門（小諸市誌には権右衛門と記載）が320石となったことで、家臣筆頭となった。
家老稲垣源太左衛門正良は藩主康満が側室と儲けた女子を養女に迎えて、本藩である長岡藩の家老首座・稲垣平助家に嫁がせたほか、寛政2年、藩主康満が駿河国浪人水野兵庫の女子に産ませた男子を養子として迎え、元服のうえ、稲垣此面（春之丞）と通称させたが、家督相続前に死亡した。
家老の家柄となって、4代目の稲垣源太左衛門（正良）は文化元年（1804年）7月18日、御内存により退役・隠居が命じられたが、家督相続を認められず改易・取り潰しとなった。文化3年（1806年）、実子とみられる惣領の稲垣此面某に名跡再興が認められ持高50石、中小姓に列した。
しかし、文化6年、町方女（まちかたおんな）と身持ちを崩し、稲垣貢宅でおこした不祥事により15石を減石され持高35石、中小姓末席に降格された。文化10年、家老を罷免された父と共に許されて元席となり、後に班を進めて番頭職となった。時に持高63石、役高加増分93石の計156石であった。家老職であった父が許されても家禄・持高・席次は元には復さなかった。しかし、文政年中ごろに僅かではあるが加増となり、併せて格式昇格となり、持高67石・給人格連綿の家系となった。持高は4石加増であるが、給人地を込みで考えると実質、約10石の世襲家禄の加増となった。9代藩主による改革後の持高50石（給人格）。
稲垣此面某から家督を相続した養子・稲垣市右衛門は、嘉永6年（1853年）、町方の敷地を昼夜問わず占拠して通路を塞いで私的利用をしたことにより、同年隠居を命じられて、持高15石を減石の上、2男に家督相続が許された（持高35石）。減石理由は長男を廃して2男に家督を相続させたことではない。9代藩主によって、隠居・減石を命じられたが、家督相続後、稲垣此面正利（異に乎次郎）は、9代藩主に用いられて、班を進めた。表中小姓を勤めた後に給人席を経て、2度にわたり加増。奏者格（持高70石）に格式が回復した。小諸騒動時、加藤・牧野求馬派に属して、参政（用人・加判）に抜擢された。彼らが失脚時、元席戻ったが、入牢や謹慎などの処罰は受けなかった。そして民政幹事（小諸町奉行・郡奉行）に格下げとなったが、まもなく少参事（用人・加判）に栄転した。小諸藩は騒動による経費増を徴税強化で乗り切ろうとしたが、稲垣此面正利は、これに反発・批判した被支配層を弾圧した実務責任者であった。
小諸家臣・稲垣貢家の初見は、明和4年（1767年）、稲垣貢が養父稲垣貢から家督を相続した記事を記載した分限帳である（時に80石、寛政4年から奏者）。実家は真木九馬左衛門家（実父は真木造酒右衛門）である。当家は、兄家系の稲垣源左衛門家の名跡を継承している家系なのか、もしくは、小諸藩家老稲垣氏から分家として分出された家系なのかは、史料がなく不明である。小諸家臣・稲垣貢家は持高70石で給人・側用人などを勤めていたが、当家は文化5年（1808年）12月8日に、町方女（まちかたおんな）に屋敷の出入りを許し、稲垣此面等に当家屋敷内で不祥事をおこさせたことを責められ、文化6年に一時失脚。その後、大きく班を進めて、家老に次ぐ重臣、用人・加判職に抜擢された（文化12年の分限帳に用人、180石、稲垣左一兵衛とあり）。文政11年（1828年）、稲垣貢家（稲垣桂次）は、稲垣此面から養子入りした男子に家督を相続させて、給人となった。内室（妻）は、文政7年に輿入れした真木兵橘2女であるため、婿養子ではなかった。前後するが用人に抜擢された稲垣左一兵衛から、稲垣桂次に家督を相続した記事については、史料がなく不明である。
天保9年（1838年）、稲垣源次は家族が出奔・家出して騒動になり、家内不取締を責められて、一時降格されたが、まもなく元席に戻った。この稲垣源次とは、誰の改名・異名なのかは、史料がなく不明である。小諸家臣・稲垣貢家の家督を相続した稲垣左一兵衛重禮は、相続時の持高94石で、家の格式は奏者格・役職は給人席であったが、9代藩主に用いられて持高100石・役料と80俵となり、元治・慶応年間に、家の格式は番頭格で、役職は用人・加判に班を進めて家老職に次ぐ地位まで進んだ。小諸騒動前期には、役職にあり康済を廃することには反対する一方で、牧野八郎左衛門・太田に対して批判的であった。真木要人則道とは従兄弟の続柄にあり、当初はともに中間派的立場であったが、一方の稲垣は加藤・牧野求馬派に、他方の真木は牧野八郎左衛門・太田派に組み込まれていった。稲垣左一兵衛重禮は、小諸騒動の渦中で病気のため致仕となり死亡した。父から家督を相続した稲垣左織重為は、小諸騒動後期に加藤・牧野求馬派に属して小諸騒動によって謹慎となったが、明治3年6月19日赦免となり、復権して少参事となった。稲垣左織重為は、古畑氏等とは異なり、謹慎のみで閉門の懲戒処分は受けていない。
また小諸家臣斬首の謀議に参加はしているが、斬首執行に難色を示していたとする指摘も一部にある。この指摘が正しければ謀議に参加した連帯責任を問われたことになる。よって稲垣氏は、家老の家柄でありながら、改易・取り潰しを経験して、名跡再興となった稲垣氏と、この同族である稲垣貢家の稲垣氏の2家があり、幕末・維新期には士分上禄2家を数えたが、化政期以降から廃藩までは、家老末裔の稲垣氏（通称は源太左衛門・此面・市右衛門等。中小姓末席・馬廻り格まで格式を下げられたのちに、紆余曲折を経て幕末に奏者格連綿まで戻す）より、稲垣貢（通称は源次・左織・左一兵衛等。奏者格から幕末に番頭格連綿に昇格）家系のほうが格上であった。
稲垣氏2家は、加藤・牧野求馬派に属したが、廃藩時、少参事（用人・加判）・士分上禄に名を連ねて重臣の列にあった。
稲垣左織重為は、廃藩後に東筑摩郡長に就任したが、長野県の郡長の中では在職期間が最も長かった（在職期間は明治12年から同24年）。また明治15年には南安曇郡長を兼任した。同氏の先祖代々の墓地は小諸市古城二丁目南側隣地（同市乙）には存在しない。養子の稲垣乙丙（農業学者・東京帝国大学農学部前身の名誉教授・帝国農科大学教授）は、東京都多摩霊園に眠る偉人・著名人に掲載があり、養父・重為の姓名も明らかにされている。他方、先祖が家老職を勤めた稲垣此面正利の先祖代々の墓は、小諸市古城二丁目南側隣地（同市乙）に存在するほか、江戸にも壇寺と葬地を持っていた。

### 加藤氏
室町時代以来の古参家臣・加藤孫蔵惣領家。与板立藩時から家老の家柄を連綿。小諸入封後に末期養子と祇園祭りでの不祥事により、2度に渡り持高減石・格式降格。一時期家老の家柄を外れるも8代〜9代藩主治世期の功労により格式をほぼ回復。
小諸家臣加藤氏の家系図、由緒書は、詳細なものが藩庁に提出されていたものとみられるが、ほとんどが散逸されているとみられ、公開されている古文書・目録等には、簡約なものしか収載がないうえ、小諸藩文書などにも、記述量が少ない。ほかの四天王家と比較して、その家史を探る手がかりとなる史料が乏しい。
室町・戦国期に、三河国宝飯郡（愛知県豊川市及びその周辺）に勢力を持った『牛久保六騎（牧野・真木・岩瀬・能勢・稲垣・山本）・地侍十七人衆』の一つに数えられた加藤氏の末裔であると考えられる。地侍十七人衆のメンバーについては、諸説があるが、加藤氏がこのメンバーであったことは疑いがない。当家は室町・戦国期に藩主牧野氏の先祖が、牛久保城主であった時代から仕えていた古参の家臣・加藤孫蔵の惣領家である。元和年間の家臣団名簿である「大胡ヨリ長峰御引越御人数帳」にもその名（加藤孫蔵）が見える。長岡藩中老・年寄役以上に列するには不足があったが、加藤孫蔵は牧野康成が与板に立藩するにあたって、支藩家老として添えられた。
明暦3年（1657年）長岡城から与板陣屋に移転するにあたって、加藤三郎右衛門は、御引っ越し万事を取り仕切ったほか、元禄15年（1702年）に藩主が与板陣屋から、小諸城主に栄典したときにも、家臣筆頭役であった。
小諸藩主牧野氏の家老である真木氏、稲垣氏は、牧野家中（かちゅう）の重鎮ではあるが、小諸家臣となった家系は惣領家ではない。これに対して、加藤氏は、藩主牧野氏の先祖が牛久保在城期からの惣領家であるほか、与板立藩以来の家老連綿の家柄である。しかし小諸入封後に末期養子となり、他藩から近親者を迎えたことで、家柄・格式を大きく下げた。一時、家臣筆頭を勤める家柄を取りあげられたとみられる。江戸武艦によると江戸家老に就任する例が多く、家老本職に就任すると、通称を孫蔵から六郎兵衛に改称しているが、小諸藩文書によると、必ずしもこうした傾向はみられない。
すなわち小諸入封の翌年にあたる元禄16年、家禄380石、その後、段々と加増され、最高時420石となるも、末期養子となり、失脚。この時代の家禄は、給人地を家禄に換算して組み入れていた数値である。
寛政3年（1791年）から5年まで加藤六郎兵衛成昭は、在所にあって家老・家臣筆頭として、藩政の立て直しをはかったとみられるが、体調悪化により退役。末期養子で格式を下げていた加藤氏が家臣筆頭となったとき、他の有力諸士2家が持高を下げていたので、加藤氏は相対的な理由で家臣筆頭になってもおかしくはない位置にあったといえる。加藤六郎兵衛成昭の立て直しを引き継いだ家老・牧野八郎左衛門載成によって、失政が行われた。
寛政5年（1793年）から、文政7年（1824年）まで加藤氏の当主であったとみられる加藤三（郎）左衛門成高は、家老に次ぐ用人・加判まで進んだが、小諸城下の祇園祭りで不祥事（乱行・狼藉）をおこしたため罷免。持高減石・格式降格・謹慎を伴う引責による強制隠居となったので、家老職に就任することなく終わった。ただし、閉門となったとする記録はない。加藤三（郎）左衛門墓地の碑文には、加藤三左衛門とあるが古文書類には加藤三郎左衛門との記述もある。小諸惣士草高割成立時の持高174石。
加藤六郎兵衛成徳分限には古高（旧持高）170石であったとの記述があるが、加藤氏持高の推移は、次の通りである（標記の変更後によるもの）。
まず末期養子で格式を下げ持高が227石（あるいは230石）から170石に減石。加藤成徳祖父である成昭の持高は170石であったが、その後、4石加増で174石。加藤成高がおこした祇園祭りでの不祥事によって持高減石・格式降格となり持高130石となった。この事件で家老の家柄を取りあげられ、用人の家柄に格式降格された。
加藤六郎兵衛成徳（孫蔵）は、文化7年（1810年）召出され、刀番や寺社奉行・町奉行見習いを勤めた。文政3年用人職であった加藤三郎左衛門成高から家督を相続して、奏者（持高130石）となった。時に用人の家柄となっていたが、その後、班を進めて、文政4年、番頭、文政8年9月　用人見習・加判　江戸に引越。同年11月、江戸詰用人本職、文政10年1月　家老見習（江戸詰）。丑年56石加増で226石4斗、役高加増分23石をもって計249石4斗となった。文政11年8月家老本職。弘化3年（1846年）、持高30石加増、家臣筆頭、城代家老となった。ここに加藤六郎兵衛成徳は、父祖等がなした2度に渡る失態を1代で取り戻した。この時代の分限は2種類のものが現存し、記述内容はほぼ同じであるが、持高227石としているものと、持高200石としているものがある。また本人に対して江戸家老と、在所家老（城代家老）のいずれを希望するかを聴取され、それに回答している書状が現存している。
幕末・維新期の小諸騒動では、家臣筆頭・家老加藤六郎兵衛成徳から家督を相続した加藤六郎兵衛成美は、父と同じく家臣筆頭（城代）になった。幕末におきた小諸騒動では、成美の取計向き不行届きのため不審な疑いが持たれて、100石の持高減石・家老職取りあげ・他藩文通禁止、閉門となり、城代屋敷（城下屋敷とするは誤り）から放逐され、廃屋のような城下の武家屋敷に押し込まれた。しかし、この懲戒処分は、本藩である長岡藩の調停により、後に取り消された。
加藤六郎兵衛成美は、一方の旗頭となり、牧野八郎左衛門成道、真木要人則道等を、朝敵となった長岡藩脱走兵を匿ったことを口実に処刑し、家臣筆頭として、小諸家中（かちゅう）が一丸となって改革を推し進めようとして、謹慎・閉門中の家臣を除く、在所の家臣を召集して城中の神前で誓いをたてた。小諸市誌によると、加藤は、自派の人物・腹心だけを抜擢したような解説となっているが、国立公文書館の太政官・公文禄などによると、反対派の人物もまもなく、登用して人事にも腐心をした形跡がみられる。
しかし、自分の腹心の徒たちを重臣に大抜擢しただけでなく、権勢をふるわせ中間派・穏健派を敵にまわして、専横が極まり、牧野・真木等の処刑に無理があったため、藩内の反発が強まり、改革に失敗して失脚した。加藤・牧野求馬派の所業を、神戸最仲によって、新政府刑法官に訴願されたのが、直接の原因であった。神戸最仲は、牧野八郎左衛門・太田宇忠太等に対して、批判的であった言動を記述した文献（河井継之助伝ほか）が残っているため4名の斬首執行前は、加藤・牧野求馬派に近かったとみられる。
加藤・牧野求馬派の立場から見れば、当然に、神戸最仲は、裏切り者・讒言者であった。
加藤六郎兵衛成美は、明治2年9月、笠間藩お預けで永禁固となったが、翌年には身柄を小諸藩に引き渡された。廃藩置県前に、永禁固とされながら、出獄が許されて、士分上禄格式が認められ、小諸で余生を過ごした後に没した。加藤六郎兵衛成美は、永禁固となり、獄死したとするは誤りである。
加藤六郎兵衛成美の惣領・跡取りに関する記述は、江戸時代の小諸藩一次史料には存在しないが、女子が小諸家臣に嫁している具体的な記述が現存。ほかに、加藤六郎兵衛成美の男子・惣領とみられる姓名が、明治3年〜4年ごろの小諸藩の一次史料に見て取れるが、加藤六郎兵衛成美は、入牢時に隠居していないため、入牢時にその惣領は、登城を認められる年齢以下であった可能性がある。
また幕末近くに、加藤六郎兵衛成徳の庶子で、別家召し出し・新恩給付となった加藤錬之助（加藤高成高）は、小諸藩校明倫堂の司成（頭取）に抜擢され、公議人（小諸藩選出の国会議員）を勤めて小諸騒動では、謹慎以上の処分は受けずに士分下禄に列した。明治3年後半から4年初めごろに隠居して家督を加藤高景高に相続させた（持高50石・給人格）。

## 藩主一門の家臣
小諸藩では、藩主の庶子から家臣取り扱いとなった家系は冷遇された。藩主の庶子が養子縁組先を見つけられなかったとき、養子に出ても離縁をして出戻ると、いずれは藩主家族から家臣取扱いとされた。家臣取扱いとなるのは、表向きは当事者からの上申であるとされる。家臣取り扱いになると、藩主家系の家督相続権を喪失したので、藩主に跡取りがなく、家名断絶の危機となっても、家督相続をすることは、認められなかった。小諸藩には徳川将軍家の御三家のような藩主相続権を持つ分家たる家臣は、存在しなかった。
一方では全国諸藩の中には、藩主の庶子が家臣取り扱いとなった場合は、家老などの重臣相当の家柄・役職を与え、あるいは役職には就任させないが、家老などの重臣より格上の席次に着座させることも珍しくなかった。他方、小諸藩主牧野氏の庶子で、家臣取り扱いとなった家系の末裔たちは、原則として家老・用人・番頭・物頭の格式に及ばなかった。彼らは馬上を許され給人以上の身分で遇され、50石〜67石程度の持高を付与されることが多かった。彼らは不遇であったともいえるが、家祖、もしくはその惣領が、肝心なときに相次ぎ不祥事をおこして、出世の機会を自ら逃した点も大きい。
藩主一門家臣の数と席次は時代により変遷がある。9代藩主康哉の時代を基準にすると、牧野求馬家、牧野要人家（数馬・勇馬流）、牧野主馬家（左膳流）、牧野外巻家、牧野一学家（左門・左内流）の5家があった。藩主康周の庶子を家祖とする牧野求馬家と、藩主康満の庶子を家祖とする牧野要人家は奏者格とされ一門の上席にあった。牧野主馬家、牧野外巻家、牧野一学家（左門・左内流）は、いずれも藩主康満の庶子が家祖であり、給人格であった。ただし、幕末・維新期に牧野主馬家に非行があり、馬廻り格に格式降格となっている。
末裔が、精勤や功労で班を進めることもあったが、持高の加増幅は10石から20石と僅かなことが、ほとんどであった。役職に就任する場合は、近習（側衆）、側用人などの藩主側近や家政に関する役職、及び城門の守衛責任者などが多かった。
*小諸騒動と藩主一門の家臣。こうした藩主一門の不満を背景に、小諸騒動で一時、主導権を握った加藤・牧野求馬派は、反対派の家臣4名を斬首して、その家族を追放したのち、藩主一門の家臣を厚遇してその支持を取り付けた。しかし、加藤・牧野求馬派の失脚により、厚遇された期間は明治元年11月から、明治2年夏までの短期間に過ぎなかった。牧野一学家は、維新期の小諸騒動後半のころ、ほかの藩主一門の家臣と同じく加藤・牧野求馬派から厚遇されたが、彼らが失脚時、処罰を受けなかった。牧野一学家は、加藤・牧野求馬派であったとは、言い難い。小諸騒動で家臣を斬首した直接の責任が問われたのは、牧野求馬のほか、藩主一門には牧野勇馬・牧野外巻の2名がいた。彼らも禁固に処されて入牢のため隠居。家は閉門となった。牧野求馬成賢は牧野見義成烈に、牧野外巻正直は牧野小平太成屢に、牧野勇馬成省は牧野次郎正徳に、それぞれ家督を相続させることが認められた。特に牧野勇馬は、幼い子供であった次郎に家督となった。
維新期には、藩主一門の家臣5家は、いずれも士分中禄格式に列した。
*牧野求馬家（奏者格 ・一門の上座）。藩主の庶子で家臣取扱いとなって例外的に、厚遇されたのが、藩主牧野康周の庶子、牧野康那（家老上席・300俵）であった。藩主の若輩が続いたため、その目代（代理人）を勤めた功績があった。母は側室の佐世。家老連綿の家柄となる可能性もあったが、父より早く家臣取扱となっていた惣領・求馬は、家督相続後100石とされた（その後、7石加増で計・持高107石）。藩主分家となる牧野康那は、牧野八郎左衛門家等の重臣たちと、寛政期にはライバル関係にあったとの指摘もあるが、牧野康那が家臣取り扱いとなった同年、牧野八郎左衛門家は失脚し、牧野康那の家督を相続した求馬の家系も、職務怠慢などの罪があり格式降格の懲戒処分を受け、家老・用人・加判などの重臣となるために必要な家の格式からは、かなり遠い位置に定まった。その後も牧野求馬は、佐々木等を悪友として非行に走り、懲戒処分を受け、重臣に登用される余地はなかった。弱者を被害者とする非行・不行跡の内容を具体的に書いた戦慄の一次史料が現存。小諸惣士草高割成立時の持高107石。その後に懲戒処分で持高80石。素行の悪さから、あたりまえとはいえ、要職に恵まれない当主が続いた。下記に掲載された参考文献・出典には、幕末・維新期の牧野求馬成賢が、懲戒処分を受けたとする記録・記述は、政争に由来するものを除けば存在せず、9代藩主康哉に用いられて、一門家臣としては要職を経験した。しかし、用人・加判や番頭職までには進むことはできなかった。9代藩主による改革後の持高80石（改革前と改革後の持高が同じであるため実質加増）。10代藩主治世の小諸騒動時、小諸家臣斬首執行のため、その正使を勤め執行を受ける家臣の屋敷に派遣された。当然、首を持ち帰ったとみられ、その後に、はじめて重臣の列となり、家老に相当する抜擢を受けた。明治新政府（刑部省）は牧野求馬成賢が斬首執行の正使であったためか、その責任を問うたとみられ、家は閉門。牧野求馬成賢は、禁固刑に処せられた。明治3年9月24日牢獄から出所。出所後は謹慎・刀とりあげなどとされた。入牢にあたり牧野見義成烈に家督相続が認められた。牧野求馬家の格式は奏者格であり、役職面では、番頭職以上にあった当主は、康那と成賢の2代に過ぎず、士分上禄の要件を満たさなかった。廃藩時の当主は牧野見義成烈。牧野見義成烈は赦免後、足軽鉄砲隊長に就任した。10代藩主の治世に成立した新制度（明治3年）により、牧野求馬家は、要職に就任した当主が少ないため、幕末・維新期の持高は低いが、要職に就任した歴代当主が、比較的多い家系である持高70石の稲垣（此面・市右衛門）氏や、持高50石に過ぎない山本氏などよりも、家の格式・序列（家柄）を格下とされた。
*牧野要人家（給人格から奏者格に格式昇格、昇格後は一門の上座）。牧野要人家は、家祖の牧野数馬康隆（持高50石）（お部屋・利衛が産んだ男子を家祖）とするが寛政7年9月6日、屋敷から出火して全焼。その後、1年近く出仕せずに、引き籠ってしまった。批判が高まる中、登城して藩主から叱責を受け、重臣に登用される余地はなかった。小諸惣士草高割成立時の持高67石。9代藩主による改革後の持高50石。この家系は9代藩主の治世に、用いられて班を進め、給人格から奏者格に格上げとなった（持高50石から80石に昇格）。しかし、役職に比較的恵まれたまま致仕となった当主は1代限りであった。小諸騒動では、牧野勇馬成省は、小諸家臣斬首執行のため、執行を受ける家臣の屋敷に派遣された。首を持ち帰った後に、参政（用人・加判）に抜擢された。明治新政府（刑部省）は、斬首執行の正使を勤めた責任を問うたとみられ、その命令で家は閉門。牧野勇馬成省は、禁固刑に処せられた。約1年後の明治3年9月24日牢獄から出所。出所後は謹慎100日とされた。家督相続は認められて廃藩時の当主は、幼少の牧野次郎正徳。牧野要人家が、要職に就任していたのは、9代藩主の治世後期と、小諸騒動の渦中だけの数年間である。10代藩主の治世に成立した新制度（明治3年）により、幕末・維新期の持高は低いが、要職に就任した歴代当主が、比較的多い家系である持高70石の稲垣（此面・市右衛門）氏や、持高50石に過ぎない山本氏などよりも、家の格式・序列（家柄）を格下とされた。
*牧野外巻家（給人格）。お部屋・千瀬が産んだ女子を家祖とする（あるいは、千瀬が産んだ女子の扶持米を起源とする家）。牧野外巻正直の小諸騒動における懲戒理由、及び懲戒内容は、牧野勇馬（牧野要人家）と同じであるが、斬首の正使は未遂に終わり、屋敷の接収のみであったとみられる（太田氏出奔のためと考えられるが史料が一部欠落のため不詳）。約1年後の明治3年9月24日牢獄から出所。出所後は謹慎100日とされた。「小諸藩主牧野氏の年譜（阿部芳春著）」には、牧野外巻家に関する記述が、ほぼ欠落している。家祖と2代目が年齢差の大きい養子相続であり、僅か3代で維新・廃藩置県を迎えている。幕末・維新期の当家は藩主家とは、直接的な血縁はない。廃藩時の当主は牧野小平太成屢。牧野小平太は、父が入牢となったが、謹慎には及ばずとの命令を明治新政府（刑部省）より受けたため、遠慮の期間が明けると軍監（大目付）を経て権少参事となった。当家成立時の持高50石、小諸惣士草高割成立時は、藩主家族のため持高は無し。9代藩主による改革後の持高50石。
*牧野主馬家（左膳流）（給人格から馬廻り格に格式降格）。牧野主馬家の家祖は、当初、隠し子とされていたが、家臣取扱いとされた。家祖の母は、お部屋になることが許された。家祖の惣領である牧野左膳が天保8年9月7日、投宿先で夜、酒を飲んで不祥事をおこして失脚した（当主不身・不行跡）。懲戒処分を受けたが家の格式は給人格の連綿を許された。子孫に再び非行があったとみられる記事があり、馬廻り格の格式に降格。藩主一門でありながら、馬上も許されなくなった。廃藩時の当主は牧野主馬美成。小諸騒動では加藤・牧野求馬派に属して謹慎・閉門となるも、小諸家臣4名斬首に直接、赴かなかったためか入牢とはならなかった。明治3年6月19日赦免。当家成立時の持高50石、小諸惣士草高割成立時の持高67石、9代藩主による改革後の持高50石、その後、懲戒処分による持高減石・格式降格で持高30石。
*牧野一学家（左門・左内流）（給人格・一時期は一門の末席・下座）。牧野一学家は、藩主康満が、身分が極めて低い女性とみられるお召し女・歌に産ませた男子を家祖とする。お召し女・歌は、妊娠をしても、男子を出産して、その届け出が幕府になされても、なお、お部屋になることが許されなかった。浪人や町人の娘が、藩主のお召し女となって、お部屋になることが珍しくなかったなかで、異例であった。家祖の惣領である牧野左門盛正が天保期に、私欲のため金銭上の不祥事（故意）をおこした（発覚は天保4年8月）。事件当時、側衆であったが、役職罷免の上、懲戒処分を受けた。家の格式は給人格の連綿を許されたが、牧野主馬家が、格式降格になるまで、特に一門の末席とされた。廃藩時の当主は牧野一学守成。個人が、小諸市古城二丁目南側隣地（同市乙・境界未確定地）に建碑した文言によると、牧野一学・左門・左内等の家祖を、牧野康那と解釈することもできる碑文があるが、江戸幕府並びに小諸藩の一次史料・公文書及び、「小諸藩主牧野氏の年譜（阿部芳春著）」を出典とすれば、牧野一学家の家祖が牧野康那であることはあり得ない。また先の碑文の文言を否定する内容で、各種史料と合致した個人建碑（墓碑）も、小諸市古城二丁目南側隣地（同市乙）に存在し、2つの碑は至近距離にある。明治維新・大政奉還後の小諸騒動後期に、牧野一学守成は、加藤・牧野求馬派によって、参政（用人・加判）に抜擢されたが、小諸家臣斬首には、関与せず、入牢・謹慎の処罰は受けていない。守成は加藤・牧野求馬派失脚時、元席に戻り給人席・半隊長となった。牧野一学家から家老職もしくは、家老相当の役職に就任した者は、史料学上、あり得ない。当家成立時の持高50石、小諸惣士草高割成立時の持高67石、9代藩主による改革後の持高50石。

## 有力な新興家臣

### 概要
本藩長岡藩（藩主牧野氏）の先祖は、三河国宝飯郡牛久保城主であるが、このとき領地は6000石から、7000石に過ぎない。大胡2万石等を経て、長岡7万4000石となり、その支藩の一つが小諸藩（藩主牧野氏）である。牧野氏が徳川譜代として成長を遂げたゆえ多くの新興家臣によって支えられた。小諸藩の有力な新興家臣には、太田・佐々木・村井・本間・成瀬・古畑・笠間・鳥居などがある。
小諸藩では、外様大名・上杉氏の家臣団にある与板衆のような家臣となった時期や場所に応じて、士分たる家臣をグループ分けしたこともなかったが、牛久保・大胡以来のような特に、古い出自を持つ家臣に対しては、譜代の家柄、古包の出自、牛久保以来の家柄、大胡以来の家柄という言葉・語句が使用されていたことは、見てとれる。
これに対して、卒分たる家臣は、家臣となった時期で、色分け・線引きをして役職登用資格や、待遇に差をつけたことが一部に見えるほか、卒分たる家臣となった時期や場所に応じて、グループ分けをしていた。

### 太田氏
小諸入封後の功臣として抜擢家老に。新興家臣の代表格から家老の格式を持つ家柄に。ほかに大胡在城期には仕えていた先祖を持つという中・下級士分の太田氏もある。太田姓の家臣（士分）は計5家。
元和年間の家臣団名簿「大胡ヨリ長峰御引越御人数帳」に太田姓をみることができず、牧野康道分限帳が史料学的初見である。よって牛久保以来の四天王家（加藤・稲垣・真木・牧野）及び大胡以来の木俣氏などとは異なり、太田氏は古参の家臣ではない。実は、太田氏は幕藩体制確立期まで生き残れずに、禄を失った貴家出身者の庶子（浪人者）を、与板立藩にあたり、新規採用したものである（貴家趣味）。
家祖は長岡家臣太田氏の家祖と兄弟の可能性もあるが、小諸家臣太田氏と、長岡家臣太田氏の続柄に関する確実な史料は存在しない。太田氏は、小諸移封前後は120石であったが、正徳6年（1716年）用人・加判となった太田甚右衛門は、享保7年（1722年）家老職(250石)に抜擢され、元文6年（1741年）に数え75歳で死亡するまで、ほぼ現役であった。なんらかの功臣として、象徴的存在とされ、終身官に近く遇されたとみられる。中興の祖である太田甚右衛門が亡きあとは、太田氏分家の当主が出奔して、同分家が改易・取り潰しになり、縁坐で懲戒処分を受けたことがあるほかは、幕末の混乱期までは、おおむね安泰であった。
寛政期、用人・加判を勤めた太田次郎右衛門は、出戻った藩主康満の女子（八十）を寛政5年4月29日、継室として迎えたが、同年6月2日、僅か1ヶ月余りで離別。後に八十は、遠江国秋葉山・秋葉神社宮司に、3度目の輿入れとなった。
小諸惣士草高割成立時の小諸家臣太田惣領家の持高は200石であり、他に3家の分家・支族と、1人の部屋住み召し出しがあった可能性がある。持高67石以上（実質100石以上）の家は、この時点では惣領家のみであった。
幕末の家老・太田宇忠太一道（異に右忠太）の3代前は、文化年間に家老職を勤めた。2代前は、用人・加判まで進んだが、家老職を目前にして病身と称して致仕。実は天保3年12月22日、酒を飲み暴れて群衆が集まる騒動となり、失脚したといえるが、持高の減石や格式降格にはならずに済んだ。1代前は、その配下が、上級家臣・成瀬氏の配下と争い刃傷事件（あるいは発砲事件）をおこして殺人を犯したと推察される記事があるほか、太田惣領家の庶子に非行があり、縁坐の適用を受ける処罰を受けた。これらの監督責任を問われ、用人・加判まで進んでいたが家老職とはならずに失脚したとみられる。しかし、懲戒処分による格式降格や減石は、免れることができた。太田宇忠太一道の1代前と2代前は養子相続であり養親子間の年齢は近かった。
太田宇忠太一道（異に右忠太）は、幕末の小諸騒動の渦中に藩主を動かし、2人の家老等を失脚させた一方の派閥の重鎮である。すなわち家老・牧野隼人進成聖、家老・加藤六郎兵衛成美、用人・村井藤左衛門盛徳等は、9代藩主嫡子の廃立を企てたとの疑いがあるとされて、10代藩主の治世になってから、罷免された。太田宇忠太一道は、その後任の家老職に就任した。一部解説によると、牧野隼人進成聖と太田宇忠太一道の屋敷は馬場町にあり、隣家であったとあるが、小諸城下屋敷図などを参照すると、牧野隼人進成聖と太田宇忠太一道の屋敷は、近隣であったことには、疑いないが、完全な隣家であったとするには、無理があることがわかる。太田屋敷は、馬場裏周辺に見ることができる（但し屋敷の内外にあった給人地が接していたかどうかは、史料がなく不詳）。牧野隼人進成聖屋敷に、接した隣家（当時の牧野隼人進成聖の屋敷位置から見て、大手門や現在の信濃鉄道の線路寄り）の太田氏は、別家系の太田氏であったことが確認できる（太田貞夫正誉の屋敷であった）。
明治元年（1868年）太田宇忠太一道（異に右忠太）は、同志の牧野八郎左衛門成道等の斬首刑が執行されたとき、江戸藩邸にいたが出奔し、笠間藩江戸藩邸に逃げ込んだ。この時、小諸藩江戸藩邸の当直係であった真木力太則徳等が、一報を聞いて、太田氏を逃したためである。加藤・牧野求馬派失脚後（明治2年9月ごろ）に帰参し、禁固刑に処せられたが明治3年9月21日に赦免状が出された。家督は、孫にあたる養子の太田盤泉道義によって相続され士分上禄に列した。太田氏は廃藩後に小諸銀行頭取や旧藩士族会会長などを勤めた。士族により設立・運営された部分の大きい小諸銀行は、やがて行き詰まり、太田一道（道一）は出郷して東京の下町（東京市深川区）で余生を過ごした。太田一道（道一）の父の代までの墓は、小諸市古城二丁目南側隣地（同市乙・境界未確定地）に、いまなお現存しているが、太田一道（道一）の墓碑銘のある墓は、同地には存在しない。
なお懐古園の額には太田一道ではなく、太田道一と書かれている。
太田氏は、太田宇忠太一道の庶子・太田黄吉道教が、廃藩直前の明治3年に、別家召し出し新恩給付となり、士分下禄に列した。太田黄吉道教は、小諸藩校明倫堂勤務（最高時、明倫堂次席）を経て、明治4年、神祇官の宣教掛として出仕のため上京。神道と儒教を基本とした国民教導に尽力した。出郷にあたり、若輩の太田糠に一時家督を譲った（士分下禄格式・10代藩主治世時の持高50石・給人格。士分下禄は中禄の誤りに非ず）。
また太田早苗家の家祖は、はじめ太田氏の惣領であった。病弱とみられ家督しなかったが、持高20石で、別家召し出し新恩給付を受けている。実子がなかったものとみられ、宝永7年、故あって佐々木氏の長男によって跡式が相続されている（佐々木系太田氏の誕生）。
太田家中興の祖である太田甚右衛門の兄を祖とする分家の太田早苗道喜は、維新期には、士分中禄に列した。この家系は、小諸惣士草高割成立時の持高42石・馬廻り格。9代藩主による改革後の持高50石・給人格であり、持高が減石される改革が行われた中で、逆行高しているため、班を進めていることがわかる。
ほかに微禄の太田氏2家が立てられ、維新期には太田兵衛左門正徳と、太田貞夫正誉が士分下禄に列した。この2家系は、共に小諸惣士草高割成立時、持高は28石（9代藩主による改革後の持高20石・中小姓格）であり、代官と、料理方の役職に就任した者が目立つが、これらの役職に就任する定番の家柄というわけではない。太田兵衛左衛門家系と、太田貞夫家系は、古参ともいわれるが、佐々木系太田氏であるため、古参を称しているのか、大胡以来の古参足軽・卒分の太田氏が、昇格して下級士分に取り立てられたものなのかは、定かではない。現存する与板藩主牧野氏の足軽分限・古参足軽家譜の中には、太田姓の卒分が存在しない。

### 鳥居（鳥井）氏
改易された外様大名の家臣を先祖に持ち、越後国の浪人となったが与板藩に再仕官。寛延期ごろに長岡藩の前藩主（大殿様）と特別な縁故を持つ。寛政期に断絶の危機となるも、家老加藤氏の弟を末期養子として、その精勤により1代限りではあるが家老次席に抜擢され、用人格連綿の家系となる。北佐久郡長の鳥居義処は、小諸藩の加判職や、少参事以上の役職に就任していたことは、あり得ず、また鳥居氏庶流の出自であり、家老鳥居氏とは同姓一門ではあるが別家系である。
その先祖は藩主の養子入り随従して、足利藩本荘氏家臣から与板藩牧野氏家臣に転籍した有能な家臣であったので抜擢家老となったと、鳥居家由緒を解説している刊本がある。しかし、この刊本が出典・根拠としている一次史料には、こうした記述が存在せず、小諸家臣小川氏と同じく江戸時代初期に外様大名が家中内訌で改易となり浪人。与板藩に再仕官が、かなったことが書かれている。鳥居氏は鳥井氏と書かれている古文書があるので、改易・取り潰しされて、名跡再興がなかった浅井氏と取り違えられた可能性もある。この浅井氏は、藩主養子入りに伴い足利藩本荘氏家臣から与板藩牧野氏家臣に転籍していた。
鳥居氏は与板在封期には50石・給人・馬上の格式であったが元禄9年用人・加判に抜擢され重臣の列となった。小諸入封後に分家の分出を行い150石から120石に減石となった。享保期の当主であった鳥居勘兵衛義信は、寛延4年7月2日、長岡藩から特別な用向きがあり、江戸藩邸に召し出された。公にできない仰せがあり、長岡藩に転籍を打診されたが、固辞した。小諸で20石加増となる（持高計140石）。用人・加判に非常置の役職である勝手方総元〆を兼帯することになり、実質的に小諸藩の財政・民政の実権を握った。長岡藩は、さらなる加増・昇進を求めたが、鳥居勘兵衛義信は、またも固辞して、宝暦12年家督を譲った。ところが次の当主は若輩で跡取りがないまま死亡した。鳥居勘兵衛義信の未亡人の強い意向で、鳥居氏の分家から末期養子を招かず、寛政初期の家老加藤成昭・弟が、その名跡を格式降格・減石の上、受けることになり、鳥居勘兵衛義智（持高80石）となった。しかし段々と立身して、享和期から文化年間の初期まで足高により家老職となった。1代限りではあるが、役職上、家臣中次席の格式に栄進。1代で旧鳥居惣領家の格式を回復してその後は、用人格の格式を連綿した。小諸惣士草高割成立時の持高は147石。9代藩主による改革後の持高130石。幕末・維新期には、当主の鳥居平左衛門は、小諸騒動で謹慎の処罰を受けているが、入牢はしていない。加藤・牧野求馬派の失脚時に役職を奪われ（あるいは辞任して）、無役・士分上禄となった。この人事の事情には諸説がある。惣領家部屋住みの鳥居左平次義行は、小諸藩校明倫堂の漢文教師となった。
家老加藤氏の弟が、鳥居惣領家の名跡を受ける2代前に、鳥居氏から分家として分出されていた家系の末裔である鳥居半蔵義処（正確には旧字体で該当する常用漢字がない。読みはヨシズミ）は、父の代には中小姓格・馬廻り役に過ぎなかったが、小諸騒動の影響で重臣や門閥が謹慎や遠慮となり、身動きがとれなくなったときに、班を進めて為政堂副幹事・権少参事（旧制度の奏者・取次相当）に抜擢され士分下禄（9代藩主による改革後の持高20石・中小姓格）に列した。廃藩までに軍務幹事となり、廃藩後、鳥居半蔵義処は、御牧ヶ原（みまきがはら）に一時、帰農して開墾事業などに尽力し、関五太夫家（小諸本町の庄屋）の資金援助を受けて北佐久郡内の土地払下げなどを受けたが、長野県に出仕して北佐久郡長となった（郡長在職は明治12年から14年）。その一方で関五太夫家は、信越本線をライバルに回して、競合区間で馬車事業をおこなったほか、数種の事業に失敗して父祖以来の家産を、明治中期までに失った。
「実録・小諸藩の明治維新」櫟出版は、史実をフィクション化した刊本である。この著述の中に、維新期の小諸藩に軍務局という機関が設置され、軍務局長というポストが存在するが、史実では軍務局長というポストは存在したことはない。軍務幹事というポストは存在するが少参事の下位で、少参事の統率を受ける。ましてや、鳥居義処が軍務局長などというポストに就任していたことは、史料学上あり得ない。
「軽井沢という聖地」桐山秀樹・吉村裕美著（2012年4月）NTT出版によると、「軽井沢の風景を作った日本人」の章で、「1875年（明治5年）旧小諸藩家老の鳥居義処が、約100ヘクタールの国有地の払い下げを受け、1881年（明治14年）にも、民有地約212ヘクタールを買収し、カラマツを植えて、開拓を行っている（中略）。この鳥居から、事業を引き継いで、1883年（明治16年）に100ヘクタールの官有地と、民有地を約17万円で購入。毎年、30万本ずつのカラマツの植林を続け、計700万本を植えたのが、山梨県出身の実業家、雨宮敬次郎であった」との著述がある。
同書によると鳥居義処は、旧小諸藩の家老であり、東京大学史料編纂所蔵の小諸藩一次史料である小諸藩留書などによると、彼は家老や重臣に就任したという形跡や痕跡はまったくない。このように旧藩時代の役職・格式について、一次史料と、「軽井沢という聖地」桐山秀樹・吉村裕美がなした著述との間には、驚くべき乖離が存在する。なお「軽井沢という聖地」桐山秀樹・吉村裕美著には、鳥居義処が小諸藩の家老であったとする根拠と出典に関する記述はない。
鳥居義処が、小諸藩の加判職や、少参事以上の役職に就任していたことが、あり得えないことは、下記掲載の各種文献から、明らかである。

### 本間氏
江戸時代後期の本間惣領家は、実質的に、信濃上田藩永代家老・藤井氏の有能な庶子によって継承され格式を上げた。1代限りではあるが家老次席に抜擢された。幕末近くの当主が引き籠りで、持高減石の懲戒処分を受けたが用人格連綿で存続。別家召し出し新恩給付の与板藩以来の本間氏別家は、城中での戦慄な行為の片棒を担いだため失脚して下級士分に降格。
15から16世紀ごろは、京都にあった室町幕府の陪臣であった。応仁の乱のころとみられる武勇が伝わる。大坂の夏の陣に、大胡藩主牧野氏の旗下で出陣したか、これを支援したと想像できる史料が残るも、その家臣ではなく与力衆か、牧野家に奉仕する地侍に近い存在であった。その後、1634年の与板分地ごろ兄弟で、正式に仕官となった。幕末・維新期の小諸騒動では、家老加藤六郎兵衛成美が母の実家となるためか、加藤・牧野求馬派であった。参政（加判）に就任しているが中間色が強く、特別な処罰は、受けなかった。

### 佐々木氏
'数代前の先祖は創業期の家臣であったという浪人者を仕官させて、突然異例の厚遇。その上、長男は太田氏別家を相続、庶子が小諸家臣佐々木氏2代目を相続するなど謎が多い。幕末に家老・牧野隼人進成聖の弟や、家老・真木要人則道の弟が、佐々木氏に養子入りをして家名を存続。牧野主鈴成裕3男の佐々木守人道貞は、常在戦場を第一の家訓に掲げる小諸藩において、その役職・職責を省みず、火災発生時に持ち場を離れて所在不明という失態を演じた後に、若くして死亡。幕末に2代続けて、婿取りによらない養子相続が行われているため、幕末・維新期の佐々木氏は、戦慄な非行・不行跡の内容を具体的に書いた一次史料に、牧野求馬と共に、名を刻んだ、佐々木司の名跡上、直系子孫であったとしても、血縁上は、その子孫となるとは、限らない。維新前から廃藩までは、真木権左衛門則義の庶子が当主の家となっていたが、小諸騒動渦中に、実兄（則道）を斬首に追い込んだ加藤・牧野求馬派からの懐柔を受け、藩主の命令により、やむなく参政（加判）に就任して、辛酸を嘗める。

### 河合氏
家老在職のまま勇退となった当主は、1代限りであったが、河合氏は、家老連綿・家老の格式を持つ家柄であった履歴がある。この点、家老の格式を持たないで家老職となり、家老の格式を持つことなく致仕（引退）となった村井氏などとは、異なるので注意を要する。
主要家臣の持高を参照のこと。この家系は、宇右衛門を通称名として、使用することが多い。

### 村井氏
小諸入封時の村井藤左衛門政成は、「家禄80石で給人の役職」にあった。小諸入封前後の重臣名簿（小諸藩一次史料）には、村井姓は一切、見られない。その後、代々が抜擢人事を受け立身。門閥の排斥を跳ね返して、融和しながら出世を遂げていった。幕末近くの天保期に、用人格の格式で家老職の末席に就任したが、家老の格式を持つ家柄となることはなかった。
その家祖は、与板在封期に浪人者から仕官して給人・馬上・家禄80石の家柄となった。その後、用いられて与板藩で寺社奉行・江戸留守居の添役職に就任。20石加増で計100石となったが、20石の加恩は1代限りもので80石給人を連綿していた。与板仕官以前については、伝説があるようではあるが、史料学的に耐えうる先祖や、先祖の兄弟の特定はできない。
下記に掲載された参考文献・出典を根拠とすれば、小諸家臣である村井政成が家老・用人・加判・番頭などの要職に小諸入封時、就任していたことは、絶対にあり得ない。小諸入封8年後の宝永7年からと、宝暦8年からの2代にわたって抜擢により用人・加判職を勤めた。用人職就任2代目が隠居するとき、家を分け持高を減石せず（分家を分出せず）3代続いて安永4年、村井平兵衛盛英が就任確実となったが、用人衆を中心に家臣団の中から排斥・反対運動が湧き上がり就任が一時、延期される事態となった。村井氏が3代連綿して用人職に就任しても、用人格の家柄・重臣の列としないことを条件に、用人職に就任させたことを、うかがわせる一次史料が現存。村井氏登用反対派の首領は、加藤・本間・牧野（勝兵衛）であった。幕末・維新期におきた小諸騒動の時期を除き、重臣登用にあたって、あからさまに強い排斥が出るのは、非常に珍しいことである。享保年間から明和年間にかけて、用人格以上の格式・家柄を持つ家臣が、増加してきたため、用人格の家柄でも用人職の役職に、なかなか就任できない状態となってきたため歯止めをかける必要があった。小諸入封時に、家禄100石未満（80石）の格式しかなかった中堅士分の出自たる村井氏は、重臣・門閥が既得権益を守るために、排斥されたともいえる。また概ねこの頃、村井氏分家に罪があり、改易・取り潰しとなっていたことも見逃せない。微禄の村井氏分家は、長く続いた家系ではなかった。小諸藩の一次史料には、村井氏分家の記録があるが、取り潰し等の年月が、必ずしも記述されていない一方で、史料の補綴りされている順番で、ある程度の年月は特定できるのである。
村井盛英は、持高120石・用人格・用人・加判を勤め、1代限りは本間氏より格上の格式であった。ここでいう持高には、給人地分が含まれていないため、村井盛英のときには、小諸入封直後（80石・給人）の2倍以上の実収入を得るまでに班を進めていた。文化4年6月に不調法があり失脚。引責隠居となったが病身・老化による不調法であったとみられ、軽微なものであった。懲戒処分による隠居・減石であったとする史料がないため、自発的な引責隠居であったとみられる。
村井盛英は、惣領の盛住に家督を相続させたが、先約があったためか、不調法があり遠慮したためか、用人格の格式を連綿する家柄とはならなかった。村井盛住は相続時、持高100石（家格・番頭格）であった。御刀番・大目付・番頭職・用人職と段々と立身。一時的に先代の持高の内、20石が減石となったが数年後に回復しただけでなく、加増となった。この20石減石は、分家の分出や懲戒処分によるものではなく1代限りの加恩が消滅したものである。村井氏は用人・加判職に4代連綿して就任したことが、高く評価されて、小諸惣士草高割成立時までに鳥居氏、倉地氏より、連綿する家の格式・序列が上位になった。この間、本間氏が大きく班を進めたことで、文化年間頃は、連綿する家の格式及び、役職上の格式の双方において、村井氏は本間氏より格下となった。その後、天保8年本間氏の失脚と、天保15年木俣氏の失脚があり、村井氏は、連綿する家の格式・序列を格上げされたわけではないのに、相対的な序列をあげ、天保15年末を基準とすると、この順位が家臣中第6位となった。
天保3年、村井平兵衛盛堯は用人格で抜擢家老に就任して、役職上の序列を一時的に第3席とした。退役時、連綿する家の格式は、据え置きとなった（用人格）。家老職を1代勤めても、家の格式は上がらなかった。
村井平兵衛盛堯から家督を相続した村井藤左衛門盛徳は、幕末・維新期ごろ、数代前までは不仲であったとみられる加藤氏の一味となっていた。村井盛徳は、10代藩主を家督相続前に廃立しようと企てた疑いを持たれて、10代藩主治世になってから一時失脚。長岡藩の調停で復権。加藤氏と立場が近かったが小諸家臣4名の斬首には直接、関与していなかった。村井盛徳は、小諸家臣斬首執行の前及び後も、重臣の列にあった。
小諸騒動糾明のため加藤六郎兵衛・牧野求馬が東京に呼び出されて、審問されるようになると、村井盛徳は、僅かな期間ではあるが実質的に小諸の国許を預かる責任者となった。ただし、村井盛徳が首席家老相当する役職に就任したわけではない。国立公文書館の資料（史料）には、注意して解釈しないと、誤認しやすいものがある。この当時、藩財政は累積黒字であったと見られるが、加藤六郎兵衛・牧野求馬の上京と審問対策による経費増の対策として、徴税強化を行い、騒動と徴税強化を批判した町人・僧侶等を弾圧。町人弾圧を命じた書状が現存。加藤・牧野求馬派の失脚時（明治2年9月）、村井盛徳は、入牢・謹慎などの処罰を受けていないが、役職上は旧制度でいう足軽頭相当の格式に、大きく格下げとなったが会計幹事（勘定奉行相当）の就任が認められた。
村井盛徳は、格下げ後まもなく自発的に隠居したが、用人格連綿の家柄は、取りあげとならなかった。村井盛徳は、小諸家臣4名の斬首執行前から重臣であったが、実は小諸家臣斬首執行後（明治元年11月）に、用人格の格式で家老職に相当する昇進をしていた。
盛徳から家督を相続した村井喜蔵成遂は足軽鉄砲隊長を経て小諸練兵隊教授となり士分上禄に列した。維新時、村井姓の士分は1家。
村井氏は、小諸藩一次史料並びに、下記に掲載された参考文献・出典を根拠とすれば、小諸入封時の家臣、村井藤左衛門政成から、幕末・維新期の当主まで家老職を連綿したり、家老の家柄を連綿していたことは、あり得ない。

## 幕末・維新の混乱期における抜擢人事
小諸騒動渦中と、その解決後、多くの重臣や門閥が謹慎や遠慮のため、動きがとれなくなり、かわって下級士分（徒士格・中小姓格・馬廻り格）から抜擢され活躍した諸士が出た。
下級士分の格式から、権少参事・参政以上に、大きく抜擢された者には、角田義勝・西岡信義・中村信一・牧野正發（蔀家）・鳥居義処（鳥居氏分家）・中山貞教・佐野常直の7人があった。
権大参事となった角田・西岡は河井継之助から高い評価を受けていた。両名は中堅士分・士分中禄の別家（あるいは分家）であるため家の格式は下級士分であった。
参政となった牧野多門正發は、首席家老牧野隼人進成聖の実弟である。牧野多門正發は牧野勝兵衛家の分家・蔀家に、名跡再興で養子入りしたものである。連綿する家柄・格式は先代の養父が、小諸城の城門で酒の上の不行跡（器物損壊・不敬及び、警護規則違反）があり、一時的に改易・取り潰しとなり、大きく格式を下げていた。牧野多門正發は、維新前には家の格式は下級士分である一方で、役職面では江戸詰め側用人に抜擢されたが、加藤・牧野求馬派が牛耳る小諸藩政によって実兄が、役職取りあげ・謹慎となったことに伴って縁坐で謹慎となった。ところが謹慎を解かれると、加藤・牧野求馬派によって、参政（用人・加判）に、馬廻り格の家柄から大きく抜擢された。この人事には裏事情があった。牧野多門正發本人の認識は不詳であるが、加藤六郎兵衛成美が、自派の一員と考えて登用したのは確実である。この事情を伝える一次史料が現存。牧野多門正發は、加藤・牧野求馬派が失脚時、処罰を受けることなく元席に戻り、まもなく藩主家の側近である家令に転じた。加藤・牧野求馬派が失脚時、彼らによって謹慎に追い込まれていた実兄の牧野隼人進成聖が復権したことが、大きかったものとみられる。
中村氏の家祖は滅亡した南総里見氏家臣の末裔を称する安房国の郷士の庶子であった。江戸に出て小諸藩江戸藩邸に新規採用（あるいは仮採用）された（出典、安房国平郡佐久間中村家文書　慶応義塾大学古文書室蔵など）。初代は享保9年に死亡して、惣領は安房国中村に帰国。中村とは平郡（南房総市・旧平郡村付近）である。しかしあらためて2代目が16石3人扶持ちを持って採用された。3代目が寛政9年、側用人に抜擢されたが、この家系は給人格の家柄・格式を上げる機会を、懲戒処分により度々逃し、新参でもあり下級士分の列を連綿していた。中村氏には、立ち入り禁止区域に誤って侵入した失態があったほか、6代目と推察される当主に、江戸城和田倉門で勤仕中の公儀御用での失態を責められた懲戒履歴がある（詳細は真木氏を参照のこと）。6代目と推察される中村兎毛信近に養子入りした中村三三信一は、はじめ監察掛に過ぎなかったが、その仕事ぶりが評価され、権少参事に抜擢となった（9代藩主による改革後の持高23石・中小姓格）。
佐野三郎常直は、加藤・牧野求馬派が牛耳る小諸藩政において公用人に抜擢された。佐野氏は微禄の下級士分の列を連綿していた家系であり、父は中小姓を勤めていたに過ぎなかった。加藤・牧野求馬派失脚時、元席に戻ったが、翌明治3年公用人試補となり、権少参事に転じた。佐野常直は、10代藩主の治世に連綿する家柄・格式を持高25石・馬廻り格に班を進めた。佐野常直は、加藤・牧野求馬派によって下級士分から登用されたが、これを潔しとせずに、彼らの横暴を新政府に密告すべく、押兼氏等と尽力した。同じく佐野氏別家は、持高23石・中小姓格となった。
角田義勝・西岡信義・中村信一・牧野正發（蔀家）・鳥居義処（鳥居氏分家）・佐野常直6人は、いずれも士分下禄に列した。鳥居氏分家と、中山氏については、鳥居氏・中山氏の解説を参照のこと。両氏の連綿する家の格式は、下級士分であったが、給人以上の役職に、維新時の当主を含めて3代就任しているため、士分中禄に該当したが、明治3年後半ごろ、中山氏は連綿する家の格式そのものを給人格とされた。木村六左衛門秀俊も、同じく下級士分からの抜擢であったが、小諸騒動勃発前に抜擢され、版籍奉還後まで勤めあげたので、加藤・牧野求馬派の動静によって抜擢されたり、失脚したわけではない。
小諸騒動解決後に、木村六左衛門の後任となったとみられる大橋渡理（持高20石・士分下禄）も、下級士分からの登用といえる。大橋渡理は、大橋氏（持高30石・士分下禄）の庶子から別家召し出し・新恩給付で採用初代の大橋氏別家といえるが、小諸藩校明倫堂での成績が抜群であった。大橋氏別家の分家が大野木氏であるが、卒分から士族に繰り上げ編入の対象となる要件を満たさなかったためか、士族として残らなかった。
長沼半之亟は、明治初期（廃藩直前ごろ）に抜擢されたとみられるが、矛盾する史料・文献が存在している。廃藩後に、警視庁会計課長として出仕していることは、確認できる（小諸藩では村井藤左衛門盛徳が、明治2年末ごろ会計幹事を退役。その後任に就任したものとみられる）。

## 元禄から幕府滅亡・大政奉還までに、失脚した加判職就任履歴のある家系

### 概要
元禄年間から、江戸幕府滅亡までの期間に、加判職に1度以上就任し（抜擢人事を含む）、かつ1代を越えて実質家禄100石を、確実に越えた履歴を持つ家臣でありながら、大きく失脚、または改易・取り潰しとなった家を掲げる。ただし、一度失脚した有力家臣の家系であっても、江戸幕府滅亡までに、失脚直前に持っていた連綿する家の格式相当の役職以上に、1度以上就任した履歴がある家系は、再浮上したと考えて、記述の対象外とした。
「元禄から、幕府滅亡・大政奉還までの期間に、失脚した加判職就任履歴のある家系」の定義に該当しても、この項目に記述がない稲垣源太左衛門家（藩主の勘気・内存）は、四天王家の稲垣氏の解説を、佐々木氏（職務怠慢ほか）・河合氏（公私にわたる怠慢・怠惰）は、有力な新興家臣の解説を、牧野氏（求馬家）（弱者を被害者とする戦慄な非行・不行跡ほか）は、藩主一門の家臣の解説を、おのおの参照のこと。
小川氏・野口氏の2家は、元禄年間より前に、改易・取り潰し、または失脚したもので、有力家臣であっても定義外になる。与板在封期の有力家臣であった甲谷氏と平井氏は、小諸に随従した形跡がなく仔細不明である。平井姓の屋敷持ち足軽たる小諸家臣は存在しているが、その本末関係・続柄は不詳。また与板在封期の有力家臣である小川氏・甲谷氏・平井氏は、番頭クラス以上の家臣であったことは、ほぼ疑いないが加判職に就任していたか否かは不詳である。
牧野氏（求馬家）は、上記に定義した「失脚」に含まれてしまうが、江戸幕府滅亡後、小諸騒動渦中に役職上、大きく班を進めている。牧野氏（求馬家）は、騒動を背景とした抜擢から、10か月後に、失脚・入牢となり目まぐるしい。
ここでは、惣領家を基準として記述しているので、惣領家が失脚している一方で、分家・別家が班を進めたり、異動が大きくない場合であっても、同姓一門として整理の都合上、一括して解説している。

### 古畑氏
家内騒動・縁組などにより格式のアップダウンを繰り返すも、6代目当主がおこした破廉恥事件で重臣の家柄から外れる
与板入封直後は大目付・中間組支配。その後、番頭に栄転（家禄120石）。家禄100石で家督相続が認められて連綿したが、元禄7年鉄砲足軽組頭となり、元禄14年江戸留守居役となる。小諸入封後の享保8年、用人・加判に抜擢された。しかし天明年間、家内騒動となり、出奔者を出して、藩内・家中を騒がせて失脚。家内不取締により減石・格式降格となる（持高130石から110石に減）。出奔者が次男であっても跡取りとなる男子であったと推察され、女子出奔事件よりはるかに責任が重かったようである。その後、藩主康満の女子が、他家に嫁ぎ離婚して出戻るということがあった。その出戻った女子（柏枝）と同居して、内縁の夫となった古畑氏5代目当主（古畑政右衛門直興・得法院）が出て有力となった。時に番頭職であったが、用人格連綿の家柄となり小諸惣士草高割成立時までに持高147石となった。用人・加判職となる前に、用人格の家柄となったとみられる。藩主康満の女子（柏枝）とは、寛政3年から寛政7年までの4年間で破綻した。一方の柏枝は、離別後しばらく小諸城中で暮らしたが、家臣取扱いとなり出家した。他方の古畑氏は享和元年、過去にした多額の借財が祟り破産状態となったと推察される一次史料が現存。この一件で謹慎となるが格式降格は免れた。6代目古畑忠兵衛直興が天保15年6月21日家督を相続。後に政右衛門と改称。5代目と6代目は、同時ではないが同姓同名を名乗ったこともあった。5代目は得法院と書かれていることがある。9代藩主による改革後から、6代目古畑氏が懲戒処分を受け格下げになるまでの期間の持高は130石（用人格）。
6代目古畑氏は、弘化2年押合兼奏者、同4年番頭職となった。嘉永4年3月6日、当主の不行跡・非行により捕縛（ほぼ現行犯で身柄を拘束）される。同年4月16日、役職罷免・閉門・謹慎・持高減石・格式降格を命じられる。この事件（迷惑行為など）を詳述した多数の一次史料が現存。小諸家臣山村氏の母が古畑氏の行為を目撃して、騒いだのが捕縛につながった。武士として恥を知らない軽率かつ非常識で愚かな行動をしたので、一次史料の中には、自刃を期待（あるいは促す）とも解釈可能な文言もあるほどであった。嘉永5年1月13日に出仕が許されて給人席兼小姓の役職に就任。小諸騒動では、7代目古畑志津満直養が加藤・牧野求馬派に属して謹慎・閉門となるも、小諸家臣4名斬首に直接、赴かなかったためか入牢とはならなかった。明治3年6月19日赦免。維新期には士分上禄に列した。

### 阿知波氏
藩主康重のお気に入りの小姓を家祖とする
小諸藩重臣（用人・加判）の阿知波氏は、藩主康重が、小姓を養子として、家臣取扱いとしたのがおこりである。その阿知波氏は、小諸藩主一門の家臣とされながら、わずか2代で消滅している。改易・取り潰しの表向きの理由は、跡継ぎがなかったためである。この家系の名跡再興はなかった。まずここまでは史料学的に疑いの余地がない。
中津藩（藩主奥平松平氏）家老の庶子（あるいは縁者）を藩主康重が養子として迎えて、家臣取扱いにしたと推察される記事があるほか、藩主康重の男色説・男色趣味説もある。阿知波氏は、陪臣であっても、先祖が長篠の合戦の軍功により、徳川将軍家謁見資格を持つ直参扱いで奥平姓を与えられていた。

### 山中氏
幕府から下された「内書」を持ったまま、家族を残して出奔
佐々木氏と同じく、古包家臣を先祖に持つ者を小諸入封後に新規採用。長岡藩創業期の家臣に山中姓は存在するが、関係は不明。元禄16年、新知20人扶（実質100石）で召し出される。宝永7年用人・加判に村井氏と共に抜擢される。その後、微禄の分家を分出して80石・給人格を連綿する家柄となる。寛政8年2月2日、江戸留守居の添役職（100石）となっていたが、幕府の御用番から預かった秘密文書を持ったまま行方不明となった。出奔（家出・失踪）と認定されて、改易・取り潰しとなった。この家系の名跡再興はなかった。
微禄の分家は、山中弥三郎（3人扶持）を家祖とする。分家して1〜2代とみられるとき、近親者の本家が出奔。縁坐で処罰を受けたが、段々と立身。小諸惣士草高割成立までに持高49石・馬廻り格となった。幕末・維新期、山中敬三成功（9代藩主による改革後の持高23石・中小姓格）が士分下禄に列した。

### 押兼氏
大借金を踏み倒して、家族を残して出奔のため改易・取り潰し。
与板から随従した家臣で家老に次ぐ用人・加判にまで累進した(持高120石)。庶系の押兼団右衛門長常は、馬術の達人であり、別家召し出しを受け押兼流馬術を成立させ50石・給人職まで、班を進めた。惣領家の押兼伝太夫は、宝暦9年（1759年）、大借金を踏み倒して、家族を残して出奔したため改易・取潰しとなった。この家系の名跡再興はなかった。
庶系の押兼氏（押兼団右衛門家）は馬術指南役などを勤める家系となった。押兼姓は東信地方に存在する苗字であるが、上田市蒼久保、上田市長瀬(旧丸子町)、東御市などで帰農していた有力郷士・大百姓の押兼（押鐘）一族を小諸藩主牧野氏が、信濃小諸藩に加増・移封された機会に、その高名を聞き召し抱えたということは、与板藩・小諸藩の分限帳をはじめとする各種文書からあり得ない。
また庶系の押兼氏（押兼団右衛門家）は当主による喧嘩・暴力行為事件があり失脚。名跡再興により持高20石で家督が認められて存続した（厳密には押兼氏の当主が結婚披露宴で酒を飲み、他の出席者と大喧嘩となり、暴力行為に発展。結果的に結婚行事を妨害し、ハレの宴席を滅茶苦茶にしたことは、疑いがないが、それを直接の原因として、改易・取り潰しとなり、後に持高減石・格式降格の上、名跡再興になったか否かは不詳。喧嘩・暴力事件による失脚と、改易・取り潰しになった理由は、別の可能性も排除できない）。
小諸惣士草割高成立時までに4石加増されて、持高24石となり、徒士格などの下級士分を連綿していたが、8代藩主の治世の頃に馬廻り格となり、9代藩主の治世に班を進めて持高50石、給人格・給人席となった。持高を減石する改革の中で、逆行高しており、率にすれば実質大加増である。押兼銀右衛門義方は、さらに加恩6石を受けた（持高56石）。
小諸騒動では、反加藤・牧野求馬派に与して、押鐘文三郎は、加藤六郎兵衛成美・牧野求馬成賢等の暴挙を明治新政府に密告を企てた同志を支援したが急死した（毒殺説あり）。維新期には角田氏から、養子入りした押兼厚生正心が、持高50石で家督を認められて、士分下禄に列した。そして加藤・牧野求馬派失脚後に若輩ながら寺社事務の取りまとめ役に抜擢された。幕末・維新期に押兼氏（押兼団右衛門家）は、給人格連綿の家柄・格式に昇格していたが、名跡再興後に、給人席以上の役職に2代であったためか、士分中禄を認められなかった。

### 木俣氏
小諸馬場町（現在の小諸市古城二丁目の一部）大火の火元、過失を繰り返したならず当主の非行で没落。分家は藩主服喪時に舞を踊る不敬で懲戒。木俣氏先祖と、その一族は、牛久保在城期の牧野家と、敵対。史料学並びに客観的事実としては牛久保城以来、牧野家と共に、なかったことが確実な大胡以来の家。

#### 牧野氏と共に、牛久保城から、小諸藩に至った家でないことが確実な木俣氏の概要と不祥事
小諸藩における大胡在封期以来の家臣である木俣氏は、さまざまな不祥事をおこして、藩内を騒がせたとは言え、門閥の一翼を担ったことは、疑いない。特に小諸の木俣重郎右衛門・多門家系は、改易・取り潰しとなるような大事件・大失態は、なかった一方で、数々の失態・不手際があり、「恥」をかきメンツが潰れていたことが、江戸時代に成立したとみられる各種史料に散見される。
このため先祖の獲得した家柄・格式に見合うような働きや、役職就任ができなかった時期が、時々、見受けられ、一門一家の勢力が停滞した一族であるといえる。
当家は、橘姓であり、平安時代後期に下級貴族から頭角を現した橘遠保の末裔を称する伝説を持っていたものと、見られるほか、伊勢国朝明郡から16世紀後半、徳川家康（松平元康）の膝元である三河国額田郡に来住したともいう。
木俣守時・守勝親子は、青年期の家康（元康）が、遅くとも三河国額田郡岡崎城（愛知県岡崎市）に在城していたときから、仕えた家臣（三河武士）である家と認められる。その一方で、伊勢国出身者から家康の時代に、その家臣（三河武士）に加えられた家であるため、その歴史・期間が浅く、木俣守勝と、その一族及び、後述の井伊氏（遠江国出身）は、狭義の三河譜代には、含まれない。
史料学的には、江戸幕府が大名や、旗本の家柄や、家系を指して、三河譜代という言葉遣いは、していなかった（徳川幕府の内規集である柳営秘鑑、徳川実紀、同書翻訳本）。

#### 木俣氏が牛久保城以来の家であることを間接的に否定する一次史料や文献が多数存在
平成26年（2014年）、小諸家臣木俣氏の子孫の1人は、その先祖は、三河譜代近江国彦根藩筆頭家老・木俣守勝家から分かれ、三河国牛久保城から牧野家と共に、あった家であるいう主張を含む文章を刻んだ大きな石碑を、小諸市乙に建立した。
小諸家臣木俣氏が、木俣守勝家と、同姓一門や連枝である可能性までは否定しないが、「木俣守勝家から分かれ、かつ牛久保城以来の家柄」ということを、証明できる一次史料が存在しないだけでなく、これを間接的に否定する各種文献が存在するため、問題となる。
永禄8年（1565年）、徳川家臣の酒井氏によってもたらされた降伏勧告を受け、永禄9年（1566年）5月、牛久保城が徳川家康に対して正式開城（降伏）するまでは、同城は駿府城の今川氏に属していた。木俣守時、守勝親子は、牧野氏を中心とする牛久保年寄衆を攻めた徳川に属していたため、両者は敵対関係にあったことは、疑う余地がない事実である。木俣守勝は元亀元年（1570年）に元服しているため、代表的な牛久保城における牧野対徳川戦があった永禄3年（1560年）4月や、永禄6年（1563年）3月のときは、まだ守勝は幼少であり、父の守時が、木俣氏の当主であったと考えられる。

#### 木俣氏を牛久保城以来の家として処遇したとする記録が小諸藩文書に皆無
小諸家臣木俣氏の先祖は、辛くも三河武士の定義に該当する一方で、牛久保城古図には、木俣氏屋敷の記載がない。それでだけではなく、先祖が三河国牛久保以来、藩主牧野氏の先祖と共に、あったほかの多くの小諸家臣の家に見られるような「牛久保（城）以来の家柄という事実」を説明できる痕跡が、各種文献（下記掲載の出典・参考文献）に、（木俣氏に関しては）、まったくと言ってよいほど存在しない。
木俣氏が、牛久保以来の牧野氏と共になかったことは、概観としては、これだけの説明で、ほぼ決定的なはずである。これに対して、小諸市乙の碑文は、その根拠については、何も明らかにしていない。詳細は、「木俣氏の出自と、平成26年、小諸市乙に建立された木俣家石碑（碑文）」を参照のこと。
木俣氏が、三河国牛久保城以来の家であることは、あり得なかったとしても、家康の三河国岡崎城以来の系譜を持っていたとみられ、元和年間の藩主牧野氏の家臣団名簿である「大胡ヨリ長峰御引越御人数帳」に木俣渋右衛門の名が見える。大胡在封期(1616年以前)以来、藩主牧野氏に仕えていた準古参である。長岡入封後に当家の庶子が相次ぎ支藩などに別家召し出し・新恩給付となった。また大胡城家臣に木俣惣右衛門とある。
長岡家臣木俣氏は、長岡藩の各種分限帳に、ほぼ100石取りで記載がみられる。馬上を許された大組所属であったが、着座家以上でもなければ、高禄を支給されていたとする形跡は、まったくない。その一方で、庶子たちが別家召し出しを受け、牧野家中（かちゅう）に多くの同姓支族を持つ特徴がある（明治維新の時点で長岡牧野家臣1家、小諸牧野家臣4家、三根山牧野家臣1家）。また当然のことであるが、足軽・軽輩の武士にみられるような家を均分に割るような相続形態もみられない。
木俣氏の庶子たちが、別家召し出しが多く行われた時期は、元和偃武以降の平時であり、彼らに特別な武功があって召し出されたものではない。このように惣領家に大きな加増がない一方で、1代〜2代の期間に多くの庶子が不自然に召し出しを受け、しかも庶子の1家が1代で、武功によらず惣領家より格上の格式となったのは、長岡家臣では九里氏のみにみられる特異なものである。裏事情を指摘する説や、推察・想像される一次史料の記事も見て取れる。近江国にあった木俣一門の惣領家が、大きく出世したことが、影響されたのかもしれないが、想像の域を出ない。
初代木俣渋右衛門が死亡時に、残された遺児は幼く、実弟が家督相続をして木俣重右衛門あるいは重郎右衛門と称して、藩主の分家の創設に伴い与板に随従。遺児は成長して、2代目渋右衛門を襲名して長岡家臣として連綿した。
長岡家臣木俣渋右衛門（初代）の弟であった木俣重郎右衛門家は、別家召し出し1代にして与板藩の抜擢家老（230石）となった。これに対して木俣重右衛門家が惣領家の家督を相続して、兄の遺児が別家召し出し新恩給付となったと解釈できる記事も存在するが、渋右衛門の通称は、兄の遺児が襲名していったことは相違ない。
藩主に与板から随従して、小諸家臣となった木俣氏の2家系が、分家の分出を各1度ずつ行ったので、小諸には木俣姓の家臣が4家あった。
与板藩家老の野口氏失脚後に木俣氏（重郎右衛門家）の2代目が、またも家老職に就任し、この騒動で最も利益を得ているので、野口氏失脚に大きくかかわったものとみられる。しかし、2代目は家老職に就任したが病気のため在職は短く致仕（隠居）。その後、しばらく当主の幼少と病身が続き、3代連綿して家老職とはならなかった。
武家社会・幕藩体制下において、江戸時代中期ごろまでは、能力主義より、家柄や先祖の勲功を重んじた人事が行われる傾向があったことは、歴史の常識ではある。その一方で徳川御三家の水戸藩主・徳川氏に仕えた家老の家である太田氏・宇都宮氏などのように、本拠地を関東に移つしてから以降に仕官したが、江戸時代初期に、家老の家柄となった事例もある。よって木俣氏が、江戸時代初期に、与板藩・家老職に就任していたからといって、藩主・牧野氏に仕えた古参の家（牛久保以来の家）であるという証拠には、ならない。
少なくとも名目上は、牛久保以来の家柄ではなく、当主の幼少・若輩・病身が続いた木俣重（郎）右衛門家は、小諸入封前後は、重臣・要職になく、小諸入封後は、分家の分出もおこなったため、100石から120石程度の家禄が続き、家老連綿の家柄とは距離があった。
しかし宝暦年間に木俣重（郎）右衛門成庸が家老職に抜擢された。病身となったためか、在職期間が短かったが、ここに木俣氏は、家老職を3代勤めたことで、家老連綿の家柄になったとみられる（持高170石）。成庸の家督を相続した成喬は、重右衛門あるいは重郎右衛門と称し、文化2年（1805年）、槍の不始末で懲戒処分を受けたほか、病身となったためか、若くして致仕となり、出世しないまま終わった。
木俣成喬の家督を相続した成績は、与板立藩以来、4回目となる家老職に就任して、木俣渋右衛門成績と称した。木俣成積は、本藩である長岡家臣・槇氏（本姓真木氏）の庶流から養子入りした。
木俣成績は、班を進めて持高227石・役高加増分23石の計250石、家老職の在職期間も10年以上に及んだ一方で、文化11年（1814年）、馬場町（現、古城2丁目）にあった家老木俣氏の屋敷が火元で大火になった。この罪により木俣氏は押し込み（屋敷内の一室に軟禁の意味・閉門より軽い罰）の懲戒処分を受けた。ただし、文化12年7月の文字が表紙にある分限では、火災を原因として失脚したことが伺えない。このときの分限には家老・木俣渋右衛門とあり、本藩長岡家臣である木俣渋右衛門家と同じ通称を用いている。
大火を出した家老職・木俣渋右衛門成績は、文政8年（1825年）に退役・隠居して同年死亡した。以後、木俣氏家系から家老職は、2度と出ることはなかった。大火の責任のためか、持高を減石されて、家督相続が認められたが、減石後も持高170石があり家老の家柄であった。大火のために家老の家柄まで取りあげられたと断言するのは、行き過ぎである。
小諸藩では、重臣の屋敷替えは、特に珍しいことではなかったが、馬場町の木俣氏屋敷は、大火を出したあとも、屋敷替えにならずに連綿した。
次の当主・木俣多門成憲は、用人・加判まで進んだが家老職となる前に病気となり、惣領（典之進成禮）を当主名代として天保14年（1843年）12月、死亡した。

#### 天保以降の衰退を決定づけた1代で4回以上の不祥事（過失と、迷惑行為など）・木俣典之助成禮
天保15年（1844年）、木俣典之進成禮は懲戒処分を受け父の持高を減石されて130石で家督相続を許された。前年9月に病身となった当主名代の届け出に誤って惣領の名（成禮）ではなく、他の同姓者の名を記載して、藩庁に提出していたことが発覚。名代を典之進と書くべきところを、熊之進と書いて役目を勤めた過失により、家の格式・席次は、ついに村井氏の下位に置かれるようになった。この時点で家老の家柄では、完全になくなった。40石分の減石は懲戒処分のほかに改革による減石分も含まれる。
その後も木俣氏は、過失と不祥事が続き、嘉永3年（1850年）、木俣典之進は、江戸から京に出張中に紛失物を出してその責任を問われ、安政4年（1854年）、物頭となっていたが迷惑行為・不身（身持ちを崩したり、又は不品行があったこと）で罷免、そして隠居。
安政4年不祥事の具体的内容を記述した一次史料が現存しているが、本件は、木俣典之進成禮の計画性がないほぼ単独犯であったとみられる。当主自身の軽くはない罪であったので、当主名代を誤って届けたときと同じく、近親者だけでなく、分家の木俣熊之進家をはじめ、従兄弟・大伯父・大伯父の子までにも及ぶ、かなり広範囲の縁坐が適用されて、一族同姓者が懲戒処分を受けた。処分後まもなく成禮は急死した。死因について明記がないが、急死後に認められた家督相続には、なぜか持高の減石処分はなかった（持高130石）。
ここに書いたほかにも、木俣典之助成禮は、細かな規律違反や、懲戒処分を受けた履歴がある。
木俣典之助成禮の懲戒処分は、いずれも権力闘争や政争に敗れたものではなく、本人の非行・不行跡・過失が、すべてである。
馬場町に屋敷があった木俣氏（重郎右衛門・多門家系、小諸における惣領家）は、不祥事を繰り返したことで、連綿する家柄・格式は用人格とされ、役職面では木俣典之進成禮が家督を相続した天保15年（1844年）から、廃藩まで28年間あったが、この家系からは藩の家老職はおろか、用人・加判などの重臣の列からも、外ずされたままの状態が続いた。それだけではなく降格された家の格式より、さらに2階級以上低い役職にしか就任できない有様であった。
木俣氏の天保15年の失脚以降は、懲戒処分を受けても、連綿する家柄・格式の降格は、見て取れないが、藩内における連綿する家柄・格式の相対的順位を、下げていることがある。これは、他の失脚した重臣の家柄を持つ家系が、精勤などにより、その地位を回復してきた中で、木俣氏の連綿する家柄・格式の回復が、行われることがなかったからである。
維新期、重臣以外の役職が与えられていた木俣負靱成文は、重臣や藩主側近の要職を勤めていなかったことも、手伝ったためか、小諸騒動では、謹慎以上の重い処罰を受けることはなかった。木俣負靱成文は外祖父・外伯父に太田氏を持ち、分家が太田氏と厳しく対立したため、動きづらかったものとみられる。
明治3年ごろ、病身となったとみられ、若輩の木俣修が家督を相続して（あるいは当主名代となり）、士分上禄が認められた。木俣典之進成禮の度重なる過失・非行による懲戒処分後の木俣氏（重郎右衛門・多門家系）の廃藩までの役職上の最高位は、木俣負靱成文が病身となる直前の足軽部隊長であったとみられる。その一方で、連綿する家の格式である用人格は、廃藩まで維持していた。

#### 小諸における木俣氏の分家・庶子
分家・庶子関係について述べると、家老職・木俣重（郎）右衛門成庸の庶子が、小諸家臣成瀬氏に養子入りをして、班を進めて番頭職を勤めた。また化政期の家老職・木俣渋右衛門成績の庶子・音次郎は、はじめ兄、木俣多門の養子となったが、後に小諸家臣真木九馬左衛門家に養子入りした。養子入り後に養家の家族とトラブルになり、家内不取締で懲戒処分を受けたが、処分後に江戸留守居役を勤めた。
天保3年（1832年）、木俣氏（重郎右衛門・多門家系）の分家である木俣熊之進家が、小諸藩主が喪に服しているときに舞を踊るなどの不敬があり懲戒処分となった。この分家は、小諸に入封後に、木俣重郎右衛門家の名跡を分与してたてられた家である。
父の代に9代藩主康哉が行った懲戒処分で、家が没落しかけていた木俣熊之進成勲は、家督相続後に、うってかわって9代藩主に用いられ、給人格の家柄でありながら、取次・公用人などに抜擢された（後に持高を20石加増され計70石。連綿する家柄が、給人格から奏者格に格式昇格となった）。9代藩主の死後に、家老加藤六郎兵衛成美の腹心として、重きをなして台頭した。小諸騒動では、加藤六郎兵衛成美・牧野求馬成賢の一味となり、斬首執行の正使を勤めた後に参政（用人・加判）に抜擢されたとみられ、加藤・牧野求馬派失脚時、収監された。同罪者と同じく約1年後に牢獄から出所して、謹慎100日となったが謹慎中に急死した。死因について明記がないため諸説がある。家督相続は、若輩の木俣兌道に認められて士分中禄となった。
また木俣別家（旧片山姓）の木俣本蔵家（9代藩主による改革後の持高50石・給人格）は、牧野隼人進成聖の妹婿となり引き立てられ、給人・大目付などを歴任した。これより前、文化15年（1818年）ごろ、小諸藩士木俣本蔵等は、藩庁の許可の下、お伊勢参りを敢行。このときの旅行記が現存（東北大学蔵）。
維新期に、木俣姓の小諸家臣は4家（木俣負靱成文、同逸馬成昌、同本蔵正忠、同東馬正邦）があった。藩主牧野氏が与板に分家・立藩にあたり、別家召し出しとなった木俣氏の家祖は兄弟であるが、木俣重（郎）右衛門家系となるのは木俣成文（小諸惣領家）、同成昌の家系である。一時片山姓を称した木俣氏家系となるのは木俣正忠（士分中禄）と、木俣東馬正邦（士分下禄・持高28石・馬廻り格）である。

#### 木俣氏の出自と、平成26年、小諸市乙に建立された木俣家石碑（碑文）
小諸家臣木俣氏は、牧野家中（まきのかちゅう）・小諸藩牧野氏の家臣団の中では、上野国大胡以来の家柄であり、牧野家（藩主牧野氏）の先祖と共に、三河国牛久保城から、連綿と続いた家であるとは、言い難い。
平成26年（2014年）小諸家臣木俣氏墓地（小諸市乙）改修にあたって、その子孫の1人は、大きな石碑を新たに建立した（建立者の個人名は、碑に記載されている）。その石碑に刻まれた文字は、私有地であっても公衆の目に広く触れる状態にあるため、事実上、誰でも、碑文を査読ができる。
その碑文には、「木俣家は、三河譜代近江国彦根藩筆頭家老木俣守勝家から分かれ、牧野家と共に、三河国牛久保城、（中略）、信濃国小諸藩に至る」との文字が刻まれているため、史料学並びに歴史事実と矛盾する恐れがあり、公共の利益のため、ここで名指しして、説明することにした。
従来から、知られた史料や各種文献に背いて、突如として、降って沸いたように、三河国牛久保城の歴史に、木俣氏が、本当に現れるのかが、平成26年木俣家碑文の登場で、論ずべき点となった。
実は、小諸家臣木俣氏の子孫による大きな石碑の建立に先立ち、偶然、次のような報道があった。「（彦根）木俣家は、初代守勝が家康の近臣から（井伊）直政の補佐役に付けられ、草創期から幕末まで代々筆頭家老として藩政の中心を担った。市は昨年11月に伝来資料571点を一括購入し、今年2月に市文化財に指定して整理、研究を進めている。（以上、京都新聞2013年6月7日付けから引用）。」この中には、木俣氏系図が含まれており、まもなく滋賀県彦根市の市指定文化財に指定された。
同じ事実について、書かれているものであるので、当然と言えば、当然であるが、東京大学史料編纂所蔵の木俣家文書ほかと、彦根木俣家伝来史料（伝来資料）は、その内容に重複部分が多いだけでなく、つじつまが合っている。
ひるがえって、平成26年小諸家臣木俣氏墓地（小諸市乙）に建立された碑文の内容は、東京大学史料編纂所蔵の木俣家文書、彦根木俣家伝来史料（伝来資料）、三河文献集成（国書刊行会）に収載の記事、及び小諸藩文書等とは、矛盾が認められる。
木俣家碑文（小諸市乙）は、彦根藩筆頭家老木俣守勝家から分かれと主張している箇所と、牛久保城から牧野家と共にあったことを意味する記事がある。問題となる所在の第1は、「小諸家臣木俣氏の先祖が牛久保城以来の家」であるという条件と、「木俣守勝家から分かれ」という2つの条件が、碑文通り、同時に矛盾することなく成立することは、あり得るかである。第2は、小諸家臣木俣氏は、牛久保以来の家であるとは、言い難いという事実である。
下記掲載の公的機関に、存在する史料・文献（文献目録のみ公的機関にあり、史料は私的所有の文献だが、内容を公表されているものを含む）によれば、小諸家臣木俣氏を牛久保城から牧野家と共にあった家であることを、積極的に肯定できるものは、存在しないと断言できる。また小諸家臣木俣氏が、牛久保（城）以来の家であることを、間接的に否定した文献・史料が多数、存在している。

#### 三河国牛久保城に起源がなく、伊勢国に落ち延びた南朝・楠木氏一族の流れを汲む木俣氏
立命館大学教授太田亮は、その著述の中で、伊勢国木俣氏は、楠木正勝の末裔であり、守勝（守時ではなく）が家康に仕えるとある。楠木正勝は、大楠公（楠木正成）のひ孫（正成の4世・3親等）にあたる。
戦国時代、伊勢国の楠氏が拠った楠城は、北朝応安2年・南朝正平24年（1369年）に諏訪十郎貞信（異に楠十郎貞信）が築城。また三重県四日市市役所が、楠城址に立てた看板によると、「楠城は、もと楠山城と称し、伊勢国司北畠顕泰が、正平24年築城、命じて諏訪十郎貞信に拠らせた（後略）。」とある。
彼は、信濃国諏訪の住人で、伊勢国の国司北畠氏の家臣となり、2代目の貞益は北畠顕家から中島4郷を与えられ、中島氏を称したとする。この諏訪十郎貞信は、楠木正成の異母弟の末裔であるとの伝説がある（出典、伊勢名勝志）。
応永19年（1412年）、楠木正顯の3男正威が、諏訪氏のあとを継ぐかたちで北畠顕泰から伊勢国楠城を与えられ、楠木氏をあらためて楠氏を称した。このかたちとは、国司北畠氏の計らいというが、平和的委譲なのか、下克上（乗っ取り）的な性格なのものかは、わからない。
一説によると、北畠顕泰が危篤になり、遺言があって、楠氏に城主交代となったという。国司北畠氏の先祖である北畠親房・北畠顕家と、楠木正成・楠木正行は、ともに南朝の忠臣として名高く、北畠氏が楠（楠木）氏の名跡を残すことに腐心していた逸話でもある。
この楠木正顯は、楠木正成の5世（4親等）に当たる人物で、父は、楠木正勝であったという（楠町誌は、楠木正顯の父である楠木正勝を初代楠城主として紹介している点は、矛盾である。楠町は、現在の三重県四日市市楠地区である）。
楠木正成の祖父を、楠木盛仲とするものと、楠木正俊するものがあり、混乱するが、楠木正成・母の父が橘盛仲である。盛仲・弟の家系も、楠木姓を名乗り、南朝没落後、現在の三重県亀山市関地区の住人となっていた可能性がある。この楠木氏に、楠城主楠氏の親戚にあたる娘が嫁した時から、木俣と改姓したのが木俣氏の起源である。
村田古伝（三重県鈴鹿郡村田家文書）を中心に、各種の伝説を取りまとめると、木俣氏は、楠城主楠氏の分家ともいうが、実は、伊勢国楠城主楠氏の親戚にあたる亀山市関地区住人の楠木氏（盛仲弟・末裔か？、あるいは楠木正威が庶子の家か？）に、楠城主楠氏が、その婚姻政策により、三重県亀山市関地区の楠木氏を一門衆に加えたということになる。

#### 木俣氏先祖は、南北朝合体・和睦後に、天皇の三種の神器を強奪した首謀者の一味
また別の角度から説明すると、嘉吉3年（1443年）9月、禁闕の変（きんけつのへん）がおこり、楠木正成の孫らしいといわれる楠木正秀（正秀は、正儀の子で、正勝とは従兄弟。正顯にとっては、正秀は父の従兄弟。正勝と正顯は親子にあたる）等の南朝生き残りが、天皇の三種の神器を強奪するという事件があった。
この事件後、南朝（あるいは、このときは既に、南北朝は合体していたので、後南朝とも呼ばれた勢力）の残党狩りが、一層、厳しくなった。そのためかは、史料学的には確実ではないが、楠木正顯長男の家系（川俣正重家系）は、落ち延びた先の地名である「川俣」を、表向きの姓として称し、山狭部に、しばらく隠れ住んだ。その当時、既に楠木正成・正行等の楠木氏嫡流が、相次ぐ合戦で討死し、一族郎党が壊滅的打撃を受けていたので、楠木正顯（伊勢国楠氏）家系は、菊水の血筋・血統を残すことに強い危機感を持っていたともいわれている。楠木正行が四条畷で討死にしたとき、遺児の正綱は、当時はまだ赤子であり、弟の正儀が家督を相続。正儀の子である正秀が、禁闕の変で討死にしたことにより、伊勢国楠氏は、残された楠木氏嫡流家系の1つという言い方もできる状況になっていた。
血統温存のため隠れ住んでいた初代川俣正重の娘（楠木正顯の孫娘）が、亀山市関地区の楠氏（盛仲弟・末裔か？、あるいは楠木正威が庶子の家か？）と、婚姻関係を結んで、その初代が改姓して、木俣と称したのである。「楠木」と「川俣」から、1字ずつ取れば、「木俣」である。この事実を批判的に捉えたとしても、楠木（楠）姓の男性に、川俣姓の女性が嫁いだことを、否定できるだけの史料・文献は、下記に掲載されている膨大な参考文献・引用文献の中には、存在しない。村田古伝を信用するならば、楠正威が庶子の家で亀山市関地区に拠点を持った楠氏が木俣氏の家祖である。
つまり、伊勢国楠城主楠氏から見て、本家（長兄）にあたる家系（すなわち楠木正勝の惣領家系＝楠城の代官・事実上の城代家老とも指摘される家）ではあるが、表向きの姓を、川俣氏としていた家の娘が、亀山市関地区に本拠を持っていた親戚の楠氏（楠正威が庶子の家＝楠から木俣に改姓した木俣氏の家祖で、楠城の事実上の一門家老のような存在。すなわち加判衆、年寄衆など）に嫁ぎ、その楠氏（関地区・木俣氏家祖）が、あらためて楠城主の楠氏（すなわち楠木正勝の庶系であると主張する家、楠木正顯の3男正威の家系ともいう家）に仕えたということである（三重県鈴鹿郡村田家文書）。
楠木正顯の2男正理（村田古伝を信じるならば、川俣正重・弟家系）は、長禄の変で討死したが、楠木正理は、楠木正顯の2男ではなく、楠木正行の嫡流5世とする説明が、熊野年代記などを根拠に、流布されている。三重県鈴鹿郡村田家文書（村田古伝）と、熊野新宮・熊野三山の歴史を伝える第一級史料といわれる熊野年代記のいずれに信憑性があるかの問題であるが、楠木正理による嫡流養子入りや、名跡継承があったとすれば、いずれも誤りとは、決めつけられない。
楠木正顯の3男正威の家系（別の川俣正重・弟家系）が、数々の疑問は残るが、やがて伊勢国楠城主となったのである。川俣氏はその後、4代に渡り、正重という名を連綿と称し、そのうち、3代は伊勢国守護の北畠氏によって楠城の代官（敵を欺くためとする村田古伝もあるが、なぜか城主は空席にされていた）に、任じられていた。村田古伝を信じるならば、4代目川俣正重の女婿が、楠城主、楠正充となった。川俣家が、楠姓で、城主となり、伊勢国楠木家（楠氏）の嫡流や、それに近い存在であると内外に知らしめてしまうと、室町幕府（足利将軍家）などの旧北朝勢力から、南朝の英雄で、カリスマ的響きが残っていた楠木氏であるため、重点的な討伐対象に、なりかねない状況にあったからである。楠城主、楠正充のころになると、戦国時代となり、室町幕府や朝廷は、弱体化して、遠国に自ら派兵する力はなくなっていた（川俣氏や、楠正充が子孫の末路については、本論から外れるが脚注に簡単な説明がある）。

室町時代、亀山市関地区住人であった初代木俣氏の母体となった楠木氏の出自に関して、その確実性が乏しくよくわからない。結論的には橘盛仲弟・末裔であるのか、それとも、楠正威の庶子であったのか、その折衷（橘盛仲弟・末裔に、楠正威の庶子が養子入りか、名跡継承をした）などが考えられる。村田古伝によると、楠正威の庶子の1人が、亀山市関地区に住し、川俣正重の娘を娶ったことになっているが、これが事実であれば、初代木俣氏は、いとこ婚（cousincest）である。木俣氏の初代は、真っ新（まっさら）な初代であるのか、あるいは何らかの擬制の続柄を、特に持っていたかについては、確実なことは言えない。
亀山市関地区の住人であった楠氏の1人が、木俣氏となったのであれば、なぜ戦国時代後期になると、同じ北勢地区とはいえ、鈴鹿郡から離れた土地の朝明（四日市市）や桑名に勢力を持つようになったのかが、よくわからない（勢州軍記・三重県四日市市誌）。そのうえ、三河国牛久保には、史料・文献が比較的豊富に残っている一方で、伊勢国北部（北伊勢）の一次史料は、少ないことが知られている（出典、飯田良一「北伊勢の国人領主・十ヶ所人数、北方一揆を中心として」『年報中世史研究』）。なお桑名は、文献の誤記であるとの指摘も多く（前掲の年報中世史研究など）、戦国時代後期の木俣氏は、四日市市と、その周辺だけを勢力圏していた可能性が高い。
川俣氏と、楠城主楠氏とは、一族の関係があることは、実は家系図や伝説を基礎に、その当時、続柄を擬制（養子入りや、名跡譲渡、兄弟分の契りを結んだり）したものか、あるいは後世になって系図屋や、歴史家が都合の良いように、作くったものであって、ヒントにはなっても、信じるに足らないという見方もできる。史実の世界では、血縁的関係がなかったか、血縁があったとしても希薄な関係しかなかった土豪（国人）・地侍（小領主）・大百姓等の離合集散が事実ではないかとの疑いも残る。いずれにせよ前述したように、北伊勢は、三河国牛久保と異なり、一次史料や文献が少ないので、疑えば切りがないということである。
楠氏か、あるいは自称楠木正成の流れを汲む勢力が、川俣氏を下剋上したり、屈服させて楠城を乗っ取ったのであれば、近縁であろうがなかろうが、川俣氏の娘を、人質的性格を持って、楠氏（楠木氏）の一族が娶り、その家系が木俣を称したという言い方もできる。本稿は、小諸藩家臣の木俣氏について論じることが目的であるため、これ以上の木俣氏起源に関する説明は控える。

伊勢国朝明郡（三重県四日市市北部）で根を張り、楠城の一門家老的な存在とも、云われた木俣氏は、織田信長からの圧迫のためか、木俣守時は、先祖の土地を離れて、徳川家康に仕えた（太田説は守勝が家康に仕えたという）。
近江国彦根藩主井伊氏の筆頭家老・木俣氏の家祖となった前述の守勝は、その若き日、元亀4年（1573年）ごろにおきた木俣氏の内紛・家内騒動のため、三河国額田郡岡崎から京方面に向けて出奔。浪々転々とした後、一時は明智光秀に仕えた（家禄50石）。
実は、1568年ごろから、はじまった織田信長の伊勢国侵略にあたって、伊勢国朝明郡の諸将・地侍・小領主などに対して、降伏の説得をしたのが、明智光秀であった（実際に敵地に派遣された使者は、光秀と親しい僧侶の勝恵）。木俣守勝の出身母体とされる朝明郡の木俣氏は、これを早々に受け入れて、主家を裏切っていた過去を持っていた。このため木俣守勝と、明智光秀は、守勝が、岡崎から出奔する以前から、面識か人脈があったとしても、おかしくはない。
約8年の時を経て、出奔していた木俣守勝は、徳川家康によって帰参が求められて、その旗本となった。守勝は、家康（神君）の伊賀越えや、武田甲州家臣団の取り込み等に功績があり、譜代大名である彦根藩の家臣の中には、その先祖に、かつては徳川・井伊の敵軍であった甲州武田家遺臣か、小田原北条家遺臣を持つ者が珍しくないことは、知られている。
木俣守勝は、天正18年（1590年）8月1日の関東移封時（家康の江戸城入城の日）は、家康の旗本であり、1582年の天正壬午の変（滅亡した武田勝頼の遺領を奪い合った争乱）以降に、旧武田軍団を井伊氏旗下で再編するために、井伊直政の寄騎として、派遣されていたことはあっても、守勝は、井伊氏の家老や、家臣ではなかった。その後（同年中）、家康の関東仕置きにより、井伊氏の家臣団の組み換えがあり、近江国彦根藩祖（当時の領国は、関東地方・上野国の一部にあった）井伊直政に御付人として添えられた（事実上の筆頭家老に就任）。
井伊直政が、井伊氏の家督を相続する前の井伊氏と、木俣守勝は、共に徳川家康の旗下であり、遠い先祖が南朝方という以外には、関係がなかった。よって、おんな城主・井伊直虎（遠江国井伊谷の土豪・1582年没）と、木俣氏先祖とは、直接的なつながりは、一切なかったことがわかる。

#### 家名と血筋が変質した木俣氏と、家内騒動の果て
戦国時代後期に関東地方の支配者になっていた小田原北条氏が滅亡(1590年7月5日)したことにより、北条氏の有力家臣から没落してしまった浪人者・狩野主膳（伊豆国・静岡県東部出身か？）の幼い男子（守安）が、叔母の婚家である徳川方の木俣氏を頼った。木俣守勝は、この男子を養子とした上で、やがて家督を相続させた。狩野主膳は木俣守勝・妻の兄に過ぎず、男系を重んじる武家社会にあって、木俣守勝は、自分の血縁がありながら、妻の実家方、それも滅亡した敵方の戦国大名に仕えていた浪人者から迎えた遺児を、木俣氏の正当な継承予定者とした。ここに血統上は、北条遺臣の末裔であるが、名跡上は、三河国岡崎以来の木俣氏が誕生することになった。
木俣氏における家内騒動で、木俣守勝の反対勢力となった一族が、その後、どのような末路を辿ったのか。あるいは、関東入封後に、まもなく3000石まで加増された木俣守勝の兄弟や、それ以前の木俣氏分脈が、井伊氏家臣団や、徳川旗本に、1つも残らなかったことから、その行方が問題となる。
また伊勢国楠氏は、1584年に滅亡し、近江国彦根藩の木俣氏には、家名と血筋が変質したため、大楠公（楠木正成）と、楠木一族の血は、残らなかった。
しかし、小諸家臣木俣氏が、木俣守勝家の分かれの家とするならば、ここにその血統は、温存されることになった。また長岡家臣木俣氏と、三根山家臣木俣氏も、大楠公の血統を汲んでいる可能性がある。
小諸市乙の木俣家碑文には、南朝の忠臣として、著名な大楠公（楠木正成）の流れを汲む家であることは、書かれていない。

#### 小諸家臣木俣氏が、牛久保以来の家であることを、否定できる根拠と理由
小諸家臣木俣氏が、「牛久保（城）以来の家柄」で、かつ「木俣守勝家から分かれた家」であるという2つの条件は、同時に成立しないこと。及び小諸家臣木俣氏は、牛久保（城）以来、牧野家と共にあった家柄であるとは、言い難いという根拠の主なものは、次の通りである。
- 下記に掲載した膨大な出典、参考文献の中に、木俣氏を、牛久保城から、牧野家と共にあったとする文書が一切、存在しない。また小諸藩が、藩士木俣氏を、牛久保城以来の家として、処遇したとする史料・文書も、同様の範囲に、皆無である。
- 藩主牧野氏の先祖が、城主であった三河国牛久保城古図には、木俣姓の屋敷は存在しない（光輝庵所蔵）。このころ藩主牧野氏の先祖は、6,000石程度の国人領主に過ぎず40余家の屋敷が、同古図に掲載されている。もっとも細かく検討すれば、小諸家臣木俣氏の先祖が、牛久保城下に、屋敷を与えられない長屋住まいの足軽・雑兵・小者であった場合や、牛久保城古図が成立後から、関東（牧野氏の場合は、関東地方の上野国大胡城）に引っ越した1590年夏ごろまでの期間に、牛久保城主に採用されていたとするならば、牛久保城古図に木俣姓の屋敷がないからといって、直ちに牛久保以来の家であることを否定されない。したがって、その他の文献や、当時の状況とを総合的に判断しなければならない。
- 牛窪記・牛窪密談記・宮島伝記といった牛久保在城期の藩主牧野氏、真木氏、稲垣氏等の基本史料ともいうべきこれら文献の中には、木俣姓が登場しない。その一方で、これら文献には、藩主牧野氏の古参士分の姓が、いくつも登場している。牛久保年寄衆・牛久保六騎と地侍十七人衆にも、木俣姓は存在しない。
- 牛久保城下だけでなく、牛久保城と、同じ郡内である宝飯郡全体にまで、対象範囲を広げても、中世（戦国時代を含む）・近世に木俣姓の屋敷・墳墓などを発見できない。これに対して、牧野・真木・山本・稲垣といった姓は、いくつも拾える（出典は、二葉松）。
- 諸士由緒記（蒼柴神社所蔵文書）や、長岡藩・小諸藩分限帳には、木俣氏に関する記述が登場する一方、これらの文書には、木俣氏の大胡在封期より前の記述は、まったく書かれていない。これに対して、古参士分は、大胡以前の記述があることが珍しくない。
- 小諸家臣である木俣氏先祖の史料学的初見は、大胡城家臣・木俣惣右衛門某である（彼が木俣守勝の異母弟か、その子であると断定できる証拠はないが、推論の根拠となる文献・史料は存在）。
- 小諸家臣である木俣氏については、古い年代から小諸藩主に随従してきた家に、修飾される語句・美称である牛久保以来の出自、牛久保（城）以来の家柄、牛久保（城）以来の家臣（あるいは家来）、古包、古包の家来などといった記述を含む文書を、各種小諸藩文書・長岡藩文書などに、見て取れない。譜代の意味については、長岡藩と、小諸藩では、若干異なって使われていた部分があるが、これについては、他に説明がある。
- 小諸家臣木俣氏の子孫が平成26年、小諸市乙に建立した木俣家碑文にあるように、「三河譜代近江国彦根藩筆頭家老・木俣守勝家から分かれ」と特に強調するならば、天正18年（1590年）、藩主牧野氏の先祖は、すでに牛久保の故地を離れて、上野国大胡にあるため、1590年夏以降の分家や、分かれであるとするならば、三河国牛久保（城）以来の家柄ということは、あり得ないことになる。三河国牛久保城以来の木俣氏の分かれの家があるとすれば、1590年当時、実子を持たない木俣守勝が、当時の慣習法や常識に反して、1590年夏より以前に「分かれの家」を建てることが、本当にあり得たのか、あるいは家族であった男子（弟・甥など）に出奔・家出をされて、牛久保に流れた痕跡があるかが、問題となる。
- 武家社会の掟として、一定以上の士分の家が、跡取りの男子がないうちに、いくら人間関係が微妙であっても、弟や、兄弟の子（甥）などの近縁者をすべて、養子に出したり、他藩・他家に転籍させたり、分家を立てるということは、常識的にはあり得ない（学術的には、御人減少は、咎めを受け、末期養子は、江戸時代より前でも好ましいことではなかったという意味である）。非常識的に立てたとすれば、その痕跡を残した史料が、存在しない。
- 木俣守安の養子入りは、早くても1590年以降である。また現代とは異なり、男系血統主義を重んじる武家社会にあって、木俣守勝妻の血縁である狩野氏からの養子入りと、家督相続は、守勝には弟や、男系の甥などの近縁者に、養嗣子にできる適当な人物はいなかったことの傍証となる。守勝は、家内騒動で長期に出奔した過去があったが、武家社会である以上は、出奔中に父、木俣守時の跡取りを勤めたり、当主名代を勤めることができる男子が存在したはずである。また守勝は、家族すべての人々と、円満であったわけではないことは、家内騒動で出奔したことで、明らかである。本来なら守勝に男子がなかったので、養子とされるべき弟や、兄弟の子（甥）など、血統上の繋がりがあっても、人間関係が微妙な家族があったことは、史料学的にも疑いがない。こうした微妙な関係と距離を持つ近親者が、死亡や出奔などをしていない限りは、御人減少を避け末期養子を防止するため、分家したり養子に出ないで、実子がいなかった守勝の仮養子的立場で、家族として暮らしていたはずである（木俣守勝が継母と対立し、異母弟が存在していた説があることは一般読者向け書籍にも紹介されている）[27]。
- 実の男子に恵まれなかった木俣守勝が、御人減少を避け末期養子を防止して、仮養子的な立場にある弟や、兄弟の子（甥）を、すべて養子に出したり、他家・他藩に転籍させたり、分家を立てさせるのは、天正18年（1590年）以降でないと、齟齬しない。
- 天正18年（1590年）木俣守勝は、上野国箕郷に領地をたまわり3000石となった。このときに井伊氏家臣団に編入されて御付人（事実上の筆頭家老）となった。木俣守勝は、1590年〜1602年までの12年間、箕郷（現在の群馬県高崎市）に拠点を持ち、藩主牧野氏・先祖の居城となった大胡は、群馬県前橋市であるため近距離である。ちなみに関ヶ原の合戦は1600年である。
- 小諸家臣木俣氏が、三河譜代近江国彦根藩筆頭家老・木俣守勝家から分かれと主張する小諸市乙の木俣家碑文が真実とすれば、木俣守勝の代を含む以降で、分家するか分かれていなければ、三河譜代近江国彦根藩筆頭家老・木俣守勝家というには、正確・厳密な説明とは言い難い。
- 1590年当時、養子の木俣守安は4歳である一方、養父の木俣守勝（1555年生まれ）は35歳で、箕郷に本拠地を持ち、生殖能力がある年齢である。従って、大胡城家臣、木俣惣右衛門は、(1)木俣守勝と、血縁はあっても、養嗣子に選ばれなかった分家筋か、(2)何らかの特別な事情があって、守勝が、実子を廃嫡したり、弟や兄弟の子（甥）を養嗣子として選ばず、箕郷から近い大胡に出したということは、あり得るかもしれない。これを各種史料に、あてはめてみると、彦根・木俣氏関係史料[28]によると守勝には、実の男子の痕跡と、守勝の庶子が立てた分家の成立が認められない。また寛政重修諸家譜には、木俣守勝が井伊氏の御付人に転じた後に、家康の旗本に残してきた木俣一族に関する記載がないため、こうした分家筋の家系は、なかったとみられる。要するに、こうした一連の事実や、文献により木俣氏の分脈は、正当な血統を持ちながら、徳川旗本や、井伊氏家臣団からは、駆逐・駆除されていることがわかる。
- 彦根・木俣氏関係史料には、天正18年（1590年）上野国箕郷（高崎）に三河国から移ってきたこと。その後、井伊氏家臣団の編成替えがあったこと、木俣守勝妻の血縁であっても、守勝とは血縁がない北条遺臣の血を濃く引く守安を、正式に養子を定めて跡取りにしたこと、及び人間関係が微妙な近縁者の存在があったことに関する記述はあるが、「微妙な近縁者を大胡に転属させたこと」を明記した記事はない（微妙な近縁者を大胡に転属させなかったと明記した記事もない）。
- 慶長7年（1602年）、木俣守勝は、井伊氏に随従して近江国に移った。慶長15年（1610年）死去により、北条遺臣の血を濃く引く、養嗣子・木俣守安が家督。近江国移封のときには、守安は満12歳に過ぎず、この時代ではまだ生殖能力があったとは考えにくい。なお彦根藩主に仕えた木俣氏は、子々孫々連綿と明治維新まで、常時、筆頭家老の役職にあったわけではない。
- 封建時代は、実子がいても、養子を取ることが、おかしくなかった時代ではある。しかし、彦根木俣氏関係文書には、木俣守勝に複数の養子が存在して、その1人が、大胡城主牧野氏に仕えたとする記事や、推察される記事は存在しない。
- 彦根木俣氏関係文書には、藩主牧野氏の先祖が、牛久保在城期に、召し抱えたとみられる木俣氏庶子を、比定することはできない。これは、牛久保城古図に木俣姓の屋敷が存在しないことと、符合する。
- 三河国来住前の木俣氏は、伊勢国朝明郡で、根を張っていた小領主である。一般向けの書籍としては、四日市市誌などが朝明郡の木俣氏について、簡単に触れている。牛久保関係者とは、異なった独自の歴史を有することが、明らかに確認できる。繰り返しになるが、木俣氏（木俣守勝家から分かれた家）が、突如として、降って沸いたように、史料や各種文献に背いて、三河国牛久保の歴史に登場し、小諸市乙の木俣家碑文に刻まれているように、「牧野家と共に、三河国牛久保城」ということは、到底考えにくい。また木俣守勝家の分かれこそが、大楠公（楠木正成）と、楠木一族の血をひく家柄である可能性と、痕跡については、忘却のかなたに追いやられてしまったのかもしれない。

#### 大胡城家臣木俣氏が、なぜ徳川旗本や、彦根藩・井伊氏家臣に残れなかったのか
木俣守時（家康旗本）の惣領であった守勝は、家内騒動で出奔して、家康に帰参が求められ、家康の旗本として、江戸城にも入城。自分に子供がなかったので、養子（守安）を迎えたが、木俣守時・守勝の血縁・分脈からは、あえて養子を選ばなかった。これら一連の事実は、彦根・木俣氏関係史料（東京大学史料編纂所蔵）、彦根藩筆頭家老木俣清左衛家資料（彦根市立図書館蔵）などから、疑う余地のない事実であると考えられる。ここでは、家内騒動で争った木俣守勝の反対勢力・抵抗勢力の末路は、どのようになものであったかを、あらためて提起したいが、この事情を書いた詳細で、かつ確実な文献が存在しない。
しかし、木俣守勝以前の分脈や、木俣守時・守勝等の血縁を持った一門・連枝は、井伊氏家臣団や、徳川旗本から駆逐・駆除されていたことは、「小諸家臣木俣氏が、牛久保以来の家であることを否定できる根拠と理由」の中で、すでに述べている。
実在性が確認できる大胡城家臣・木俣惣右衛門は、木俣守勝家の分かれという。それならば、なぜ木俣守勝が近江国彦根藩祖（当時の領国は、関東地方・上野国の一部）となった井伊氏の御付人・筆頭家老に就任した前後は、井伊氏は、家臣団を大増員していた時期で、あったはずであるにも、かかわらず、木俣惣右衛門は、井伊氏の家臣団に加わることが、できなかったのか。あるいは、出身母体の徳川旗本として、残れなかったかが問題となる。徳川や、井伊でもない牧野を主君に持ったのは、疑問となる。大胡城主牧野氏仕官の理由については、これを伝える史料・文献が存在しないため、厳密には不詳であるが、一連の流れから推定・想像することは、難しくない。なお木俣守勝は、井伊氏の御付人・筆頭家老に就任にあたって、徳川旗本資格を喪失したわけではなく、兼帯身分となっていた。
次のような論評や、想像については、これをあからさまに否定できる文献は、下記掲載の出典・参考文献には、存在しない。また木俣守勝の近親者が、出奔・家出したうえで、上野国大胡城主牧野氏に仕官したとする文献も、同様の範囲に限定すれば、やはり存在しない。
- 木俣守勝は、家内騒動で、自分の反対勢力となった血縁には、家督を譲りたくないと考えた（自分の血縁がありながら、これに家督を譲らなかったことは、想像ではなく、疑いのない事実であることは、すでに述べている）。
- 北条遺臣の遺児から、養嗣子となり、家督相続を受けた彦根藩筆頭家老の木俣守安は、当然、北条遺臣の血を濃く引き、三河武士や、木俣守時・守勝の血統を継いでいないため、これら本来の血統を引く一族が、同じ井伊家中（かちゅう）に在籍していると、養子出身の守安は、やりにくい上、立場を圧迫されない状況が危惧されたので、守安の養父にあたる木俣守勝が、不穏の芽を摘むため、弟（あるいは、兄弟の子である甥）などの一門・連枝を、当時は、同じ国内に領地・本拠地があった上野国大胡城主牧野氏などに転籍させた（あるいは、出したか、追い出したか、出て行った）。
- 木俣守時・守勝と血縁がある同姓一門の木俣氏には、井伊氏家中（かちゅう）に、居場所がなかった。あるいは、なくなってきたということもできる。
- 徳川旗本であった木俣守勝が、関東入封後に、井伊氏の御付人となったとき、木俣守勝は、自分との関係が微妙な近親者を井伊氏家臣団に、はじめから入れずに、近場の上野国大胡城主牧野氏になど付属させた。または、井伊氏の御付人となったときは、分家・連枝ではなく、家族扱いであった男子を、井伊氏家中において、分家・独立させずに、上野国大胡城主牧野氏などに転籍させた。

### 諏訪氏
当主の非行
遠祖は信濃国発祥とみられるが、越後国において与板藩主・牧野氏に仕官。与板在封期には家禄100石代半ばから後半の番頭クラスの家臣であったが、小諸入封数年前の元禄年間に加判まで進んだ（家老になったと誤記した文献もある）。しかし小諸入封前に、当主自身の不行跡・非行があり改易・取り潰し。その後、名跡再興・帰参が許されて下級士分として存続したが、小諸入封後に盛り返すことはなかった。このほか与板在封期に分家として分出された諏訪氏があった。幕末・維新期、士分下禄に諏訪左源太好武（9代藩主による改革後の持高は惣領家16石・徒士格）と、諏訪和田雄好裕（9代藩主による改革後の持高は分家20石・徒士格〜中小姓格）が列した。諏訪和田雄家は、小諸入封後に抜擢給人となった例があり、分家が惣領家より僅かであるが格上の席次となった。
和歌山県高野山金剛峯寺の譜代大名諏訪氏の墓域に信濃小諸諏訪家墓との墓標があるが、当家とは直接、関係がない。墓標については諏訪家臣小室家（家老）を誤記したものとみられ、参拝者などに誤解を与えている（出典、信州高島藩諏訪家廟所　国会図書館蔵）。

### 石黒氏
外出先で多額の公金を紛失して、屋敷に戻れず当主出奔
古包家臣の先祖を持つ浪人者を、与板在封期に採用したと推察される記事があるが、確実な史料が存在しない。牛久保在住の先祖を持っていたかについては、否定することはできないが、藩主・牧野氏との主従関係は1度、途絶していることは、言うまでもない。
与板在封期は50石で馬上を許されていた。小諸入封後に班を進めたが、安永3年3月26日、多額のお金を持ったまま行方不明となった。6月に出奔・家出が認定され改易・取り潰し。時に用人・加判職にあり130石（持高か？）。子孫が帰参して名跡再興となり、小諸惣士草高割成立時、持高55石となった。その後、再び当主に罪があり持高減石・格式降格・閉門・謹慎の懲戒処分を受けて、下級士分（徒士格）として連綿した。幕末・維新期には石黒孫三郎友輔（9代藩主による改革後の持高18石）が士分下禄に列した。当家は、名跡再興後、銃士隊に所属することが多かった。
史料学的な説明としては、牛久保城古図に石黒姓の屋敷あり。長岡藩文書に石黒姓の記載がない。小諸藩文書に古包との記事あり。牛久保城古図の石黒姓と、小諸家臣石黒姓が、同族であることを保障する史料は存在しないが、古包との記事がある以上、小諸家臣石黒氏は、牛久保石黒氏の関係者と推定できる根拠にはなる。

### 小金井氏
当主の出奔・家出
長岡藩から随従した士分であり、与板在封期は80石で馬上を許されていた。小諸入封後に、120石（持高か？）となり、用人・加判職になったとみられるが、その後は幼少当主・若輩当主が続き、しかも早世を繰り返した。享保6年に末期養子となり、享保16年小川氏から末期養子として入った当主が出奔して改易・取り潰しとなる。持ち逃げなどの記録はなく、子孫が帰参して名跡再興となり、下級士分（徒士格〜中小姓格）として連綿した。小諸惣士草高割成立時、持高34石。幕末・維新期には、小金井新正與（9代藩主による改革後の持高20石・中小姓格）が小諸藩校明倫堂の書道教師となり、士分下禄に列した。

## 藩典医
藩典医は、藩主に随従する主治医、侍医である。
本藩である長岡藩に在籍した一部の藩典医のように、上級士分や、中級士分として遇された者は、小諸藩にはいなかった。与板在封期には、長岡家臣の安田氏、武氏のような上級士分たる藩典医や、その末裔である家臣が存在した可能性もあるが、小諸入封後には、このような家臣を史料に見ることはまったくない。
小諸の藩典医は、すべてが、馬上資格のない下級士分であった。
川口氏は漢方医。川口氏は藩典医として、数代は連綿していたことが確認できる。吉田氏は外科医。同姓吉田氏は同族。川口氏・吉田氏の2家のほかに、士分の身分を持ち1代限り医師を勤め、その子孫は藩士として一般的な役方・番方の役職に就任した例も、珍しくない。
幕末から明治期に、藩典医あるいは、藩典医であったとして、地元で一定の知名度を有する医師もいたが、その1から2代前の仔細を書いた戦慄な一次史料が現存。
林甫三家は、幕末近くに藩典医に転じたもので、藩典医としての家系は短い。しかし、文政年間に藩庁に提出した文書によると、小諸入封後に、浪人者から仕官したことを意味する記述がある一方で、小諸藩側の史料によると与板以来の士分の家柄であったことがわかる。林甫三家が記憶違いをしていたものと見られる。この事実は与板以来の家臣か、小諸入封後に家臣となったかについては、化成期になると、下級士分にとっては、それほど重要な問題では、なくなってきた状況証拠の1つになる可能性はある。林甫三家は、美濃国・土岐氏遺臣の末裔を称しているが、小諸入封後も馬上を許されたことはなかった。藩主に対して不敬になる行為があり懲戒処分を受けたことがあるが、これにより馬上資格を奪われたものではなく、小諸入封以来、歩行の士であり、番方の下級士分の役職に就任していたことが多かったようである。特に化成期から天保期の林甫三家は、懲戒処分が長く影響したためかは定かではないが、人事配置で冷遇されていたことをうかがわせる一次史料が現存。林甫三家は、幕末に小諸では珍しい蘭方医もしくは、蘭学の知識を持った医師であった可能性がある。
ほかに小諸市誌には、漢学者出身の藩典医・加川氏に関する記載がある。

## 家臣（士分）による殺人事件・刃傷事件
戦国の気風が遠のいた安定期の元禄15年、小諸入封となったが、この時点から廃藩置県までの170年間に、士分が加害者となっておこした殺人事件・刃傷事件とみられる一次史料が、数件から10件以内程度、その実名が、被害者の実名と共に現存している（一部は加害者のみの姓名が現存）。ここでいう殺人事件・刃傷事件には、小諸騒動での処刑、犯罪者・一揆の首謀者の処刑などを職務としておこなった行為、及び一定の要件の下で行われた無礼討ち（切り捨て御免）などの領民を殺害する行為は含まない。
その特徴として、小諸入封後に限定すれば、上級士分が、これら事件の直接的、被害者となったことはない。また殺害された被害者が、当主であり、その跡取りが幼少であったときの減石、及び跡取りが存在しなかったときの改易・取り潰しは、時代により若干の差異は認められるが、ほぼ型通り行われていた。名跡再興に関して同情的な措置が取られたに過ぎない。また無礼討ち（切り捨て御免）をした場合は、藩庁に届け出が必要であるが、無礼討ち（切り捨て御免）などの領民に対するいわば合法的な殺害行為も、乱用・乱発すれば、懲戒処分の対象になったとみられる。

## 格式証書の交付
小諸藩では、明治初期に藩士に対して、その家の格式を書いた証書を、交付している。この証書は正副2通作成され、1通は家臣に下されて、もう1通は藩庁に残された。廃藩置県後に藩庁に残された証書は、太政官に所有権が移されて、公文書として国有財産の扱いとなった。格式証書には、6つの階級が存した（士分上禄格式、士分中禄格式、士分下禄格式、卒分上禄格式、卒分中禄格式、卒分下禄格式）。

## 上士（士分上禄格式）21家・名門17姓
- 小諸藩の上級家臣である士分上禄格式の21家をあげる。6階層の一番上である。上禄格式とは、原則として番頭職以上に、3代以上就任した家をいう。原則であるため例外がいくつか存在する。
- 士分上禄の筋目からは、同中禄・同下禄格式の分家を分出したり、別家召し出しを受けていることが、しばしばある。士分中禄以下の分家・別家については、ここでの解説は簡単なものに留めた。出典は、藩庁から明治新政府（太政官）に提出された【東大史料】（小諸藩牧野家御届（東京大学史料編纂所蔵））による。小諸騒動解説の一部は、国立公文書館などの小諸藩関係史料も出典としている。また◎がある氏族は、三河以来の古参の家柄であることが、確実である。
- 名門17姓とは、番頭3代以上の家系には、17姓がある（17の同姓一門がある）という意味である。

- ◎牧野氏士分上禄2家（牧野荘次郎成行・牧野軍次成功）。ほかに牧野軍次成功の分家筋となる牧野多門正發（牧野蔀家）が士分下禄に列した。

- ◎真木（槇）氏 士分上禄3家（真木守人則近・真木力太則徳・真木鐘次郎則忠）。ほかに真木市右衛門を家祖とする真木氏があったが宝暦9年、幼少当主が夭折して無嗣廃絶。

- ◎稲垣氏士分上禄2家（稲垣左織重為　稲垣此面正利）

- ◎加藤氏以下、士分上禄1家（加藤六郎兵衛成美）小諸藩内に女婿と、別家召し出しを受けた弟（加藤高成高・士分下禄）は存在したが、入牢時に適当な相続人がなく、服役にあたって隠居できなかった。

- 木俣氏（木俣負靱成文）詳細は元禄から幕府滅亡・大政奉還までに、失脚した加判職就任履歴のある家系を参照。他に維新時、木俣姓の士分が中禄2家、下禄1家があった。木俣家は大胡以来の家臣であること（牛久保以来の家柄ではないこと及び、牛久保城から牧野家と共に、各地を経て小諸城（藩）に至った家でないこと）は、別に詳しい。

- 本間氏（本間九郎資之）詳細は有力な新興家臣・本間氏を参照。他に維新期、本間姓の士分が下禄に3家があった。

- 太田氏（太田盤泉道義）詳細は有力な新興家臣・太田氏を参照。他に維新期、太田姓の士分が中禄に1家、下禄に3家があった。

- 河合氏（河合宗良恭）維新期、河合姓の士分は上禄に1家のみ。詳細は主要家臣の持高を参照。

- （◎か、不詳）佐々木氏（佐々木弘見道存）佐々木弘見道存の養父は、佐々木守人道貞（数え24歳で死亡）。道存の養父・道貞は、実は牧野成聖の弟・牧野正發の兄。また佐々木道貞の養母は、牧野勝兵衛成章の女子であるため、道貞は叔母（牧野主鈴成裕の妹）の婚家に養子入りしたことになる。佐々木氏は幕末に、2代続けて養子相続。詳細は有力な新興家臣・佐々木氏を参照。この家系は、精勤者の当主もいれば、職務怠慢・失態や、非行・不行跡をおこした当主が、玉石混淆で存在するため、格式のアップダウンが激しい。維新期、佐々木姓の士分は上禄に1家のみ。佐々木氏は古包の出自であることが、明記されているが、牛久保以来の家との記載は、下記の参考文献には、存在しない。

- 村井氏（村井喜蔵成遂）村井姓の士分は、維新期、上禄に1家のみ。なお微禄・下級士分の分家があったが、罪があり幕末まで残らなかった。

- 鳥居氏（鳥居兵左衛門義恭）他に維新期、鳥居姓の士分が下禄に1家。詳細は有力な新興家臣・鳥居氏を参照。鳥居姓の士分は、維新期に計2家。

- ◎倉地氏（倉地鎮司直生）先祖が牛久保城主牧野成定の嫡子を、駿府の今川人質から救出した勲功を持つ譜代の家臣。小諸惣士草高割成立時の持高は147石。その後、持高を174石にしたが、罪があり持高174石を連綿することができなかった。この間、藩主の女子を妹分に迎えていた。9代藩主による改革後の持高は130石。幕末・維新期は、若輩当主の養子相続が続き、家の格式は高かったが、要職に就任していなかった。廃藩近くに当主に非行・不行跡があったとみられる記事があり、持高減石・格式降格になり、奏者格・持高70石となった。他に維新期、士分下禄の分家・倉地直一（9代藩主による改革後の持高23石・中小姓格）が1家あった。倉地姓の士分は、維新期に計2家。また三根山藩・三根山陣屋の永代家老を勤めた倉地氏の惣領家系がある。

- 古畑氏（古畑志津満直養）詳細は元禄から幕府滅亡・大政奉還までに、失脚した加判職就任履歴のある家系を参照。維新期、古畑姓の士分は上禄1家のみ。

- 成瀬氏（成瀬流水利義）越後国の浪人の出自。鳥居氏・小川氏と同じく改易された外様大名の家臣を先祖に持ち、主家滅亡により浪人。与板在封期に再仕官が、かなったのが起源。給人格・50石の家柄で馬上は許されていたが、宝暦期に家老木俣重右衛門成庸の庶子が養子入り。この養子が班を進めて家の格式と持高を格上げした。ところが実家の木俣氏では兄が懲戒処分を受けた後に、病身となり男子もなかったが、成瀬氏から実家の木俣氏に出戻ったり、子を養子に出すことをしなかった。成瀬氏は、天明・寛政ごろ順調であったが文化9年、部下の監督責任を問われ、子孫は文政8年4月13日、職務怠慢により、藩主の怒りを買って、しばらく出仕を止められた。天保6年12月26日、みだりに殺生[30]をおこなったことが責められた。これらはいずれも謹慎・押し込み・遠慮までの懲戒処分であり、格式降格や持高の減石は免れたが、幕末・維新期の成瀬氏は、持高を超える役職（つまり家柄を超える役職）就任や、持高加増はなかった。維新期、成瀬姓の士分は上禄1家のみ。

- ◎神戸氏（神戸最仲貞一）遠祖は、稲垣氏や木俣氏と同じく伊勢国出身か？。三河国牛久保以来の家柄であることは、疑いないが、牛久保城古図に神戸姓の屋敷が存在しない。同城古図成立後で、かつ1560年代後半以降に、仕官したと推察される。遠江国持舟城合戦で、牛久保城主牧野氏旗下で軍功があった長岡藩譜代の家臣。しかし嫡流は、正月に不調法があり失脚。その庶子の一人が与板藩に新規採用となったのが起源。与板在封期は給人格・50石の家柄で馬上は許されていたが、三根山陣屋の家老首座神戸氏・弟が養子入りしてから、段々と班を進めた。三根山陣屋・神戸氏も持舟城合戦軍功の神戸氏の子孫（庶流）。小諸惣士草高割成立時の持高は134石。番頭格連綿の家系となっていたが、化政期には、足高を得て用人・加判を勤めた。9代藩主による改革で持高は100石。ほかに小諸家臣神戸氏庶子の家系があったが、罪があり改易・取り潰しとなっていたので、維新期、神戸姓の士分は上禄1家のみ。廃藩前に、神戸最仲貞一は少参事から小諸軍務学校専務となった。小諸騒動では、牧野八郎左衛門・太田派に対して批判的であったが、加藤・牧野求馬派による明治元年11月8日ごろの謀議には加わらなかった。神戸最仲貞一が明治新政府刑法官に、加藤・牧野求馬派の横暴を訴願したのが、きっかけで、小諸騒動を新政府が知るところになった。

- 笠間氏（笠間鋼三郎景徳）与板在封期以来の馬上・80石の家柄であり、小諸入封後の享保期に用人・加判に抜擢された。笠間氏は江戸詰めが長い特徴がある。小諸惣士草高割成立時の持高107石であったが、化政期に足高で、再び用人・加判に抜擢された。天保3年9月29日、笠間与左衛門景武が家督を相続。天保8年6月21日側用人となる。しかし、天保11年1月、江戸で重要メモを紛失する過失により、同26日出仕停止・謹慎となり一時失脚。しかし許されて弘化2年5月9日押合兼奏者となり、その後、段々と立身。嘉永6年9月13日、用人職・加判・用人格・重臣の列となる。9代藩主による改革で持高は100石となっていたが、このとき持高を20石加増され計120石（連綿する家柄が、番頭格から用人格に格式昇格となった）。幕末には加藤・村井に立場が近かかった。小諸騒動で笠間鋼三郎景徳は、加藤・牧野求馬派に属して、小諸家臣斬首のため屋敷に赴いて、首を持ち帰り数え24歳で参政（用人・加判）に抜擢された。加藤・牧野求馬派失脚時、斬首執行の正使を勤めたためか、明治新政府（刑部省）は、その責任を問うたとみられ、家は閉門・禁固刑に処せられた。入牢時に数え25歳で適当な相続人がなく、服役にあたって隠居できなかった。明治3年9月24日牢獄から出所。出所後、謹慎100日。謹慎明けには、出仕せずに、一時引き籠もり状態となり、持高減石・格式降格で奏者格・持高80石。このように笠間氏は4代、用人・加判を勤めているが、この家系から4度目に用人・加判となった当主は、これを勤めあげることができずに失脚。廃藩時、笠間姓の士分は上禄1家のみ。

- ◎山本氏（山本浩道清服）(1)長岡藩永代家老（次座）や、山本五十六を輩出した山本氏と、小諸家臣山本氏は、ともに三河国宝飯郡山本氏の末裔であるとされているが、小諸家臣山本氏の与板在封以前の知られた系図は存在していないため、両者との関係は不明である。また長岡藩永代家老（次座）山本氏と、小諸家臣山本氏の間に本家・分家関係が確実にあったとする一次史料は、小諸藩側・長岡藩側双方に存在しない。(2)与板在封期の牧野康道分限帳には、山本姓の士分は3家の記載がある（山本弥五左衛門家、馬上50石・山本十右衛門家30石・山本源八家20石）。分限帳成立時に山本新左衛門家の当主は、病身・幼少等により出仕していなかったものとみられる。(3)小諸入封期には山本姓の家臣が4家存在し、その後享和12年と、寛政12年に、山本弥五左衛門家と、山本金右衛門家（新左衛門改め）の庶子に、別家召し出し新恩給付があったとみられる（寛政期には、山本姓家臣計6家と見習い召し出し1名があった）。(4)山本弥五左衛門家は、小諸入封後に罪があり、一時持高20石に降格されたが、小諸惣士草高割成立時、持高67石・給人格連綿の家柄となった。その後、勤仕中に抜け出して不行跡・非行があり改易・取り潰しとなった。山本十右衛門家の起源は、山本弥五左衛門家の分家、もしくは別家とみられるが、小諸入封後に罪があり改易・取り潰しとなった。山本源八家も同じく改易・取り潰しとなった。山本弥五左衛門家の別家と推察される微禄の山本氏は連綿して、維新期に山本保登里成之が士分下禄に列した。このとき養子の山本道生定次も部屋住み身分で出仕していた。(5)与板藩家老首座牧野成軒（2代目八郎左衛門）の兄・清成が山本新左衛門家に養子入りをした。異に弟とする一次史料も現存するが、兄が正しく弟が誤記と見られる。各種分限帳から推して、与板在封期に、山本姓で最も家禄が高かった山本弥五左衛門家を、19世紀における山本姓の小諸家臣で、最も家禄が高かった家系である山本清廉、清儀、清服、清明（明治期の長野県議会議員）等の先祖と解釈・推定されやすい状況にある。山本清廉等の先祖は山本新左衛門家であるが、当家の与板在封期に関する一次史料が、僅かしか残っていないことが、混同に拍車をかけている。(6)山本清廉等の先祖である山本新左衛門家は、御津出身の長岡家臣山本五郎左衛門家の一族であることも、否定できないので、むやみに山本五十六を輩出した長岡藩家老・山本帯刀家と結び付けることはできない。(7)牧野八郎左衛門家出身の山本清成（新左衛門家）は小諸入封後、金右衛門を通称とした。2代目金右衛門清継の庶子が家老牧野八郎左衛門家に養子入りして、家老職となるなど、牧野八郎左衛門家との関係がさらに深まった。しかし山本重右衛門清安（4代目金右衛門）は、寛政9年7月12日、藩主が催した法事で、その態度が悪く、5代藩主康儔が怒って閉門・謹慎となった。山本金右衛門家は、当初の持高は60石であったが、小諸惣士草高割成立時、持高80石（まもなく6石加増）であった。家老牧野八郎左衛門家、家老牧野勝兵衛家、用人加判真木氏分家等と、いずれも血縁上、実兄たる家系に当たり恵まれた位置にあったが、僅かな出世しかできなかったのは前述のような事情があったからである。また山本金右衛門家から出た別家に非行・不行跡があり改易・取り潰しとなり縁坐を被ったことも見逃せない。(8)山本清廉（6代目金右衛門・多左衛門・要左衛門）は、天保6年3月19日、酒席での態度が悪かったとして、9代藩主康哉が怒り役職を一時取りあげ、持高減石・格式降格・閉門・謹慎となった（時の役職は給人席）。天保9年4月13日、山本清廉の母は、藩庁に無届けで、長期旅行に出かけ、出奔を疑われて、当主は家内不取り締まりで、懲戒処分を受けて再び失脚した。こうして山本清廉は、出世の機会を失った。「刀工山浦真雄　清麿兼虎伝」(花岡忠男著)によると、小諸町在住の愛刀家沼田正志が、山本清廉の[31]屋敷跡の調査に入った報告などを根拠に、「古老遺談による清廉は藩主にも、ずけずげ直言するほどの剛直な武士であり、重臣の一人であったという」との著述がある。剛直であったか否かは、一次史料からは不明であるが、山本清廉が重臣であったことは、史料学的にあり得ない。(9)山本清廉に養子入りした山本伴右衛門清儀は、実は首席家老牧野主鈴（勝兵衛家）の次男であった。すなわち牧野隼人進成聖の弟・牧野多門正發の兄にあたる。山本清儀（9代藩主による改革後の持高50石・給人格）は、加藤・牧野求馬派が藩政を牛耳ったときに参政（用人・加判）となり、失脚後（すなわち実兄である家老・牧野隼人進が復権後）には、無役で少参事級となった。少参事級とは家柄ではない。このような扱いは中堅以上の家臣では1例のみであったが、まもなく隠居して家督を若輩の山本浩道清服（士分上禄格式）に譲った。清服は廃藩時、修行中のため無役とされていた。(10)ほかに屋敷持ち足軽であったはずの山本氏1家があるが、改易・取り潰しとなった微禄の士分・山本氏が足軽として新規取り立てとなった可能性もある。卒族制度が廃止された時、山本姓の士族は計2家となった（内訳は、士分上禄1家、士分下禄1家、屋敷持ち足軽の権利（株）を売却したために平民となったと推察される1家）。

## 中士（士分中禄格式）26家

### 士分中禄格式の内、明治元年当時に給人格連綿以上の格式を持っていた（馬上資格を世襲で有する）18家
- 小諸藩の中堅家臣である士分中禄格式の26家をあげる。6階層の2番目である。士分中禄格式とは、原則として給人席以上の役職に、3代以上就任した家をいう。原則であるため例外がいくつか存在する。
- ここでの罪がありの表現には、末期養子を含めることにする。
- 明治元年・慶応4年の時点に、馬廻り格の家柄で、給人席以上の役職に3代以上、就任した家が8家あったので、これは別掲にまとめた。
- 牧野主馬美成は、おおむね維新の頃に、馬上資格世襲の身分を、剥奪されている。
- 家老牧野八郎左衛門家と、その分家である家老牧野隼人進（勝兵衛）家から別れて士分中禄となった者はいない。
- 士分中禄格式の牧野氏5家は、藩主が側室または、お召し女に（身分の低い女性を寝所に召し出して）産ませた庶子が、家臣取り扱いとなった家系である。
- 分家については、分家の分出（本家の持高を削減して分家を作る）場合と、別家召し出し新恩給付の場合がある。

- 牧野氏5家（牧野主馬美成・牧野一学守成・牧野見義成烈・牧野次郎正徳・牧野小平太成屢）とする史料と、（牧野主馬美成・牧野一学守成・牧野求馬成賢・牧野勇馬成省・牧野外巻正直）とする一次史料が存在する。詳細は藩主一門の家臣を参照。
- 木俣氏2家（木俣逸馬成昌・木俣本蔵正忠）。家老木俣氏の分家1家と、家老木俣氏の家祖の弟が新知召し出しとなった別家1家。他に士分下禄に1家。維新時には、士分上禄の木俣氏を含み4家の木俣姓の家臣があった。
- 高崎氏（高崎冨禄教義）小諸騒動で、高崎郁母教方は、加藤・牧野求馬派によって斬首されたため、近親者をもって名跡再興（養子）。この家系は給人格連綿の家系となり、小諸惣士草高割成立時の持高67石・9代藩主による改革後の持高50石であったが、9代藩主の治世に、さらに班を進めた。小諸市誌によると、高崎富禄は、高崎郁母教方が斬首の時、江戸に留学中であったという。ほかに近親者を持って名跡再興との記述もあるとすれば、斬首執行前から養親子関係があったことになる。のちに高崎冨禄は、東京の大学南校に進学し、拡大解釈すれば、小諸出身の東京大学・学生第1号となったともいえる。
- 太田氏（太田早苗道喜）用人格から家老の家柄となった太田氏の兄を家祖とする別家。詳細は有力な新興家臣・太田氏を参照。2代目は佐々木氏から養子入りした。
- 天野氏（天野藤吉郎氏義）譜代大名の家臣であったが藩主乱心。主家が領地大幅削減となり将軍家旗本に格下げ。これに伴い浪人となった先祖を持つ。その惣領が小諸藩に仕官がかなった。採用初代で馬上・大目付まで立身した。小諸藩校明倫堂の経営にも参加。高齢になっても惜しまれて隠居が、なかなか許されなかった。給人格連綿の家柄となる。幕末・維新期の天野藤吉郎氏義は、小諸藩主一門の家臣・牧野氏庶子であったが婿養子となり、小諸藩校明倫堂の漢文教師となった。天野藤吉郎氏義の養父（妻の実父）にあたる天野喜源太氏翼（隠居名は良翁）は、有数の酒豪であった。小諸惣士草高割成立時の持高67石・9代藩主による改革後の持高50石。
- 西岡氏（西岡縑信彰）通称は謙ではなく縑が正しい。与板以来の馬上の家柄であり、小諸入封後に、奏者格連綿まで進んだとみられるが、罪があり持高減石・格式降格で、持高67石・給人格連綿となる。9代藩主による改革後の持高60石（給人格）。初代小諸戸町、初代小諸町長となった西岡信義（士分下禄・10代藩主の治世に班を進めて持高50石・給人格）は別家である。維新の時点で西岡姓の士分は2家。
- 室賀氏（室賀太郎定志）小諸惣士草高割成立時、連綿する家柄・格式が馬廻り格（持高62石）。その後、班を進めて馬上が認められ給人格連綿の家柄となり、かつ給人席以上の役職に3代以上、就任した履歴を持つ。9代藩主による改革後の持高50石（給人格）。持高を削減する政策がとられているため、持高62石から持高50石に推移は、昇格を意味する。他に士分下禄の別家が1家（持高18石・徒士格）がある。維新の時点で室賀姓の士分は2家。信濃室賀氏には、武田信玄の圧力で、越後に移った族と、武田氏に屈服・あるいは、協力して戦国末期に信濃に根を張り、武田氏滅亡後は、国人領主として、小県郡（上田など）の覇権を、真田氏と争った族がある。小諸家臣室賀氏は、越後国の浪人者から、藩主・牧野氏に仕官した。
- 伊藤氏（伊藤唯七義道）足軽から維新後に繰り上げ士族となった伊藤姓（伊東姓10俵）もあるが本末関係は不詳。小諸惣士草高割成立時の持高74石・馬上・給人格連綿。9代藩主による改革後の持高50石。
- 井出氏（井出彦左衛門正路）与板在封期に仕官。馬上を許されない士分であったが、小諸入封後に班を進めた。小諸惣士草高割成立時、連綿する家柄・格式が馬廻り格であったとみられるが、その後、班を進めて馬上が認められ給人格連綿の家柄となり、かつ給人席以上の役職に3代以上、就任した履歴を持つ。9代藩主による改革後の持高50石。他に士分下禄の別家が1家ある（9代藩主による改革後の持高23石・中小姓格）。維新の時点で井出姓の士分は2家。井出姓は信濃国佐久地方に多い苗字であるが、小諸家臣井出氏は、越後国古志郡与板で藩主・牧野氏に仕官がかなったもので、小諸入封後に、地元や近隣の有力郷士・大百姓・酒屋の井出氏あるいは、その一族が仕官したものではないので、注意を要する。ただし、室町・戦国期以前まで遡れば、その遠祖は、同一であるかについては、否定はできない。
- ◎今枝氏（今枝弥八師善）三河牛久保以来の古参。与板以来、馬上の家柄。元禄期に当主が切腹したと見られる記事がある。改易・取り潰しとはならずに減石・格式降格で存続が認められ給人格連綿の家柄となった。小諸惣士草高割成立時の持高は67石。9代藩主による改革後の持高50石。今枝栗園は、長沼勝和の次男であったが、長沼氏より格上の当家に養子入り（婿入り）。9代藩主の近習役を勤めて、小諸藩校明倫堂在職43年におよび、（司成ではなく）司業・頭取となった。小諸市誌には、掲載がないが小諸諸士分限帳などの一次史料によると、今枝栗園は、その現役時代の多くは、今枝九郎右衛門師聖と名乗っていたことがわかる。持高50石に籾米16俵4斗（計66俵4斗）を受けて、明倫堂に勤務していた。このことから、司業の役高も推察できる。維新期には今枝栗園が子息の代となっていたが、明倫堂の学監を勤めていた。学監（現在の生徒指導部長・風紀係に相当）は、明倫堂における第3席の役職である。
- 角田氏（角田平蔵勝威）小諸惣士草高割成立時、連綿する家柄・格式が馬廻り格であったとみられるが、その後、班を進めて馬上が認められ給人格連綿の家柄となり、かつ給人席以上の役職に3代以上、就任した履歴を持つ。9代藩主による改革後の持高50石。維新期に大抜擢を受け、権大参事となった角田貞幹義勝（士分下禄・持高18石・徒士格。初名良之進）は別家である。維新の時点で角田姓の士分は2家。角田義勝は大政奉還後ではあるが、小諸藩政史上、出世の記録の持ち主であり、牧野隼人進成聖の姪を正室に迎えた。すなわち徒士格の家柄から、加判クラスの役職に就任したものは、角田氏以外には存在しない。また角田貞幹義勝は、廃藩時における残務処理、及び在所における新政府との引き継ぎ事務の実質的責任者。角田貞幹義勝の子孫の協力により、角田家文書が公刊されている。この中には、廃藩置県のときに廃棄されていたとしても、おかしくない多数の小諸藩一次史料が収載されている。
- 隈部氏（隈部潔彦忠良）熊部とも書くことがある。小諸惣士草高割成立時、連綿する家柄・格式が馬廻り格であったとみられるが、その後、班を進めて馬上が認められ給人格連綿の家柄となり、かつ給人席以上の役職に3代以上、就任した履歴を持つ。9代藩主による改革後の持高50石。天保期以降から幕末近くの期間に別家召し出しとなった士分下禄2家（持高18石・同16石、いずれも徒士格）がある。維新の時点で隈部姓の士分は3家。小諸市誌によると隈部は、慶長3年廃藩となった大分県・隈部城主の末裔としているが、史実としてあり得ない記述である。隈府城と隈部城は、肥後（熊本県）に存在するが、大分県には、存在しない。また隈府城・隈部城が落城（あるいは廃城）したのは、慶長3年ではない。隈部氏は、南朝の忠臣である菊池氏の三家老といわれるが、隈府城の滅亡後に、肥後国人一揆に参加して、本流は皆殺しにされたといわれる。この隈部氏と、小諸家臣・隈部氏を結びつける一次史料は、存在しない（詳細は隈部氏・隈部館・佐々成政を参照のこと）。大正15年（1926年）に隈部親信小諸町長が小諸町大公園設計を発案、本多静六博士に基礎調査依頼をし、本多博士、池辺武人助手により『小諸公園（懐古園）設計案』が提出される。その計画を基に小諸町は4か年計画3万円余を投じて約6万坪の公園整備の実施を決定。ここで、廃藩置県後はじめて小諸城跡整備に地方公共団体の公金が支出され、現在にまでの懐古園の敷地範囲が決定し、一部敷地の公有化が実施されることとなった（引用元、小諸市教育委員会山東丈洋著　平成28年度 遺跡整備・活用研究集会報告書）。
- 高橋氏（高橋矢柄綱正）明治3年の史料では士分下禄。小諸惣士草高割成立時、持高67石で給人格連綿の家系であったが、その後、罪があり持高減石・格式降格（持高55石・馬廻り格）。9代藩主による改革後の持高50石（給人格）。

### 士分中禄格式の内、明治元年当時に給人格連綿未満の格式であった8家
- ▲のある家臣は、幕府滅亡・大政奉還（慶応4年・明治元年）時点での家柄・格式は馬廻り格であるが、給人席以上の役職に、3代以上就任したことが確認できる。幕府滅亡・大政奉還のときに給人格以上の家柄・格式を、連綿していた家系ではない。
- ここでの罪がありの表現には、末期養子を含めることにする。
- 木村氏については、重臣の家であったとの誤解が出ないように、同格の家より詳しい解説をつけた。
- 木村氏は、江戸時代に、民間で出版された刊本である江戸武鑑及び、これを基礎に近現代に編集された刊本に、凡例・注記が少ないため重臣であったことが、あるのではないかと、思わせるような紛らわしい記事がある。しかしよく読めば木村氏が、小諸藩や与板藩の家老職はおろか、用人・加判等の重臣であったとする記述はどこにもない。また木村氏には、重臣を勤めた履歴がなかったことが、各種一次史料からも、明らかに確認できる。木村氏の家柄・格式につき誤解が生じないようにする必要がある。小諸家臣・木村惣領家の家柄・格式は、維新・大政奉還の時点（1868年）で馬廻り格、元文4年（1739年）の時点は最下級士分の徒士、元禄期以前の与板在封期には、馬上を許されない下級士分であった。先祖が長岡以来の士分の家柄であっても小諸入封後に、重い懲戒処分を2度も受けていたため、維新時の持高は30石に過ぎなかった。また木村六左衛門を、本村六左衛門と誤記している一次史料も現存するが、本村氏は別に足軽に存在する[32]。この本村氏は維新・大政奉還の時点では足軽であるが、屋敷持ちであったため士族に繰り上げとなった。

- ▲山村氏（山村紀太任賢）その家祖は譜代大名に仕えた家老の庶子であったが、分家として分出された。しかし主君が卑しい者たちと、みだりに交際をしたとして改易となった。主家は、将軍家旗本に格下げで名跡再興となったが、形ばかりであったため、家臣団のほとんど全てが浪人。山村氏分家は藩主・牧野氏に再仕官がかなった。小諸惣士草高割成立時、持高67石で給人格連綿の家系であったが、幕末近く、罪があり持高減石・格式降格となった。罪の内容は、被害者としての側面が強い一方で、青年当主の傷病による早すぎる死と、その時の不手際と見られる。末期養子を招かず、隠居していた当主の父が、徒士として再勤して、幼い孫（紀太）の成長を待った。この家系は維新期までに馬廻り格（持高28石）・馬廻り役まで切り返した。
- ▲中山氏（中山左橘貞教）先祖は豊前国小倉藩(15万石)小笠原家臣であったが、牧野家臣に転籍したのが起源。藩主康重の正室（小倉藩主・娘）が輿入れにあたって、これに随従したものとみられる。この家系は給人格84石を連綿していたが享保11年6月13日、時の当主が病気を苦に自殺したため改易・取り潰しとなる。しかし惣領に新知35石3人扶持が与えられて、新規召し出しとなる。名跡再興ではないのが特徴的。その後、段々と立身して給人席の役職（家の格式は馬廻り）に就任。小諸惣士草高割成立時の持高は34石。当家は新規召し出し以降は、馬廻り格の家柄であり、給人格連綿の家柄ではないが、幕末・維新期に2代に渡って用いられて持高以上の格式の役職に就任。計3代が給人相当以上の役職に就任。最後の当主は為政堂副幹事・権少参事（旧制度の奏者・取次相当）であった。明治3年後半ごろ格式昇格・持高50石となり、名実共に給人格連綿の家柄に復した。また足軽から維新後に繰り上げ士族となった中山姓もあるが本末関係は不詳。
- ▲高橋氏（高橋七郎行照）前掲の高橋氏とは別家系。剣豪の家。剣士高橋鋼三郎を出した家系。小諸惣士草高割成立時、持高67石で給人格連綿の家系であったが、成立から数年後に罪があり、持高減石・格式降格（馬廻り格）。9代藩主による改革後の持高30石。
- ▲小川氏（小川九十九成政）越後国の浪人の出自。士分だけでみれば惣領家のみ小川姓であるが、足軽から維新後に繰り上げ士族となった小川氏（小川文蔵・8俵取り・卒分下禄・屋敷持ち）との本末関係は不明。先祖は外様大名の重臣であったが、江戸時代初め主家が家中内訌で改易となり浪人。小藩とはいえ与板藩に上級家臣として再仕官がかなった。与板在封期は家老に次ぐ格式を持つ家系であったが貞享3年改易・取り潰し。同年、近親者をもって減石・格式降格の上、名跡再興。改易理由を具体的に書いた戦慄の一次史料が現存。惣領家は名跡再興が認められ、連綿する家の格式は大きく下げたが、小諸入封後に、上級家臣の役職に抜擢されたこともあり、やや格式を回復した（小諸惣士草高割成立時の持高76石）。しかし、この家系は2度に渡る末期養子を出し、与板以来の馬上の家柄であったが、9代藩主による改革後の持高30石。馬廻り格。終（つい）には馬上を許されない格式となっていた。小河姓（士分中禄1家・士分下禄2家）の分家、連枝を持つ。
- ▲小河氏（小河銑十郎直道）小川氏と先祖は同家（兄弟）。小河銑十郎直道（9代藩主による改革後の持高35石・馬廻り格）は、小諸家臣4名が斬首されたとき江戸藩邸にあり、真木力太則徳等と共に、太田氏出奔に協力。このため謹慎となったが、加藤・牧野求馬派失脚時復権。明治新政府（刑部省）から謹慎には及ばずとの命令を受けた。この小河氏から別家として出た家系の小河滋次郎は、民政委員制度の起源を創設したほか監獄学者として著名。実は上田藩奥医師金子宗元の2男として生まれ小河直行（士分下禄）の養子となった。小川（小河）氏は、与板在封期に、浪人者から兄弟で各々、新規採用となり弟家系は、小河を称した。小諸入封時の小河姓の士分は1家。その後、給人席以上の役職に就任することもあったほか、別家召し出し・新恩給付があり、1家が増えた（小河九兵衛家）。小河分家（九兵衛家）は、化成期以前から各種小諸藩文書に見え、下級士分を連綿していたが、9代藩主の治世に小河直忠が用いられて、持高50石・給人格連綿の家系となった。小河分家（九兵衛家）は、小川氏・小河氏の中で、亜流に過ぎなかったが、小川惣領家の失脚もあり、これらの家系の中でもっとも連綿する家の格式が高くなった。しかし小河分家（九兵衛家）の小河直方は、維新期に給人席以上の役職に2代であったため、士分中禄の要件を満たさず士分下禄となった。この小河分家（九兵衛家）の庶子で、小諸藩校明倫堂での成績が抜群で、槍の名手でもあり、文武両道に優れていたためか小河直行が、別家召し出し・新恩給付で、持高18石の徒士格として、士分に列することが許され、小河姓の士分は計3家となった。
- ▲岡部氏（岡部正角正修）笠間藩からの転籍とみられるが、先祖の詳細は不明。小諸家臣としては3代しか足跡がないが、給人席以上の役職に3代が就任。士分下禄の別家を持つ。当然、小諸惣士草高割成立時には、岡部姓は存在しない。10代藩主の治世期、本家は馬廻り格で持高38石。別家は徒士格で持高18石。維新の時点で岡部姓の士分は2家。
- ▲糸井氏（糸井勇丗徳）与板在封期の一次史料に、馬上を許されない糸井姓の家臣が見える。小諸惣士草高割成立時、馬上・持高67石で給人格連綿の家系であったが、その後、罪があり持高減石・格式降格。9代藩主による改革後の持高35石。給人席以上の役職に3代以上就任。他に足軽（使部）から、維新後に繰り上げ士族とならなかった糸井姓もあるが本末関係は不詳（屋敷持ち権利譲渡か？）。
- ▲木村氏（木村六左衛門秀俊）(1)木村氏は長岡藩から随従した家臣であるが、本家・別家ともに与板在封期の家禄は26石で、馬上は許されなかった。26石という数字は持高ではなく全ての家禄である。(2)小諸入封後、木村六左衛門家の本家は減石され家禄は、わずか10石（持高か？）となり、長岡藩から随従した士分たる家臣としては、最下位の格式となっていたことは確実である。減石理由は不明であるが、罪を犯したか、末期養子となったか、あるいは当主が病身・幼少のいずれかで長期間出仕していなかったなどの理由が考えられる。微禄の下級士分として存続が許されていた木村六左衛門家の本家は、10石（持高か？）で出仕を続けていたが、元文4年11月25日、罪を犯して改易・取り潰しとなった。まもなく名跡再興が許されて、再興初代は、出世して持高32石・中小姓まで班を進めた。再興2代目は2石減石され持高30石をもって、明和5年2月8日家督相続。班を進めて中小姓元〆となり、役職上の格式を給人席とした。歴代当主の精勤・有能が続き持高・家柄が格上げされ、小諸惣士草高割成立時までに持高56石となった。(3)この間、木村六左衛門家の庶子が別家召し出しを受けたと見られるが、この家系は当主（木村静左秀信）の不行跡・非行により改易・取り潰しとなった。不行跡・非行の内容を記述した一次史料が現存。(4)木村六左衛門家の本家は、文政6年、足高を得て勘定方で、その中間管理職に相当する元〆職となっていたが不祥事をおこして、処罰を受けた。役職及び足高取りあげ・持高は56石から30石に約半減・格式降格・謹慎・閉門の懲戒処分を受けた。足高を失い格式降格は給人地の削減を意味するため、実収入を約3分の1に減らされたことになり、再び下級士分を連綿する家柄に戻った。懲戒処分を受けた文政6年から、明治3年に木村六左衛門秀俊が在職中の功労により、無役になるにあたって家柄・格式を給人格に格上げされるまで、下級士分の家柄・格式を連綿した。幕末・維新期に木村六左衛門秀俊は、持高30石・馬廻り格のままで用いられ、明治3年まで家柄・格式は下級士分で据え置きされる一方、1代限りではあるが、慣例上は、おおむね番頭格の家柄の者が就任する御城使・公用人の役職に抜擢された。幕末、京や江戸に赴任して、これを勤めあげた功労があり、時に持高30石・現米支給12石（加恩に相当）・2人扶が支給されていた（9代藩主改革前の持高30石・改革後の持高30石は増減なしのため実質加増）。なお公用人・御城使は加判の列・重臣の列ではない。木村六左衛門秀俊は、廃藩数か月前に隠居再勤となり20石の給付を受け、廃藩後には長野県にも出仕した。(5)与板在封期から存在していた木村六左衛門家の別家は寛保2年2月2日、当主自身の不行跡・非行により改易・取り潰しとなった。まもなく糸井氏の庶子を木村六左衛門家の養子とした後に、木村別家の名跡を継がせた。再興初代と2代目は給人相当の役職に就任した。最高位は表給人兼大目付仮役（大目付代理）である。再興3代目は藩主内存（怒り）に触れて中小姓格の役職に格式降格。文化2年以降は最下級の士分である徒士格として存続した。中小姓格との記載がある時期もあるが、中小姓格が連綿する家の格式として制度的に存在していたかは不明。木村彦操秀敏は9代藩主に用いられて、馬廻り格の家柄ではないのに役職上は馬廻りに抜擢となり、士分下禄に列した。(6)またおおむね小諸入封期に、足軽から下級士分に格上げされた木村氏もあるが、格式のアップダウンが少なく他の木村氏とは異なり安定していた（小諸惣士草高割成立時持高21石・9代藩主の改革後の持高20石）。この家系は、木村六左衛門家と同族とみられるが維新期、士分下禄に木村松甫秀道が列した。(7)このほか明治維新後に、足軽から繰り上げ士族となった木村氏2家（兄家系11俵取・弟家系10俵取・いずれも卒分中禄格式）がある。この2家は、微禄の足軽でありながら系図の伝わり状況が良いが、木村六左衛門家と同族であると認定できる状況証拠はない。(8)木村六左衛門家が家祖以来、下級士分・微禄の出自であることを念頭に置いても、長岡から随従した士分の身分を持つ他の小諸家臣と比較すると、木村氏の格式・持高が、大きく見劣りするのは、このような懲戒処分を受けた過去があったからである。大胡以来・長岡以来の家柄で、木村氏より格式の低い家も存在はしているが、これら家臣は、藩主が小諸に加増・入封までは、士分ではない家臣であるか、あるいは罪を犯し改易・取り潰し後に、名跡再興となった家が、ほとんどであった。ほかに木村六左衛門家とは異流とみられる木村姓の藩医と推察される下級士分が召し抱えられたことがあるが、長く連綿しなかった。

- 小諸藩の各種一次史料を読めば、木村氏が微禄・小身の出自であり、かつ重臣の役職に就任したことは、一度もなかったことは、明白である。江戸時代初期の家臣団名簿「大胡ヨリ長峰御引越御人数帳」（元和4年）にも木村姓が存在するが史料学的には、その末裔が小諸家臣となったと証明・推察できるだけのものは皆無である。長岡家臣に大胡以来が、ほぼ確実な木村姓の家臣が存在するが、馬上を許された中堅家臣（大組所属）である。特段の理由がなければ30石前後の分家の分出を、寛永・慶安前後に行うのは、本家の元本が少なく、厳しい状況にある。明治2年の版籍奉還の時点で士分たる木村姓の小諸家臣は3家が存在するが、もとは同家であること及び、長岡から藩主の分家に随従して与板に移った長岡以来の家柄であることは、ほぼ確認できる。与板立藩時に、木村六左衛門家と、木村別家の2家は、士分として存在していた。木村別家は、木村六左衛門家の分家として分出されたものではなく、別家召し出し・新恩給付である。しかし大胡以来の長岡家臣木村氏と同家になることは確認できない。長岡藩・小諸藩の木村姓の家臣が、すべて牛久保もしくは大胡以来の同族であるとすれば、長岡入封時には中堅士分で1家しか存在しなかった長岡家臣木村氏が分家・別家を、その後に特別の事情がなく、多数持ったことになり極めて不自然である。長岡家臣木村氏は、庶子を含めて、大坂の陣で殊功があったとする記録がないほか、長岡家臣木村惣領家が上級家臣から、没落して中堅士分となったとする記録もない。したがって上級家臣であったころに多数の分家・別家を出したということは、あり得ない。小諸家臣木村氏と、大胡以来の長岡家臣木村氏は、同姓であっても、木村姓は日本人に多い苗字であるので、完全な異流の可能性もある。その一方で大胡以来の長岡家臣木村氏と、小諸家臣木村氏の先祖が、同族ではなかったと断言できる史料も、存在していないこともまた事実である。

## 下士（士分下禄格式）81家
- 原則として士分の格式を持つが、給人以上の役職に3代以上就任していない家をいう。原則であるため例外がいくつか存在する。
- 原文は、姓名・家禄・持高・人扶米などが記載されているが、ここでは姓のみを拾った。複数同じ姓がある場合は戸数を明記した。
- 同姓者であれば、ほぼ同族であったようだが、林氏2家と小林氏2家については、おのおの異流。太田氏については微妙。小諸家臣の牧野氏については、藩主家の支族と、牧野八郎左衛門家とその支族に、大きく2つに分けることができる。士分下禄の牧野蔀家は、牧野八郎左衛門家の支族（連枝）である。
- 明治4年、持高50石・給人格連綿以上の家柄・格式にある一方で、給人席以上の役職に3代就任の要件を満たさなかったか、あるいはそれ以外の理由で、6家が士分下禄に差し留めおかれたままで、廃藩を迎えた。
- 長谷川氏3家のうち2家は、寛政期に相次いで、徒士として新規採用され、勘定方に配属された。長谷川氏3家は、幕末・維新期には3家共に、中小姓格であった。別家召し出し・新恩給付となった長谷川氏別家2家は、幕末までに少し、班を進めていた。長谷川氏惣領家（始終・歩行の士であり、馬上資格があったことがない）に関しては、遠祖の詳細は、不明であるが、江戸時代の動静を伝える各種文献が存在する。しかし、下士連綿の家でもあり、ここでの詳しい紹介を省略する。なお長谷川氏に関する戦慄な一次史料が現存。
- 並澤氏は、越後国の浪人者から与板藩に仕官。江戸時代初期(17世紀)の頃、小諸藩重臣・鳥居氏の先祖が仕えていた主君（外様大名）と、同じ主君に仕えていたが、旧主君の時代は、並澤氏のほうが格上であったとみられる。並澤一族は、家禄の分割・当主の出奔・数々の不祥事・末期養子・幼少当主の夭折による世嗣断絶・戦慄の家内騒動・家族の出奔などが続き凋落。小諸入封時は、士分3家があったが、幕末には下級士分として1家（9代藩主による改革後の持高18石・徒士格）が、存続していたに過ぎず、2家は改易・取り潰しとなっていた。並澤氏惣領家でおきたとみられる戦慄な家内騒動の具体的内容を書いた一次史料が現存。
- 高栗弾之丞は、小諸藩校明倫堂の司成（頭取）に登用された秀才であった。高栗氏は小諸惣士草高割成立時に持高67石・給人格連綿の家系となっていたが、のちの当主に儒臣の家系にあるまじき非行・不行跡があり、改易・取り潰しとなった。まもなく近親者をもって下級士分として名跡再興が許されたが、名跡再興後は、藩儒となることはなかった。非行・不行跡の具体的内容を記述した一次史料が現存。幕末に高栗儀人寛徳が出て、9代・10代藩主に用いられて、連綿する家柄・格式は下級士分である一方で、役職では三奉行に抜擢された。こうした事情があったため士分中禄の要件を満たさなかった（9代藩主による改革後の持高20石・中小姓格。10代藩主の治世ごろに、役職上だけでなく、連綿する家の格式も班を進めて持高27石・馬廻り格となったが、先祖の獲得した給人格連綿を回復することはできなかった）。高栗儀人は小諸騒動で斬首となったが、加藤・牧野求馬派失脚後に高栗氏（高栗寛教）は、名跡再興となり、斬首刑執行前の元席に戻った。
- 幕末の小諸藩古文書類に登場する牧野勇四郎とは、牧野蔀家の牧野多門正癸をいう（持高25石で名跡再興。後に班を進める）。詳細は、幕末・維新の混乱期における抜擢人事を参照のこと。
- 並澤氏・長谷川氏・高栗氏・ある藩典医の父や祖父以外にも、下級士分に関するさまざまな内容を持つ、多数の一次史料が現存しているが、ここでは記述を省略する。

牧野氏（蔀家）、加藤氏（高家）、太田氏 3、本間氏 3、木俣氏、角田氏、鳥居氏（鳥井氏）、小河氏 2、山本氏、倉地氏、長沼氏、鎌柄氏、西岡氏、小林氏 2
佐藤氏、山口氏、高栗氏、須藤氏、宮嶋氏、手川氏、石川氏、室賀氏、長谷川氏 3、木村氏 2、諏訪氏 2、林氏 2、小金井氏、鈴木氏、竹澤氏、大和田氏
高野氏、山内氏、早川氏、前田氏、三宅氏、中村氏、西島氏、大橋氏 2、加川氏、押兼氏、山中氏、岡部氏、勝見氏、佐野氏 2、飯田氏、篠田氏、田中氏
隈部氏 2、長沼氏 2、池野氏、並澤氏、清水氏、小島氏、笠原氏、川口氏、井出氏、足立氏、吉田氏 2、安田氏、松尾氏、森川氏、小坂氏、石黒氏、金井氏、小山内氏

## 屋敷持ち足軽163家（士分の資格がなく武士としての正装を許されず、藩主との謁見資格がないが、屋敷持ちであったので、士族に繰り上げ編入された家）
- 屋敷持ち足軽とは、士分ではなく、卒分たる家臣であり、名跡と一体として、藩主の許可の下で、相続できる家禄・給人地・持高を認めない一方で、屋敷の相続は、認めるという制度である。実質的に士分と、卒分の中間の階層に位置する家臣である。屋敷を持っていない足軽家臣が、屋敷持ち足軽である家臣を、その配下にすることはあったが、屋敷持ち足軽が、士分を統率する上司となることはなかった。
- 小諸藩には軽輩の武士である足軽が、他藩と同じように設置され、警備・雑用・士分の役職補佐のほか技能を持って仕えた家もあった。藩主に謁見を許されず、袴を履くことは認められず、士分の資格を持っていなかったので当然、熨斗目は許されない。正式な武士の衣装を着用することは、できないという意味である。庭先などで、藩主と非公式な会話を持つことは、絶対には禁止されていなかった。
- 姓（苗字）と帯刀は許されたが、原則として1代限りの採用であり、足軽には名跡は存在しなかったが、実際には、1代採用を繰り返すことで、長きに渡って仕えた足軽・卒分の家系も存在した。給人地の支給は原則としてなかった。他藩と異なる点は、小藩でありながら100数十家の屋敷持ち足軽が存在したことである（詳細は後述）。
- 屋敷持ち足軽は、屋敷の相続権は、認められていたが、士分と異なり、姓と帯刀は認めても、名跡は認めないという原則論があったが、一部は形骸化していった。
- 足軽・卒分の格式には、(1)屋敷持ちか、それとも屋敷持ちでなはなく長屋住まいかの別があったほか、(2)採用時期をめぐって与板・長岡・大胡以来の古参か、古参でないか、(3)そして当然、扶持米の高による優劣があった。また後述するように、(4)城中に入る資格を持っている家か、いない家かの別があった（使部・仕丁の別。詳細は後述）。(5)明治3年の藩政改革により、卒分上禄格式・同中禄格式・同下禄格式の別ができた。卒分上禄格式とされた足軽身分の家は、足軽手廻り小頭・御持筒（足軽鉄砲隊員）のいずれかに1代以上あったことが要件に該当した者である。足軽小屋頭に1代以上、もしくは同格新組目付であった家は、卒分中禄格式とされた。卒分上禄格式・同中禄格式・同下禄格式の別は、扶持米の大小によって定められたわけではない。このように小諸藩主牧野氏の足軽・卒分たる家臣の家柄・格式を読むにあたっては、5つの角度から検討する必要があった。
- 卒分格式の者が就任する役職は、使部・仕丁（雑役係）と呼称された。使部には3階級あり、仕丁は1階級のみである（計4階級）。仕丁が足軽の最下級の役職・身分である。使部と、仕丁の違いは城中に入る資格が、あるかないかである。役職に就任して初めて、使部・仕丁と呼ばれた。役職に就任していなければ無役である。
- 雑役のほか、職能の家柄が存在した仕丁には、厳しい席次があり、首席・永井弥市家、次席・岸国太郎家、三席・樋口鉄左衛門家、四席・根津何右衛門、五席・市村瀬左衛門家（以下省略）とされていた。序列を固定された時期は不明である。明治3年の藩政改革により、城中に入ることのできない仕丁の家柄であっても、一定の要件を満たせば、卒分上禄格式を認定された。
- 軍事力強化のため足軽から兵卒隊常備兵員が選抜され、軍事教練が行われていた。明治3年の藩政改革により、明珍氏など仕丁身分であっても、兵卒隊常備兵員（精鋭部隊）に抜擢されることがあった。このように1代でも、兵卒隊常備兵員に抜擢されて、銃を持てれば卒分上禄格式となった。
- 銑工であり、甲冑や刀の修理・点検に従事した卒分身分があり、中村（百三家）・森山・吉澤の3家があった。一般論として明珍姓は、甲冑職人として著名である。仕丁から卒分上禄格式となった小諸の明珍氏は、屋敷持ちであったことは確認できるが、甲冑師であったことは、小諸藩の一次史料からは確認できない。幕末・維新期の明珍氏当主は、前述のように有能・精勤者であり、兵卒隊常備兵員（精鋭部隊）に所属していたため、少なくとも、この時期に甲冑職人の職務に専念していたことは、あり得ない。
- 足軽であっても、御内附きといわれ城中で働き、自分の席が城中にある者がいたが当然、使部であった。
- 小諸城内のトイレ掃除・汚物回収は、使部の中で身分の低い者が担当した。使部より格下の仕丁は、雑役係であるが城内で働く資格（家柄・格式）がなかったので、汚物処理であっても従事できなかった。また小諸城で糞尿を回収・運搬して、これを肥料に供するために準備をする業務に、従事した屋敷持ちの卒分資格の使部3家があった。糞尿・汚物処理にほぼ専従していたとみられる使部3家の一次史料が現存。
- 小諸藩直轄の山林を管理する官林定番といわれる卒分身分があった。身分は城中に入る資格がない仕丁であったが、上野氏（11俵取）だけが卒分中禄格式となり、官林定番の首座ともいえる立場にあった。ほかの3家（金澤氏8俵取・浦部氏5俵取・宮山氏5俵取）は、卒分下禄格式であった。官林定番4家は、いずれも屋敷持ちであり、士族となった。ほかに官林定番を管理する官林附きといわれる使部があった。維新期には飯塚・清水・本村の3家が就任。官林定番とは異なり、職能による家柄で固定されるのではなく、人事異動があった。
- 明治5年、卒族制度が廃止された。このとき、小諸では足軽・卒分の格式を認定するに当たり、屋敷持ちの出自であったか否かが重視され、族称を峻別された。仕丁階級の足軽身分でも古参であれば屋敷が与えられていたので、仕丁から士族に繰り上げ編入された者も出た。屋敷持ちでない場合は、足軽手廻り小頭、もしくは御筒持の職に1代以上ある足軽であることが、士族たる要件とされた。それ以外の者は、卒分資格があっても平民とされた。従って足軽採用1代で（つまり父が足軽で2代目も足軽に採用された時点で）、士族の要件を満たし、士族の族称を得ることは、制度的に可能であった。
- 全国諸藩では、足軽には屋敷は与えず、玄関を持つことを認めず、長屋に集住させるのが例であった。しかし小諸藩主牧野家15,000石（実質3万石）は、過去に5万石から7万石の大名の居城であった小諸城主に就任。5万石の藩より、当然家臣の数が少なく、侍屋敷に余裕があり古参足軽や、上層の足軽には侍屋敷に居住させていた。
- 明治4年〜5年ごろ、城中で働く資格を持つ使部や、与板以来の古参足軽であったはずの家で、侍屋敷を持っていなかった事例が、少なからず確認できる。素直にこれを読めば屋敷持ち足軽に採用する明確な基準が、なかったことになる。しかし、屋敷持ち足軽の権利は、株（権利）として売買できたので、倒幕により将来に不安を感じたり、経済的に困窮した一部の屋敷持ち足軽たちが、その権利を放出して、現金化したため、このような方向性のない事態になったといえる。
- 例えば屋敷持ちの寺田氏（明治3年時点10俵取1家、明治4年時点5俵取2家・寺田通親・寺田信宜）は、藩主牧野氏が小諸入封後に、その先祖が上野国（高崎）で浪人暮らしをしていたが、足軽として採用されている。明治3年の記録では無役であり、使部・仕丁のいずれでもなかった（明治4年7月廃藩）。時の当主が病身のためか、それ以外の理由で役職に就任できなかったものとみられる。明治元年当時の寺田氏当主は、卒分分限帳の記載によると20代であっことがわかる。寺田氏が明治4年の時点では、役職に就任していたか否かは、厳密には不明であるが、寺田氏は2家（卒分下禄格式）となって士族となっている。これにより屋敷持ちであれば、古参でなくても、極端な微禄であっても、士族となれた証拠の1つになる。また寺田氏が無役であっても屋敷持ちであったということは、1代限りの採用ではなく、世襲に近い1代採用（事実上の世襲）が繰り返し行われていたことがわかる。また明治4年ごろ、もう1家が立てられているが、扶持米は分割したとしても、屋敷は何らかの形で、別に調達したか賜ったことになる。
- 卒分格式は藩から支給されていた扶米は、極わずかであった。明治維新・廃藩置県となり、藩から支給される扶持米が停止されても、生活の糧を既に他に持っていた（半士半農状態）。藩からの扶持米だけで生活ができた士分上禄格式の藩士のように、廃藩・秩禄処分で困窮することはなかった。微禄であるほど職を探して郷里から離れることは、少なかったといわれる。
- 下級士分が改易（取り潰し）されて、名跡再興ではなく、足軽として新規取り立てとなることもあった。
- 卒分格式で多い姓は、永井氏・五十嵐氏及び佐藤氏である。足軽に多数の同姓一門を持ち有力であったのは、永井氏・五十嵐氏である。同姓であっても、一族という保障はないが、幕末・維新期、永井氏は使部4、仕丁2、無役1があった。永井氏で足軽から士族となることが認められた者は5人であった（内訳は卒分上禄格式4家と、卒分中禄格式1家）。永井氏は古参足軽であることは確認できるが、中核となる士分の家が見当たらない。実は小諸入封時、足軽席順首席であった。この格式を名誉あるものと考え（あるいは一定の利権もしくは役得があったためか）、敢えて徒士（下級士分）に進まず、この格式を、事実上連綿したものとみられる。
- 五十嵐氏は、越後長岡藩から随従した古参足軽であったが、小諸入封後に徒士（下級士分）となった。持高20石まで進んだが不行跡・非行を繰り返したため改易・取り潰し。その後、足軽として新規取り立てとなった本家と、本家が士分に召し出されたときに、その跡式を事実上、相続した五十嵐氏庶子の家系と、別家召し出しを受けた家系があるとみられる（厳密には足軽には、名跡は存在しないと考えられていたので、足軽の跡式相続という言葉遣いは、あり得ないが、ほぼ跡式があるに近い形で運用されていた）。幕末・維新期、五十嵐氏は使部3、仕丁2、無役2の計6家があった。一部に使部2、仕丁2、無役3とする史料もあるが、廃藩直前に無役から、仕丁を経ないで、いきなり使部となった五十嵐氏があった。こうした人事は、使部に就任する家柄と、仕丁となる家柄に厳しい区別があった証拠の一つになる。五十嵐氏は、維新期・士族に5家が編入された（卒分上禄格式1家・卒分中禄格式4家）。
- 五十嵐氏は、足軽とはいえ小諸藩では、大きな一族であり、その先祖は、古代から越後国に根を張っていたことが推察される。五十嵐氏に関しては、五十嵐 (新潟市)（いからし）と、新潟市西区の町字、及び五十日足彦命を併せて参照のこと。五十嵐氏が開発領主であった新潟市西区は、江戸時代のごく初期と、幕末のごく一時期を除いて、200年以上、本藩であった越後長岡藩の領地であった。
- 佐藤氏は卒分中禄格式に3家・卒分下禄格式に5家があった。佐藤姓は日本人に多い姓であるほか、特にこの佐藤8家が、揃って同姓一門であったとは言い難い。
- 大野氏（使部2・無役3）、桑原氏（使部2）についても、五十嵐氏と、ほぼ同じことがいえる（小諸入封のころ古参足軽から下級士分に召し出し。その後、改易（取り潰し）となったが、足軽として再び新規取り立てとなったか、あるいは同姓者の足軽が複数、存在した）。
- 廃藩時の足軽席順首席は、永井氏・大野氏ではなく、岸氏であった。明治元年〜2年ごろの史料では、岸氏は与板以来の古参足軽であったが、特に目立ったところはなかった。維新期に足軽であった岸氏3家は、同姓一門であることが、ほぼ確認できるほか、岸重正が、段々と班を進め、抜擢により兵卒隊常備兵員（精鋭部隊）首席などを務めたとみられる。一説によると士分取り立て手続き中に、廃藩を迎えたともいう。扶持米は、下級士分並に与えられ異例の待遇となっていた。ほかの岸氏2家も卒分上禄格式となった。
- 幕末・維新期、古参足軽（使部）に沼田氏1家（11俵取）があった。小諸家臣沼田氏の直接の先祖に当たるかは不明であるが、大胡在封期から藩主牧野氏の家臣に沼田姓が見える。また与板在封期に家禄20石で、馬上を許されない士分とされた沼田氏がある。与板で代官を勤めた徒（士）目付の沼田氏は、小諸入封後に改易・取り潰しとなったが、その詳細な年月日は残されていない。しかし、元禄期以降から享保前期までの藩史料に、沼田氏改易・取り潰しの記録が補綴されている。従って江戸時代後期の小諸藩には、沼田姓の士分は存在しなかった。明治5年、古参足軽の出自から士族となった屋敷持ちの沼田氏（卒分上禄格式）については、史料学的には詳細が不明である。すなわち小諸入封時に士分とされた沼田氏が、改易・取り潰し後に、あらためて足軽身分で新規取り立てとなったのか、それとも沼田氏の庶子が足軽として新規召し出しを受けたものが、古参足軽として明治維新まで存続していたものか、必ずしも明らかではない。幕末・維新期まで残った沼田氏は、使部から士族に編入されたもので、与板以来・長岡以来・大胡以来などから士分として連綿していたわけではない。もっとも士分ではない家臣として、繰り返し採用されていた可能性は、あり得る。
- 郷士や豪商の次男・3男を1代限りで、新規に足軽に召し抱えることもあったというが、詳細は不明である。掛川氏、小山氏、大井氏、高橋氏、塩川氏、原氏、柳澤氏は藩内に同姓の郷士・大百姓・豪商が存在するが、同姓であっても同族であるという保証はないので、関係は不明である。黒澤氏2家（いずれも使部・卒分中禄格式・維新時10俵取）は、古参足軽であることが確認できるので、郷士の黒澤氏とは関係がない。
- 家老加藤六郎兵衛と、足軽（使部）加藤箭一郎の関係をはじめ、士分上禄と、足軽の同姓者との本末関係は不詳である。常識的には、家老等の重臣の庶子が足軽に召し出されていることはあり得ないが、分家を繰りかえしていく過程で、分家のそのまた分家の庶子が足軽に新規取り立てになることはあり得た。加藤箭一郎は、屋敷持ちの資格を手放さずに、城中で働く使部であったため、士族となった。
- 新撰組隊員を経て酒田士族となった小諸出身の佐々木如水（小竹半太夫長男）について、懐古園内にある碑文等は、小諸藩の（御神宮）御持筒役であったとの記述はあるが、御持筒役の士であったという記述はどこにもない。一部解説[33]によると、砲術に熟練の士から選任され、藩主に近侍する親衛隊的な性格を有する役職にあったとあるが、こうした事実は、小諸藩の分限帳などの一次史料から、絶対にあり得ない。要するに小竹氏は、佐々木如水が小諸にあったとき、「士」ではなく「卒」であったということである。小竹氏は銃卒隊員（足軽鉄砲隊員）であったが、屋敷持ちであった（維新時11俵取・使部・卒分上禄格式）[34]。
- 次に明治維新・版籍奉還の時点では足軽であったが、士族となることが認められた家を掲げる。文字が難解であったり、虫食いで読めないものもあるので、ここに掲げたものが全てではない。同姓者が複数ある場合もあるが、戸数は省略した。

寺田氏、五十嵐氏、明珍氏、柳澤氏、船津氏、駒村氏、永井氏、日野氏、徳永氏、木根淵氏、原氏、真島氏、宮山氏、小野氏、岸氏
大野氏、山岸氏、沼田氏、川村氏、石川氏、樋口氏、野元氏、冨岡氏、塩川氏、小島氏、銀川氏、国仲氏、桑原氏、高橋氏、池野氏
黒澤氏、鳥羽氏、伊東氏、清水氏、徳永氏、川上氏、佐藤氏、小平氏、中川氏、中山氏、中原氏、中村氏、中嶋氏、丸山氏、佐野氏
平野氏、平井氏、上野氏、笹井氏、金子氏、山田氏、浦部氏、堀田氏、鳥羽氏、荻原氏、小竹氏、大武氏、金澤氏、小川氏、田上氏
掛川氏、岩田氏、猪狩氏、西崎氏、田澤氏、須藤氏、結城氏、阿部氏、小山氏、原氏、鈴木氏、上野氏、根津氏、原田氏、橋詰氏、竹田氏　
浦部氏、大井氏、前田氏、礒田氏、飯塚氏、片山氏、市村氏、本村氏、木村氏、大倉氏、坂本氏、本間氏。加藤氏。以下省略、あるいは不詳。

## 郷士と特権的商人
小諸藩では諸藩と同じく、主君の滅亡で帰農して地主化した者、主君の国替えに随従せずに地主化した者、商品経済の浸透で、大商人に成長して特権化した者などがあった。藩士に準じる身分や、武士に近い身分を与えられた家は、小諸領内に少なからず存在したが、給人以上に差し置かれたのは、わずか4家に過ぎなかった。これらの4家では有事には、牧野家臣団の一員として、小諸城に籠ったり、武装したほか、万一に備えて隠れ家・隠し部屋の用意などもした。

### 給人格・奏者格の郷士・特権的商人

黒澤嘉兵衛

特に有力な者として、依田専（仙）右衛門家（奏者格）、黒澤嘉兵衛家（給人格）、小山立三家（奏者格）、高橋平四郎家（奏者格）の4家があった。この4家には熨斗目が許された（正式な武士の衣装を着用することを認めるという意味である）。安政7年正月の小諸城登城時の史料（長野県立史料館蔵）によると、高橋平四郎は郷中で第4席であり、黒澤嘉兵衛が第3席である。これが、慶応年間になると、高橋平四郎は郷中で第3席であり、黒澤嘉兵衛が第4席となり、高橋平四郎が奏者格となっている（東京大学史料編纂所蔵の小諸藩留書）。従って、高橋平四郎が、安政7年以降に班を進めたことがわかる。黒澤嘉兵衛が失脚して第4席に降格されたものではなく、高橋氏が班を進めたことによる相対的な理由で、黒沢氏が第4席に降格となったのである。
依田氏は、小県郡の依田庄を本貫とするが、近世初頭に小諸城主となった依田氏の起源については諸説がある。小諸城主依田氏（賜姓・松平氏）は徳川家康により上野国藤岡城主に領地替えとなったが、庶流の一つがこれに随従せずに土着・帰農したのが、小諸領内八幡村（佐久市八幡）依田氏の家祖である。この依田氏(依田仙右衛門)は近代に入ってから、長野県内屈指の寄生地主・高額納税者として農地解放まで著名であった。隣家に化政期に分家として分出された依田専左衛門家（馬廻り格）がある。
黒澤氏は、小諸藩主青山氏の郡奉行100石の出自であるが、私財を投じて八重山用水を開発して黒澤新田1300石（東御市・北御牧村）の基礎としたほか、近隣の農地1000石に恩恵を与えた。開発に注いだ愛着から藩主青山氏の領地替えに随従せず土着・帰農したが、宝永2年（1705年）藩主牧野氏から藩士に準じる身分を与えられ、宝暦6年（1756年）八重山用水取締方となり、約145石の免祖地と、5人扶ち持ちを与えられ、同時に当主の弟を分家として分出させて、この家系（黒澤平太夫家）も士分に準じることが認められた。
小山氏（小山立三家・通称又四郎）は、佐久郡柏木村（小諸市柏木）に本拠を持ち、その財力を背景に藩政期から新田開発に取り組み寄生地主に成長した。
小諸領内の小山氏には有力な3系統があり、柏木・小山立三家（奏者格）のほか荒町・小山九左衛門家（馬廻り格）、与良・小山清左衛門家（馬廻り格）があった。この3家を結びつける知られた系図は、一切存在していない。小山氏の先祖は与良城主・与良氏といわれるが、与良城は中世の小規模な古城であり、城主に関する一次史料が現存していない。
与良氏は、武田信虎庶子の一条右衛門太夫信竜の配下として、村上氏と対立した佐久地方の土豪である。与良城主与良氏は安田氏が城主になったのを契機に与良氏を称したのが起源ともいわれる。
しかし中世から佐久地方には与良氏が根を張り、与良城主を小林氏とする刊本（小諸温故）も存在するなど有力な異説があり、諸説紛々の状況にある。
小山氏の遠祖は甲斐から移住してきたとする説と、中世から佐久地方で勢力があった与良氏の末裔とする説があるため、小山立三家、小山九左衛門家、小山清左衛門家は姓が同じでも、まったく異流の可能性もある。特に与良・小山清左衛門家では甲斐から移住してきたものと信じられている。また小山九左衛門家は、17世紀4代将軍治世後半、近隣（松井）から、小諸城下に移り住んだというが、遠祖は、永禄12年に平原の住人・小山全真の次男であったという。八満村・乗瀬の新田開発に尽力。先祖は開発領主か。
小諸城主仙石氏が慶長13年（1608年）望月の八幡神社を、遷社したことで、小山清左衛門家は、城下から与良に移された。同家の分家出身者として政治家小山松寿と、小山清太郎家（馬廻り格）・小山勝治家（馬廻り格）があるほか120の分家を分出したといわれている。
高橋氏は、荒町のよろずや（なんでも屋）の出自である。はじめ小諸城（藩）の納入業者であったが、信任を得て藩主一家の呉服・日用品をはじめとする各種需要品を調達するようになった。高橋氏は、御用商人としてよりむしろ製糸業の先駆者として著名で、維新後に長野県議会副議長となった。明治42年6月に成立した小諸領内旧家録（山本清明校閲・小山政道編）によると、高橋平四郎は馬廻り格であったとされているが、一次史料である東京大学史料編纂所蔵の小諸藩文書（留書）によると、奏者格とあるため、二次史料である小諸領内旧家録の記述は明確な誤りである。同書は同書が成立したころの高橋家当主、良三郎の名をあげて、「他日必ず中興を成すことを信じる」など言葉を選びながら編集時には没落していたことをうかがわせる著述となっている。このため小諸領内旧家録から孫引きしたと推察される著書や、記事には、高橋平四郎の家柄・格式が馬廻り格であったとしている。高橋平四郎家の分家に高橋甚右衛門家（馬廻り格）がある。郷士である高橋六左衛門家とは本末関係はない。また木野主計著の研究論文（国学院大学研究紀要収載）には、高橋平四郎を高橋原四郎と誤記されている。

### 馬廻り格の郷士・特権的商人15家
高橋甚右衛門家（商家）、掛川利兵衛家（商家）、関五太夫家（商家）、小山清太郎家（郷士）、高橋六左衛門家（郷士）、黒澤平太夫家（郷士）、小山清左衛門家（郷士）、小山勝治家（郷士）、塩川幸十郎家（郷士）、小山九左衛門家（商家）、小山九郎兵衛家（商家）、神津伝四郎家（商家）、依田専左衛門家（郷士）、柳田藤助家（商家）、柳田五兵衛家（商家）。
本町、市町、荒町をはじめ小諸主要部の商人町・宿場町の庄屋・町役人などを長く勤めた家であっても、馬廻り格の格式を与えられた家は関五太夫家（本町）など極めて限られた（関氏については、鳥居氏の項目にも説明がある）。これらの地域で町人ではあるが、高い格式が与えられた家は、主として高額納税者の豪商であった。庄屋・町役人を連綿と勤めた商家は、苗字帯刀は許されたが、本来はその配下である豪商の家より、家の格式が低かった。例えば荒町の豪商・高橋氏は本家は奏者格・分家は馬廻り格であるが、荒町の庄屋を勤めることが多かった矢ヶ崎氏は馬廻り格より、さらに2階級低い格式と、苗字帯刀が許されていたに過ぎなかった。

### 旧北佐久郡小諸町資産家
大正5年成立、時事新報社の資料（国会図書館・神戸大学図書館等に蔵）によると、掛川利兵衛・小山九左衛門は、小諸町の資産家であり、豪商であるとしている。利兵衛・九左衛門は、襲名であり、幕末・維新期の掛川利兵衛・小山九左衛門の子息や、孫の代になっていたものとみられる。